# Battistero di San Giovanni (Firenze)
(Dante Alighieri - Divina Commedia, Inferno, XIX canto, versi 16-18)
Il battistero di San Giovanni Battista è un celebre edificio religioso di Firenze, situato nell'omonima piazza San Giovanni, di fronte alla cattedrale di Santa Maria del Fiore e con alle spalle il palazzo Arcivescovile. Dedicato al patrono della città, fu per secoli il luogo dove i fiorentini ottenevano il battesimo ed era luogo di investitura di cavalieri e poeti, come ricorda Dante Alighieri (che pure fu qui battezzato) nel Paradiso (XXV, 7-9): "con altra voce omai, con altro vello / ritornerò poeta, e in sul fonte / del mio battesmo prenderò 'l cappello". Era sede deputata per solenni giuramenti, nonché per la celebrazione in onore del patrono cittadino con il dono delle stoffe pregiate (i palii) da parte dei magistrati del Comune nella ricorrenza del Battista (24 giugno). Ha la dignità di basilica minore.

## Storia

### Stato delle conoscenze
La prima fonte che cita il battistero, la Chronica de origine civitatis florentiae del primo Duecento, lo considera una costruzione di maestri romani dopo le devastazioni degli Ostrogoti. Nel Trecento, con la Nuova Cronica di Giovanni Villani, si trova per la prima volta la tradizione che il battistero fosse frutto della riconversione a uso cristiano di un tempio romano dedicato a Marte (a cui venne aggiunta la lanterna nel Medioevo). Nel corso dei secoli lo scetticismo è aumentato fino a quando queste credenze sono state abbandonate, soprattutto dopo scavi della fine dell'Ottocento e del primo Novecento hanno rivelato che una struttura molto diversa, una grande domus, fu presente nel sito in epoca romana. Sotto una porzione dell'edificio è stata scoperta anche una sepoltura con lapidi grezze risalente al VII secolo circa.
Nessun documento relativo alla costruzione del Battistero è sopravvissuto, e i riferimenti di sfuggita a una chiesa di San Giovanni Battista non possono stabilirne l'esistenza perché l'ex cattedrale, oggi nota solo come Santa Reparata, era un tempo indicata anche come chiesa di San Giovanni Battista.

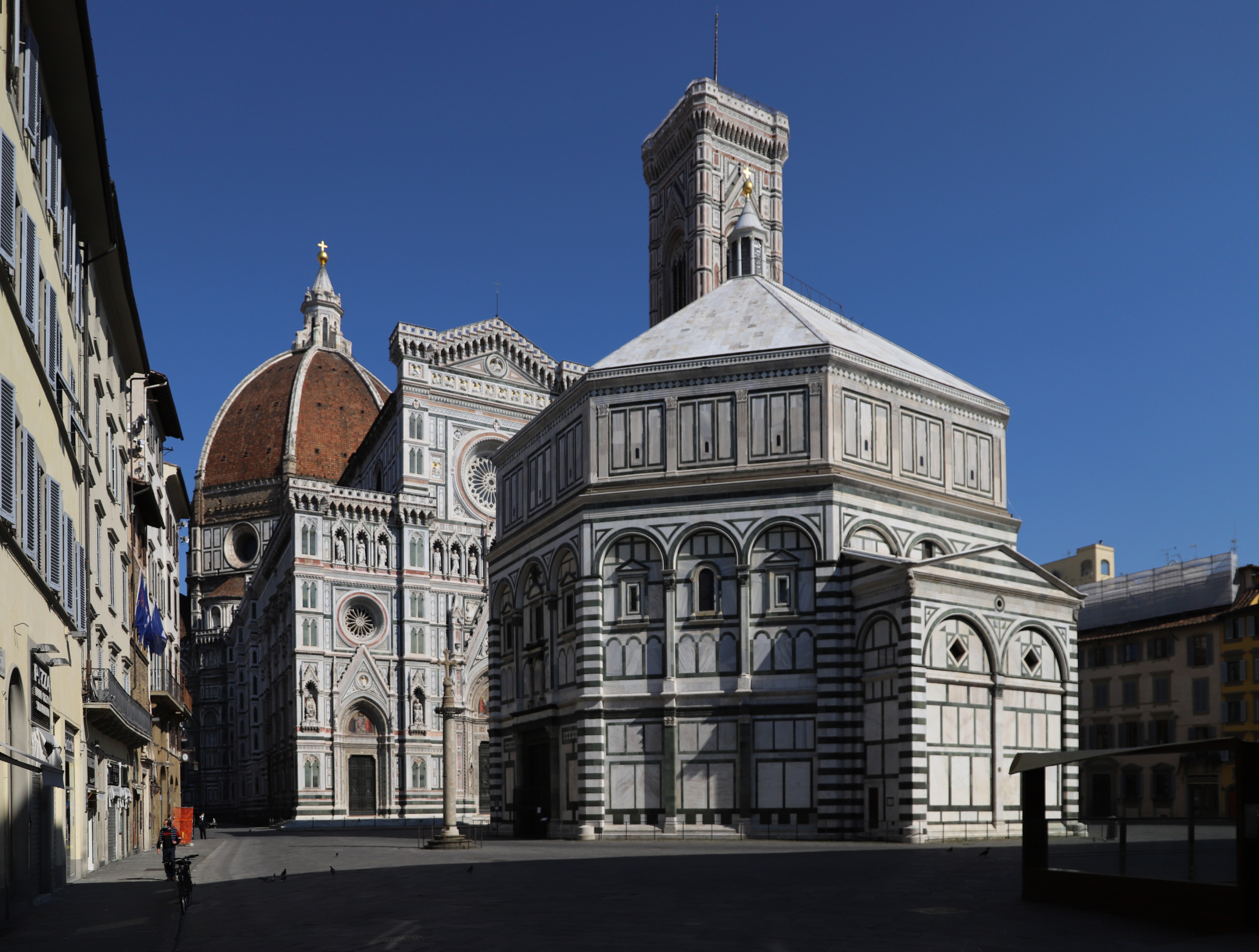
Il Battistero dal nord-ovest, con la scarsella, di fronte alla Cattedrale e il Campanile di Giotto

Oggi la stragrande maggioranza degli studiosi, in base alla tecnica costruttiva e allo stile architettonico collocano le origini del Battistero nell'XI o XII secolo. Offrire una datazione più precisa è stato difficile a causa di due indicazioni confuse contenute nella Firenze città nobilissima (1684) di Ferdinando Leopoldo Del Migliore. Secondo una, papa Niccolò II consacrò il battistero nel 1059; secondo l'altra, un fonte battesimale fu portato nel battistero nel 1128. Gli studiosi hanno faticato a dare un senso a due apparenti segni di completamento distanti quasi settant'anni l'uno dall'altro, ipotizzando che uno dei due debba essere in tutto o in parte errato.
Una recente ricerca d'archivio tra i manoscritti di Del Migliore e di un suo stretto collaboratore ha rivelato che nessuna delle due affermazioni è vera: il battistero non fu consacrato nel 1059 e nessun fonte battesimale fu introdotto nel 1128. Questa scoperta non è del tutto sorprendente: gli storici hanno iniziato a notare errori in Firenze città nobilissima subito dopo la sua pubblicazione e, nel XX secolo, un filologo ha persino dimostrato che Del Migliore aveva falsificato l'esistenza di un fiorentino medievale di nome Salvino degli Armati.
La determinazione di una datazione del battistero, quindi, dipende interamente dal rapporto tra le caratteristiche inerenti all'edificio stesso e il contesto più ampio. Negli anni trenta del Novecento, gli studi di Walter Horn sulla tecnica muraria fiorentina (raffinatezza del taglio della pietra, applicazione della malta, andamento dei corsi) dimostrò che la costruzione in arenaria dei livelli inferiori del battistero è vicina a quella della chiesa dei Santi Apostoli e delle porzioni più tarde di San Pier Scheraggio, per cui documenti supportano una datazione agli anni 1060 o 1070. Non è infatti così raffinata come la maggior parte della muratura di San Miniato al Monte, databile al periodo 1077–1115.

### L'ipotesi di una collaborazione storica
Un'ipotesi pubblicata nel 2024 propone che il battistero abbia avuto origine nei primi anni 1070, frutto di una collaborazione tra Beatrice di Lorena e sua figlia Matilde di Toscana, regnanti della Marca di Toscana, e uno dei papi con cui erano strettamente allineate, papa Alessandro II (morto nel 1073) o, più probabilmente, papa Gregorio VII (sul soglio pontificio dal 1073 al 1085). Sebbene Firenze fosse una città piccola, era un importante centro amministrativo e religioso, e queste potenti figure sarebbero state disposte e in grado di sponsorizzare un edificio dell'ambizione e del costo del battistero, che altrimenti sarebbe stato fuori dalla portata della città. Ranieri, il vescovo di Firenze nominato nel 1072 o 1073 la cui tomba ha un posto d'onore all'interno dell'edificio, avrebbe supervisionato la costruzione. L'ipotesi si accorda con le prove murarie e la datazione al radiocarbonio di un pezzo di carbone estratto da un forno da calce trovato durante degli scavi di piazza del Duomo, che suggerisce la realizzazione di un importante progetto edilizio in questo periodo.
Un'origine in questo periodo combacerebbe bene con il contesto storico. Negli anni 1060, i riformisti vallombrosani accusarono il vescovo di Firenze Pietro Mezzabarba di simonia. Le loro accuse si fecero strada tra i fiorentini, al punto che, secondo Pietro Damiano, essi non accettarono più il crisma consacrato dal Mezzabarba per il battesimo dei loro figli, e cercarono il battesimo altrove. Questa situazione sembra essersi protratta per tre anni fino al 1068, quando un confratello vallombrosano subì una prova del fuoco davanti alla Badia a Settimo per dimostrare la fondatezza delle accuse dei monaci. La sua sopravvivenza rese insostenibile la posizione del vescovo e Mezzabarba lasciò Firenze quell'estate. La costruzione di un nuovo battistero monumentale sarebbe stata vista come un modo per ristabilire l'autorità del vescovo fiorentino e garantire che egli supervisionasse il battesimo comunitario dei neonati fiorentini il Sabato Santo, come richiesto dal diritto canonico.

Il battistero e il Pantheon
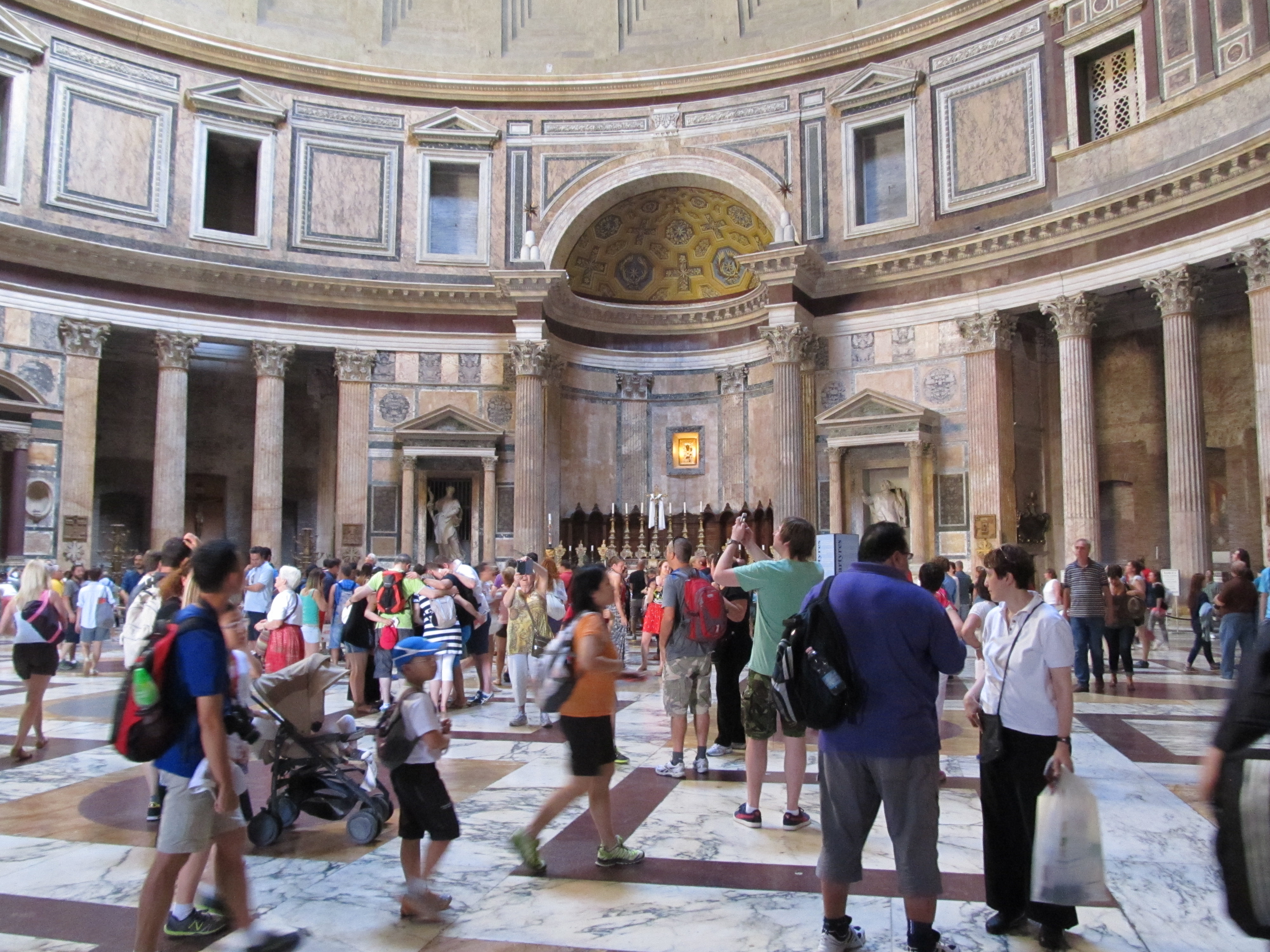
Interiore del Pantheon con nicchie a colonne
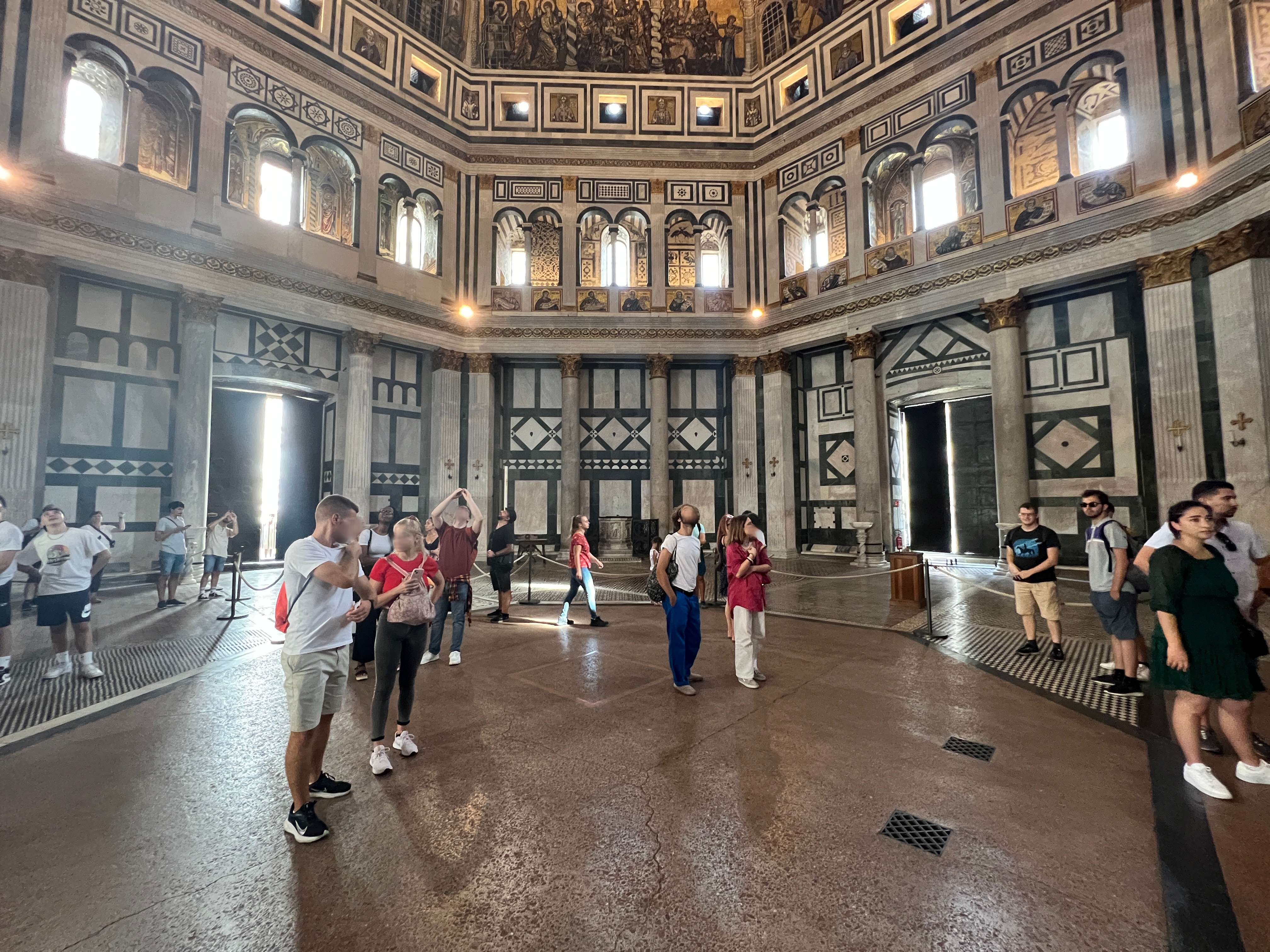
Interiore del battistero con nicchie a colonne
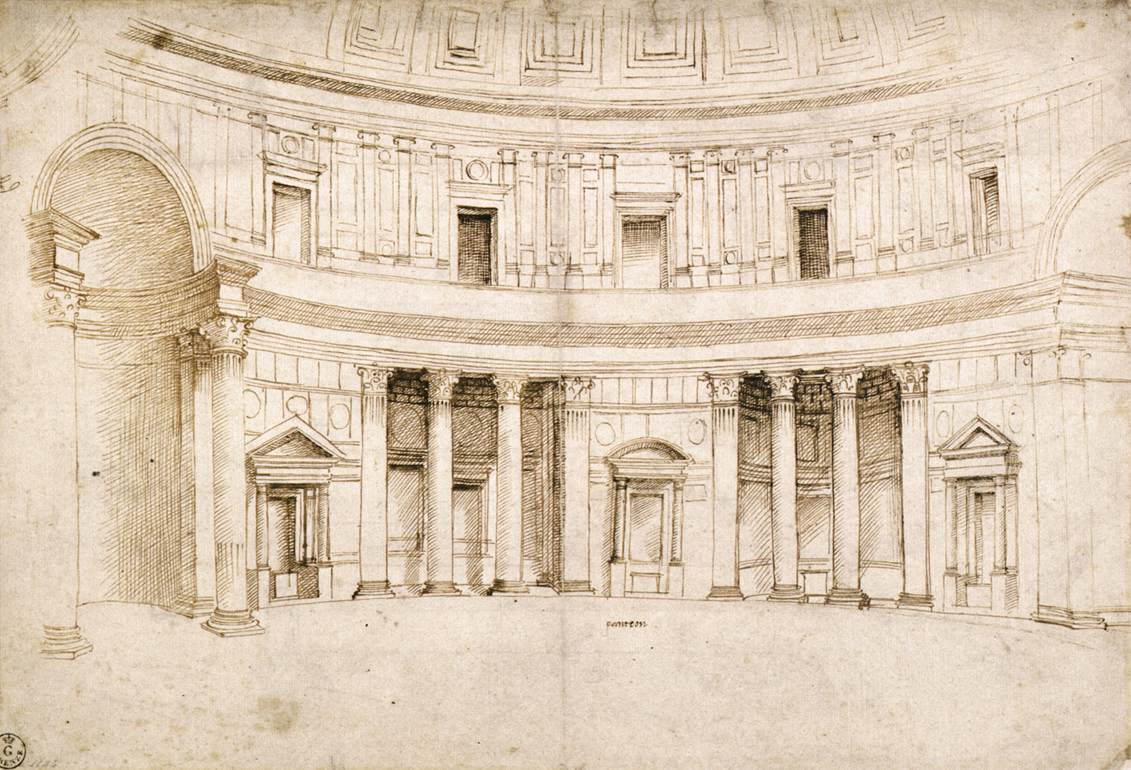
Interiore del Pantheon (disegno di Raffaello) in cui si vedono nicchie e edicule
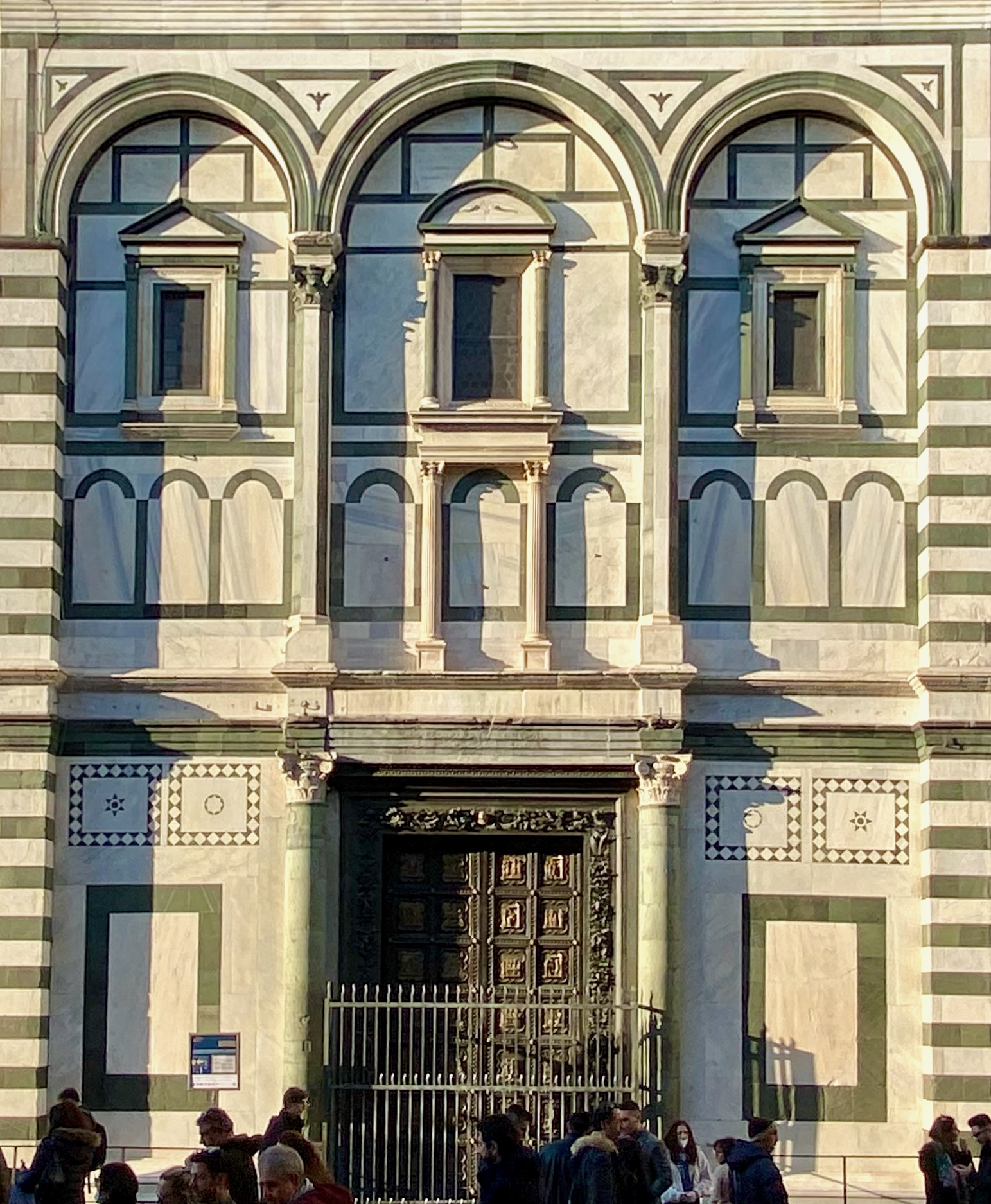
Facciata sud del Battistero con finestre monumentali simili alle edicule del Pantheon

I riferimenti che l'architettura del battistero fa al Pantheon supportano l'ipotesi del coinvolgimento di un papa. Nell'XI secolo, il Pantheon, convertito in chiesa nel 609, era officiato solo nelle festività più importanti e solo per le messe celebrate dal papa stesso. Inoltre, l'interesse papale per l'Impero romano era alto. Papa Alessandro II sponsorizzò la costruzione di Sant'Alessandro Maggiore a Lucca, con capitelli antichi e controparti medievali imitative, e molto probabilmente una facciata classicizzante. La consacrazione di Santa Maria in Portico a Roma da parte di papa Gregorio VII nel 1073 è ricordata in un'iscrizione sulla sua "ara" romana, un altare pagano riadattato per uso cristiano (ora a Santa Galla, Roma). La poesia ecclesiastica paragonava papa Gregorio a Giulio Cesare, e in una lettera Gregorio stesso affermava che la portata della Chiesa superava ormai quella dell'Impero romano. La Chiesa di questo periodo credeva anche nella Donazione di Costantino, secondo la quale il papa ereditava l'autorità temporale dell'imperatore romano, giustificando la sua uguaglianza o supremazia sul Sacro Romano Imperatore in Germania. Se l'interesse per l'antichità classica fosse sorto a Firenze in modo organico, ci si aspetterebbe che un maggior numero di chiese romaniche fiorentine citassero edifici antichi. Invece, alcune parti del battistero completate solo una o due generazioni più tardi, come il livello della galleria interna, mostrano un tipico stile romanico.

### L'architetto
Le somiglianze stilistiche suggeriscono la mano di un unico architetto nei progetti per il battistero, la chiesa dei Santi Apostoli e San Miniato al Monte. L'affinità della pianta di San Miniato (porzione iniziata nel 1077) con quella della demolita chiesa di Santa Maria in Portico a Roma (consacrata da papa Gregorio VII nel 1073) potrebbe indicare la mano dello stesso architetto, rafforzando la tesi che l'architetto del battistero provenisse dall'entourage papale a Roma. La presenza nel battistero di un motivo che comprende una finestra con arco a tutto sesto affiancata da finestre con timpani triangolari, che si vede anche sulla facciata della chiesa di San Salvatore a Spoleto, potrebbe forse indicare che l'architetto era stato in Umbria.

### La pianta ottagonale

Pianta ottagonale con scarsella a ovest

Il battistero è a pianta ottagonale, ma trova una direzionalità e un posto per il suo altare grazie alla scarsella rettilinea sul lato occidentale.
L'ottagono era una forma comune per i battisteri fin dall'epoca paleocristiana. Altri primi esempi sono il battistero paleocristiano del IV secolo scavato sotto il Duomo di Milano e il battistero Lateranense del V secolo. La presenza di otto lati in queste strutture era significativa. Come scrive Timothy Verdon, la vita terrestre «si consuma nel tempo finito, scandito da unità misurabili quale la settimana con i suoi sette giorni, mentre invece per il sacramento del battesimo si entra in vita eterna, fuori del tempo misurabile, in un ‘ottavo giorno’, ‘octava dies’».
Sebbene la pianta del Pantheon sia circolare, può essere divisa in otto spicchi e quindi si presta a essere riutilizzata in un edificio ottagonale.

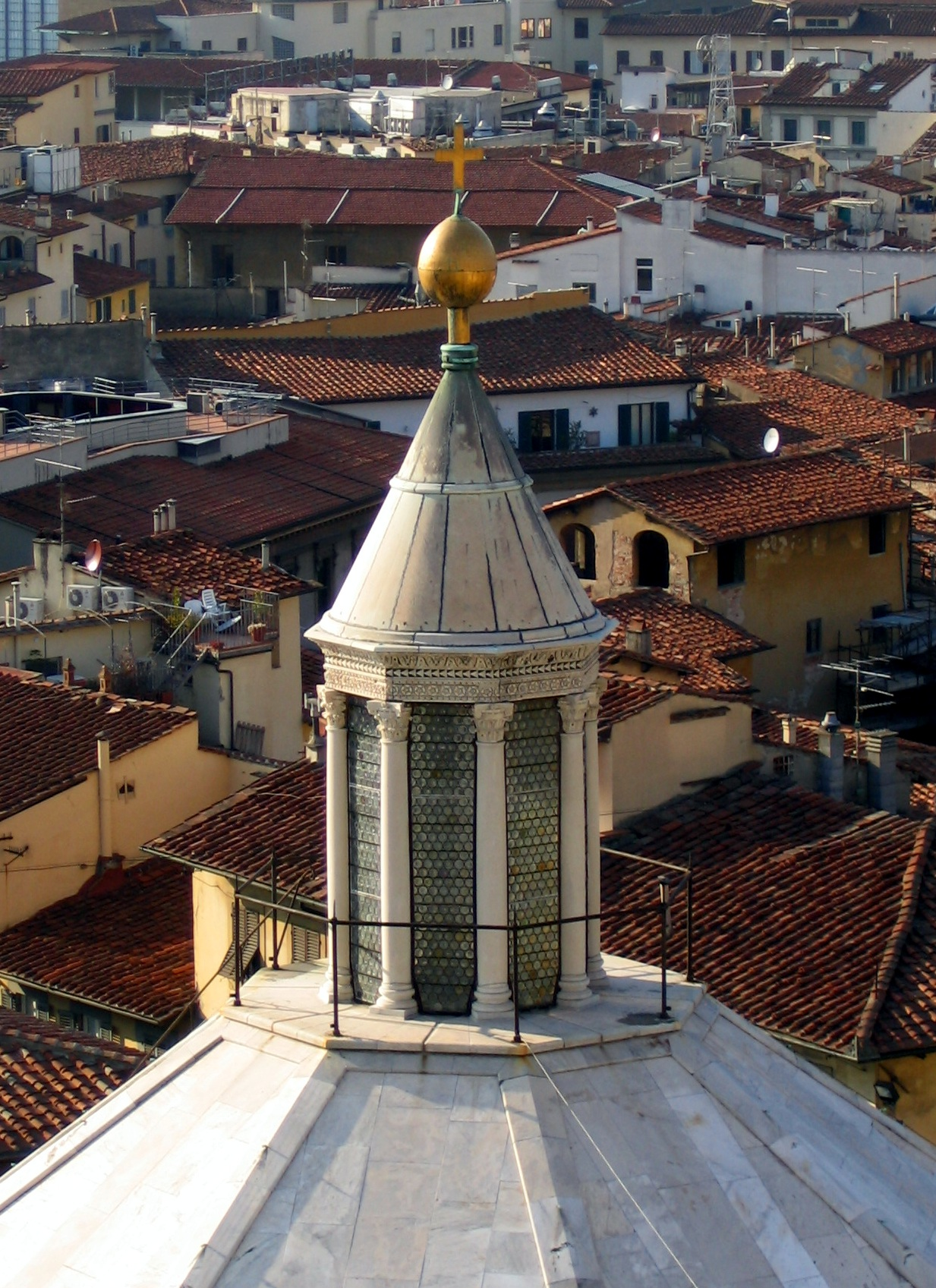
Lanterna del Battistero, completata nel 1150 circa

### Costruzione e preesistenze
Secondo le ricerche più recenti, il battistero potrebbe essere stato utilizzato già alla fine degli anni 1080, ma la sua costruzione sarebbe continuata fino al XII secolo.
Giovanni Villani riporta che la lanterna in cima alla cupola fu completata nel 1150. È il primo esempio conosciuto di questo elemento nella storia dell'architettura.
Gli scavi mostrano che l'edificio aveva in origine un'abside semicircolare. Giuseppe Richa scrisse che l'attuale scarsella fu iniziata nel 1202, ma la sua fonte archivistica non è verificabile. L'installazione della lanterna nel 1150 presuppone un'ampia cupola, che probabilmente non sarebbe sopravvissuta alla rimozione dell'abside semicircolare da sotto di essa. La scarsella potrebbe quindi risalire a poco prima del 1150.
Spessi muri sotto il pavimento del battistero formano un ottagono interno le cui dimensioni sono approssimate dalla parte più interna della pavimentazione del Battistero. Lo scopo di questi muri è incerto, ma gli studiosi hanno ipotizzato che facessero parte di un battistero più piccolo che precedeva quello attuale, che racchiudevano una vasca a immersione totale, o che sostenessero un anello di colonne come nel battistero Lateranense o nella chiesa del Santo Sepolcro a Pisa.
Firenze aveva indubbiamente un battistero prima di quello attuale, ma se esistesse nello stesso luogo o se fosse collocato da qualche altra parte vicino alla cattedrale (come il battistero di Milano che era dietro la cattedrale), è una questione di dibattito e di indagine in corso.
Per gran parte della sua storia iniziale, il battistero si trovava tra le tombe. Anche nel XIX secolo, il portale meridionale era fiancheggiato da sarcofagi. Questi ricordi della morte terrena sottolineavano il messaggio di vita eterna offerta dal battesimo.

### La decorazione
La decorazione con i mosaici cominciò verso il 1225 e durò fino ai primi del Trecento. Tra il 1270 e il 1300 parteciparono Coppo di Marcovaldo e Cimabue.
Tra il 1330 e il 1336 viene eseguita la prima delle tre porte bronzee, con l'utilizzo di 28 formelle, commissionata ad Andrea Pisano dall'Arte di Calimala, l'arte più antica dalla quale discendono tutte le altre, sotto la cui tutela era il battistero: essa era di fatto in competizione con l'Arte della Lana che invece esercitava il suo patronato sul vicino Duomo. La porta, forse inizialmente collocata sul lato est, il più importante, di fronte al Duomo, fu spostata sul lato sud per collocare al posto d'onore la seconda porta: tale notizia, riportata dal Vasari e ripresa un po' da tutte le fonti fino a oggi, è stata messa recentemente in dubbio per discrepanze nelle misure tra le due aperture. Verso il 1320 inoltre Tino di Camaino aveva scolpito tre gruppi scultorei entro nicchie per decorare la parte sopra i portali di ciascun ingresso: consumate dalle intemperie vennero poi gradualmente sostituite dalla fine del Quattrocento in poi: la maggior parte dei frammenti è oggi nel Museo dell'Opera del Duomo.

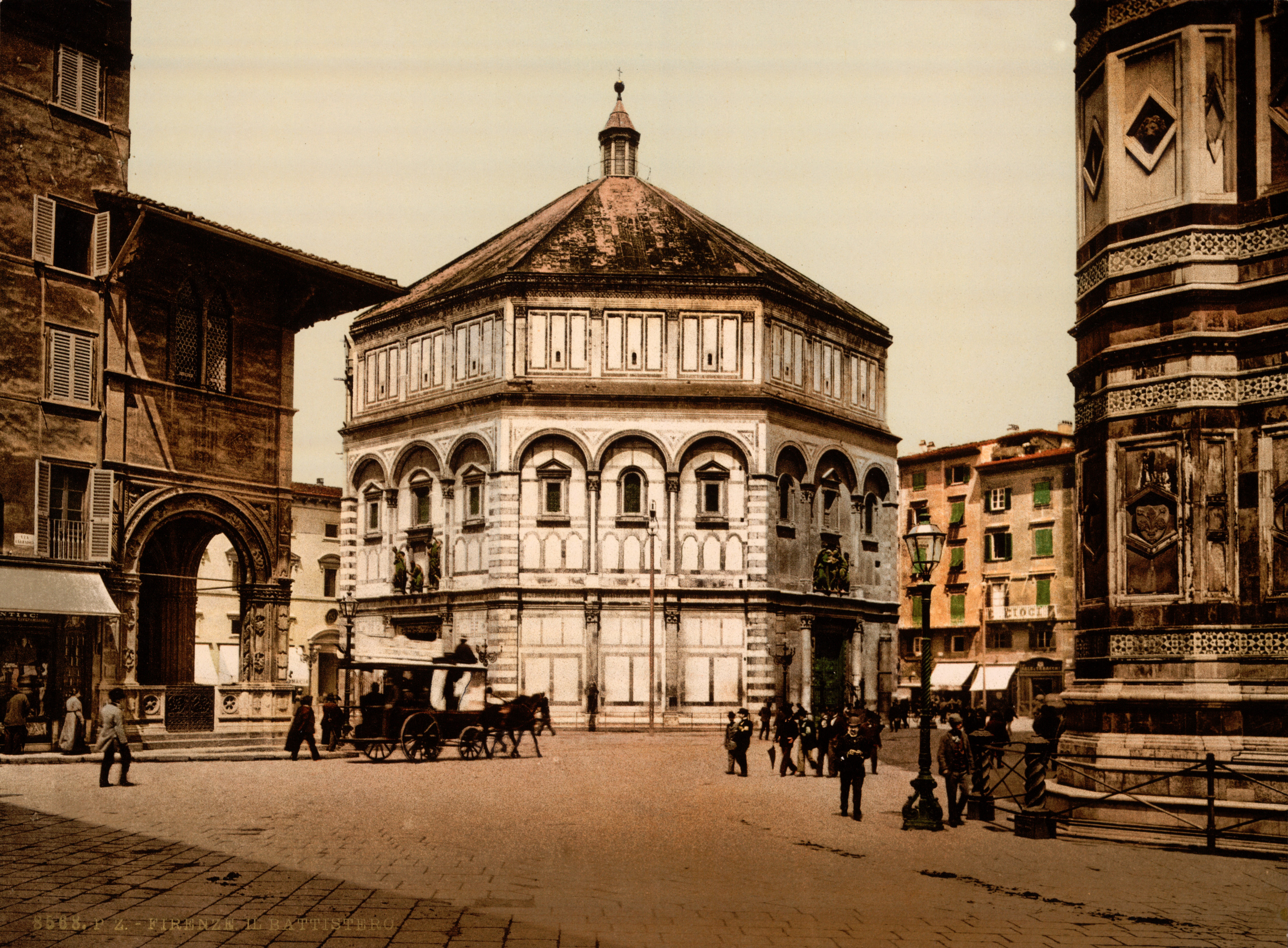
Il battistero e la loggia del Bigallo in una fotografia del 1897 circa

L'attuale porta nord venne realizzata tra il 1403 e il 1424, da Lorenzo Ghiberti, vincitore di un concorso promosso nel 1401 dall'Arte di Calimala, a cui parteciparono anche Filippo Brunelleschi, Jacopo della Quercia, Simone da Colle Val d'Elsa, Niccolò di Luca Spinelli, Francesco di Valdambrino e Niccolò di Pietro Lamberti. Inizialmente collocata sul lato orientale, fu a sua volta poi spostata sul lato nord. Nel corso del restauro iniziato nel 2013 si è scoperto, pulendo le formelle, che le figure dei bassorilievi sono dorate, tramite doratura ad amalgama di mercurio su base bronzea.
La terza porta, con formelle interamente rivestite d'oro, eseguita sempre dal Ghiberti tra il 1425 e il 1452 e chiamata da Michelangelo "Porta del Paradiso", fu collocata nel lato orientale. Per la realizzazione delle due porte, il Ghiberti creò una vera e propria bottega di bronzisti, nella quale si formarono artisti come Donatello, Luca della Robbia, Michelozzo, Masolino, Paolo Uccello e Benozzo Gozzoli.
Nel 1576, in occasione del battesimo dell'atteso erede maschio del granduca Francesco I de' Medici, Bernardo Buontalenti ricostruì il fonte battesimale, distruggendo i battezzatoi medievali ricordati da Dante Alighieri (Inf. XIX vv. 16-20), nonché il coro che era nell'abside. La forma dell'antico fonte battesimale è incerta e i frammenti in marmi intarsiati del fonte e del recinto sono oggi conservati nel Museo dell'Opera del Duomo di Firenze e nella chiesa di San Francesco a Sarteano.

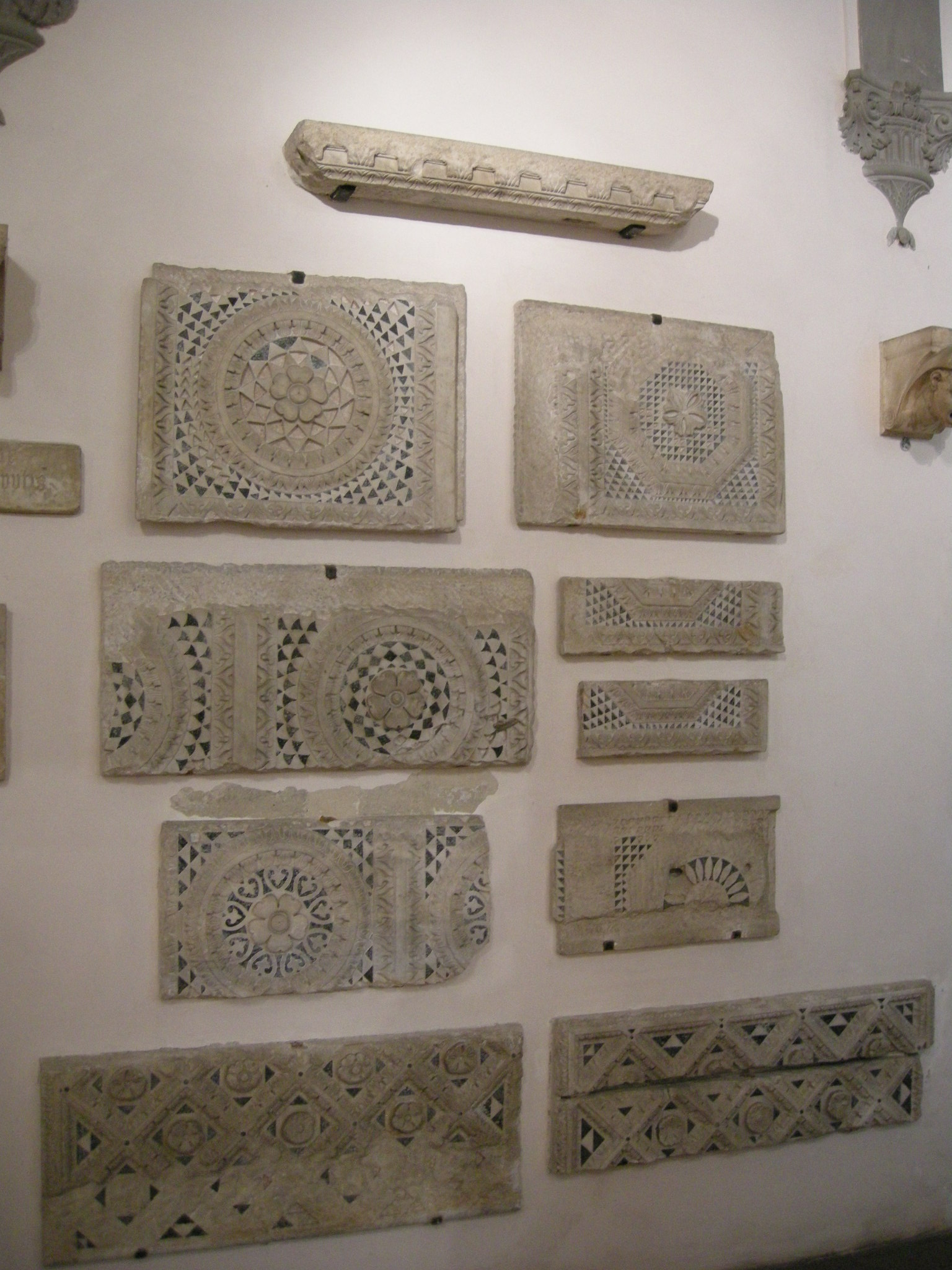
Frammenti nel Museo dell'Opera del Duomo a Firenze
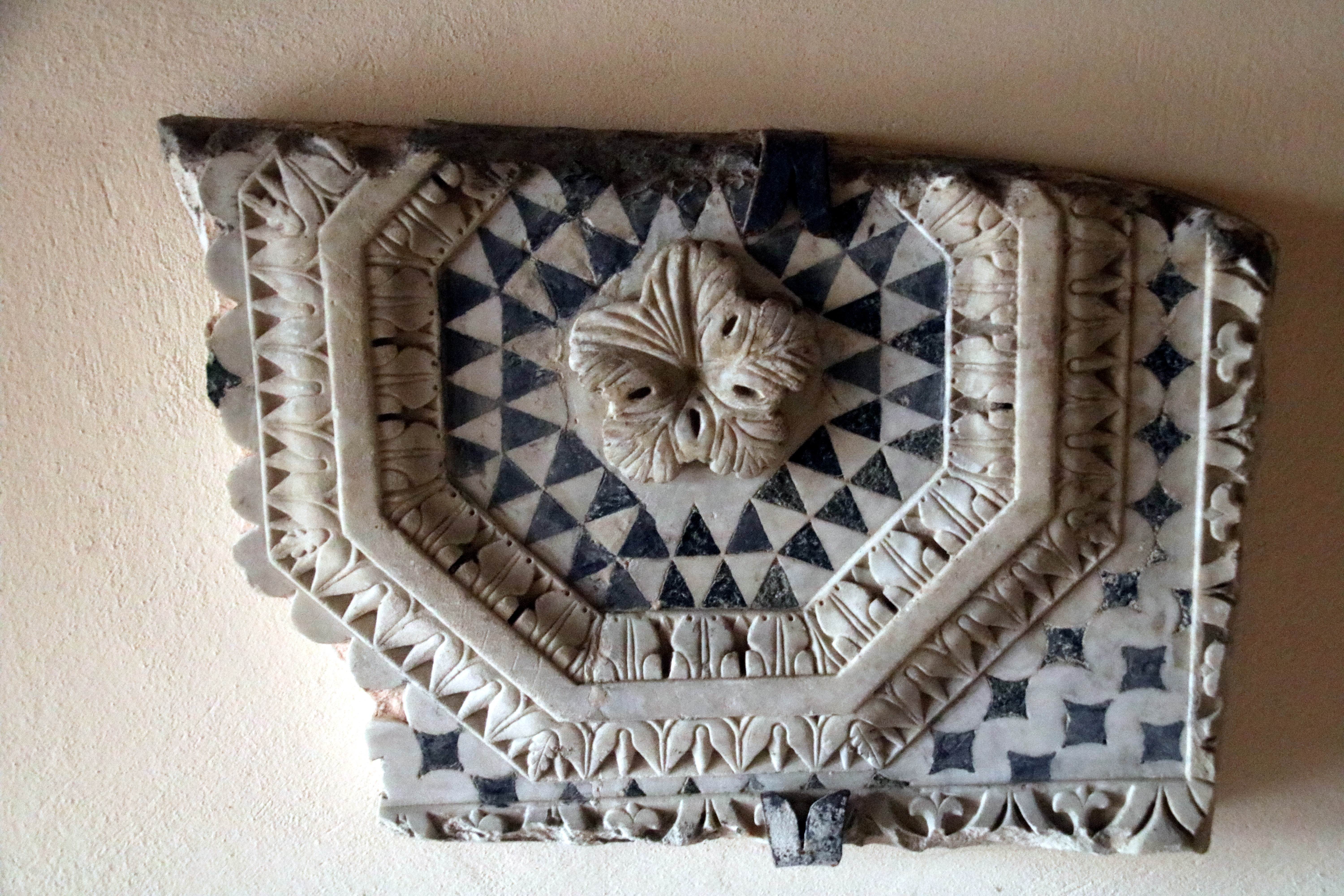
Frammenti intarsiati a Sarteano
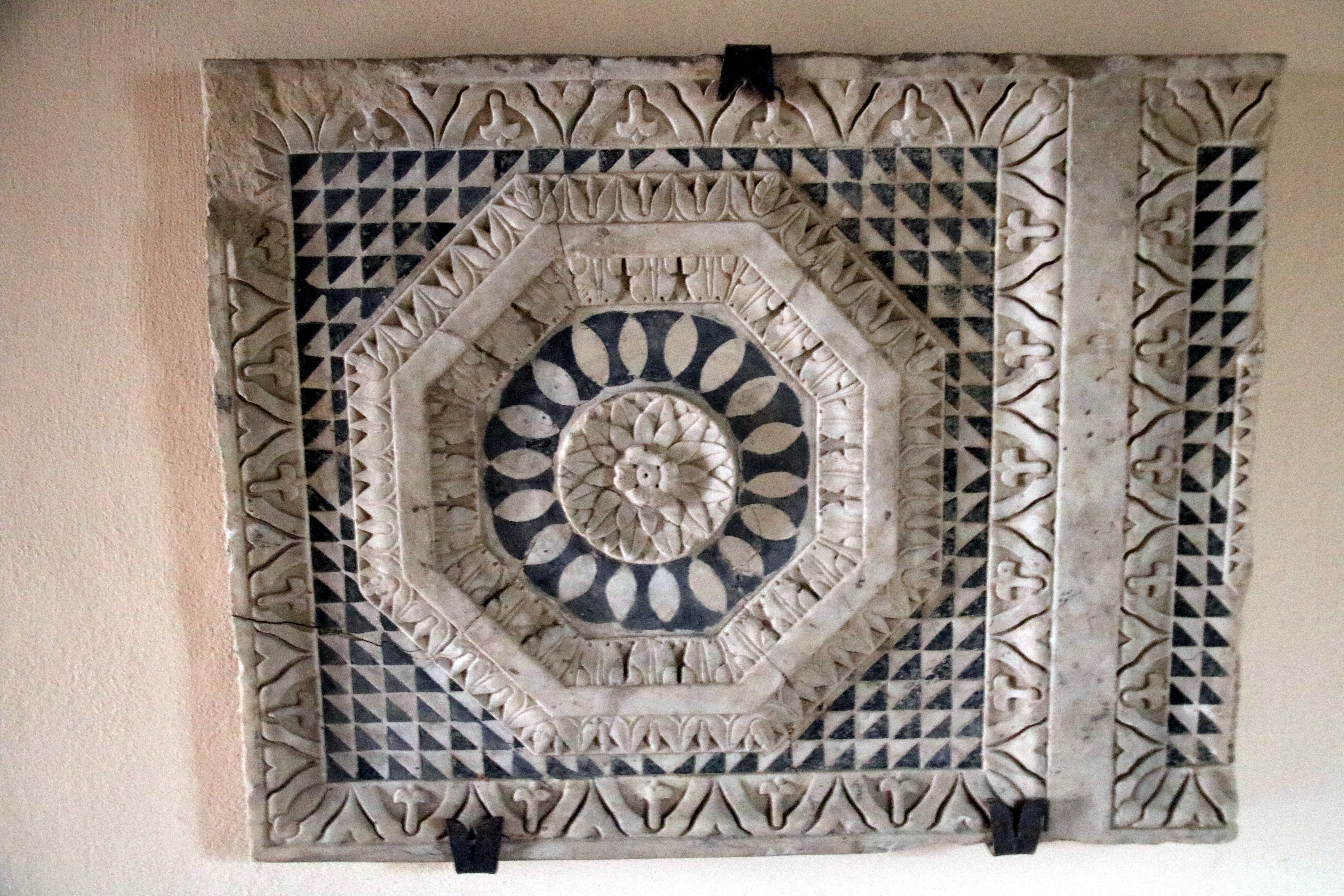
Frammenti intarsiati a Sarteano
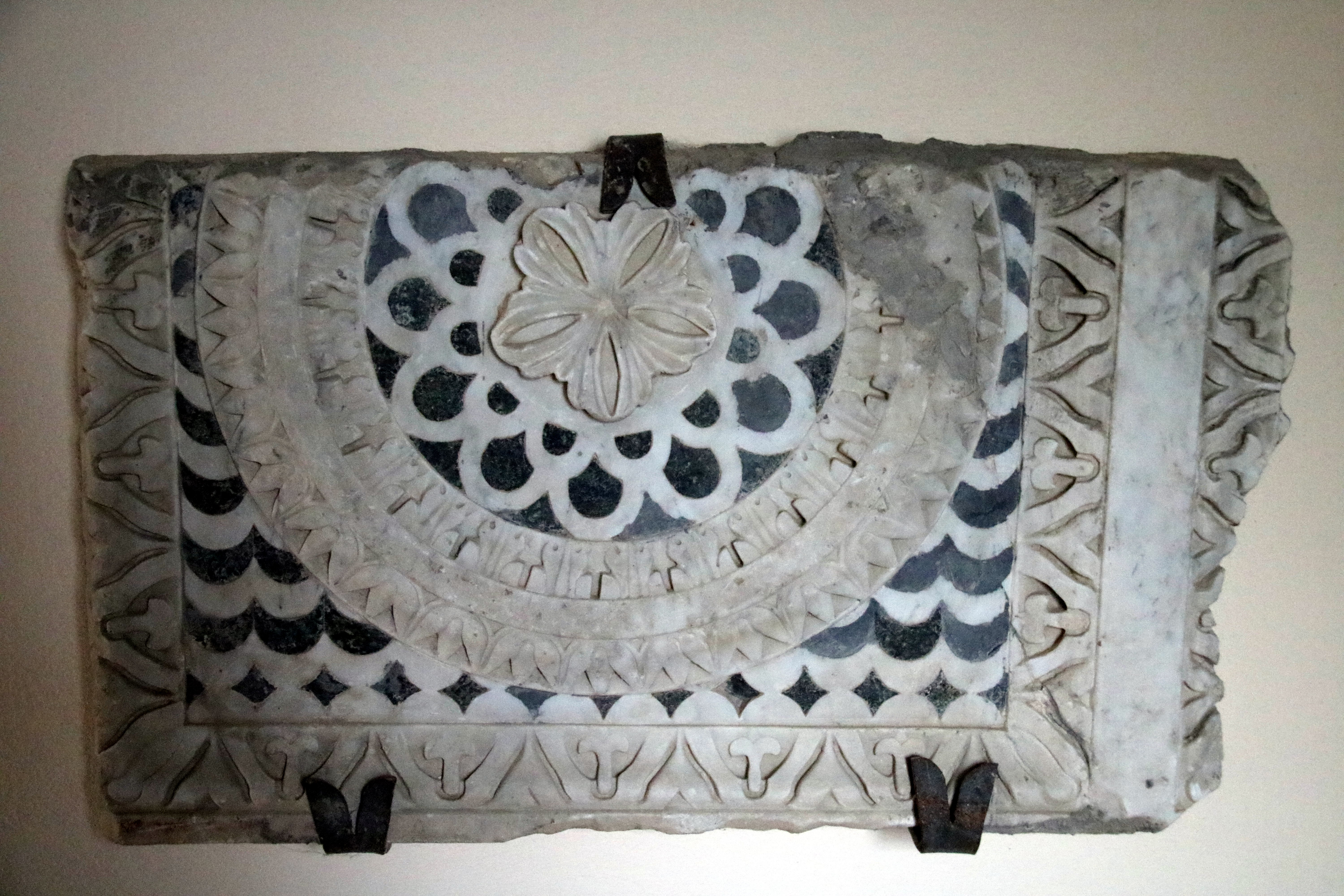
Frammenti intarsiati a Sarteano
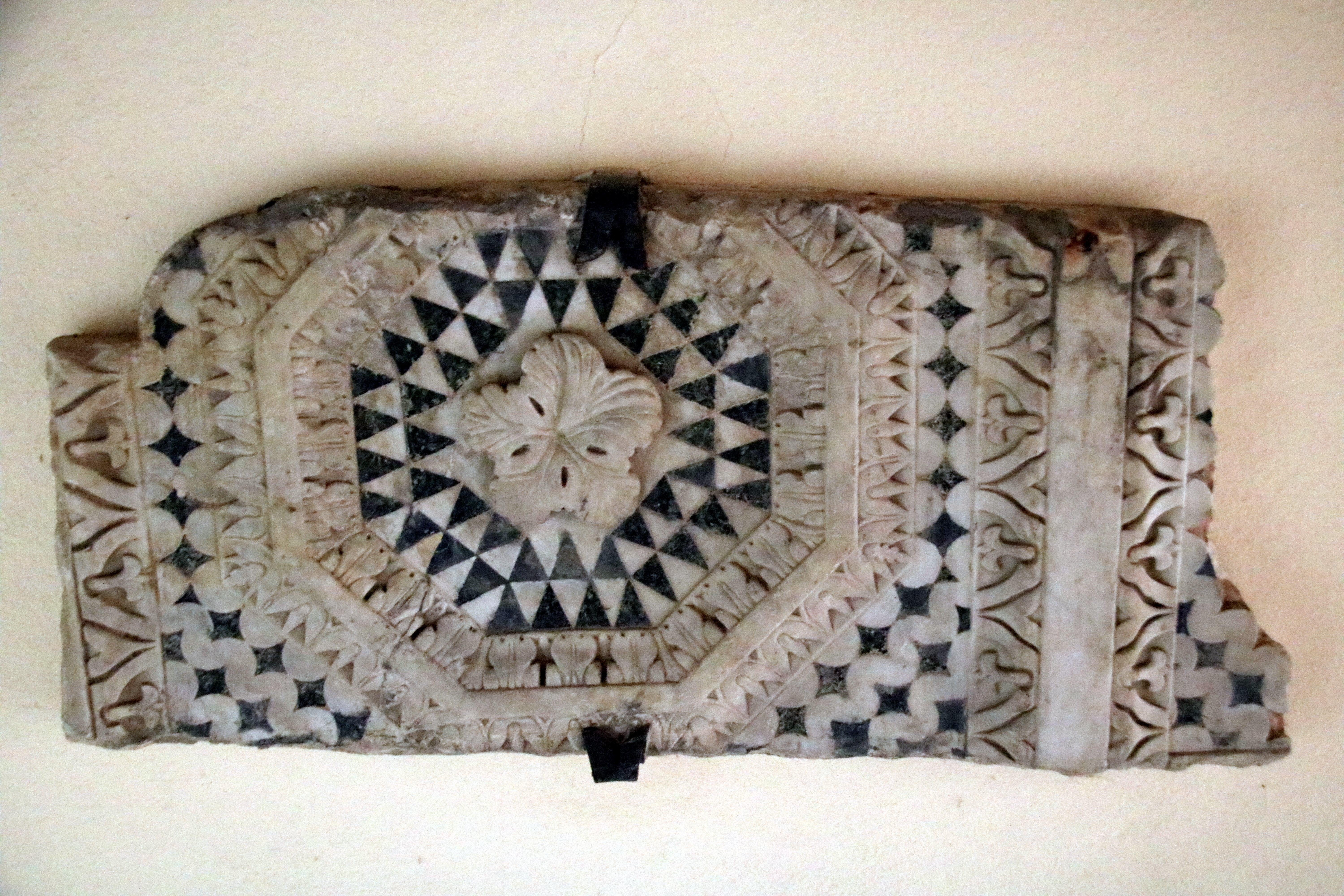
Frammenti intarsiati a Sarteano

## Descrizione

### Esterno

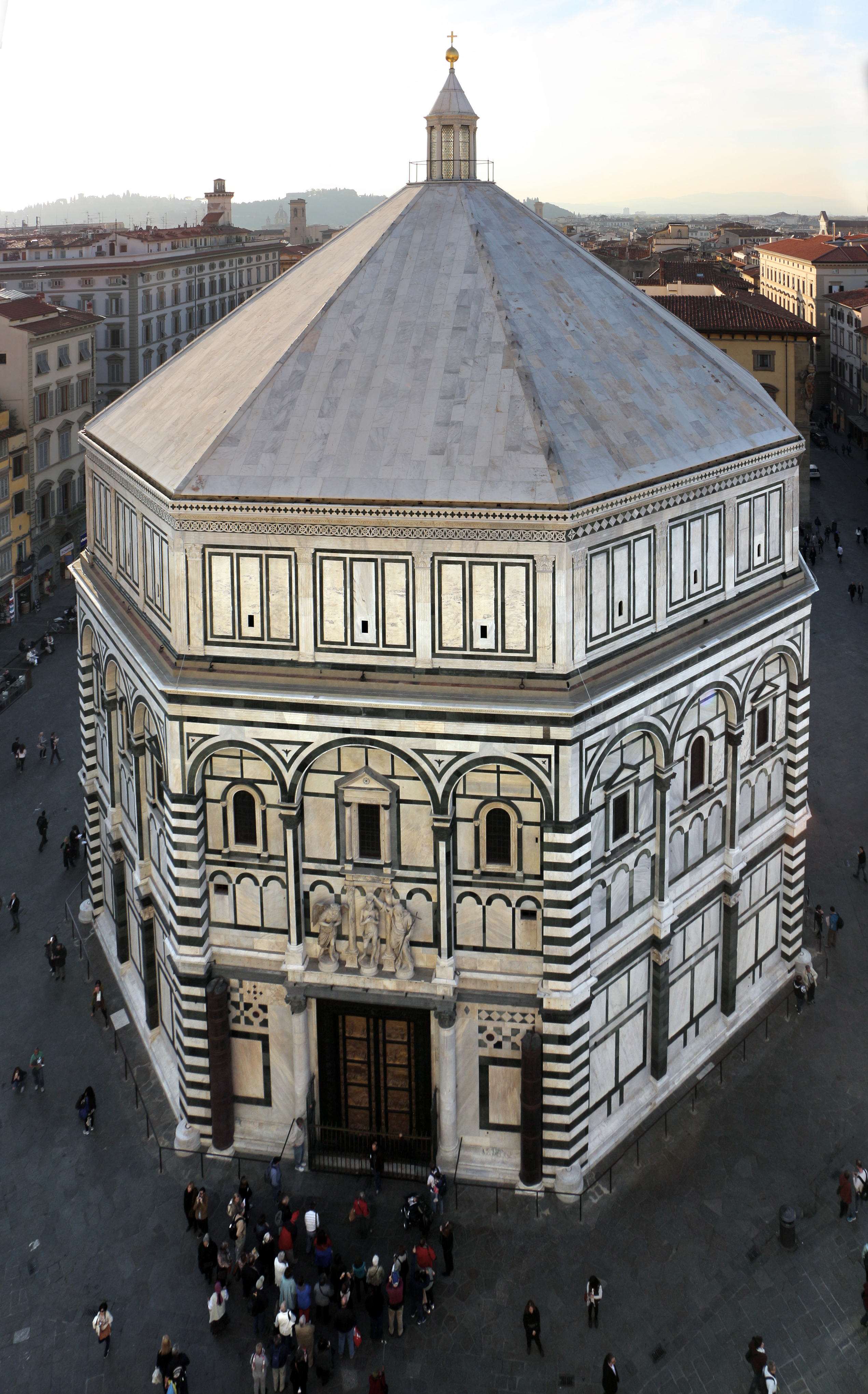
Veduta esterna da est, con la facciata principale

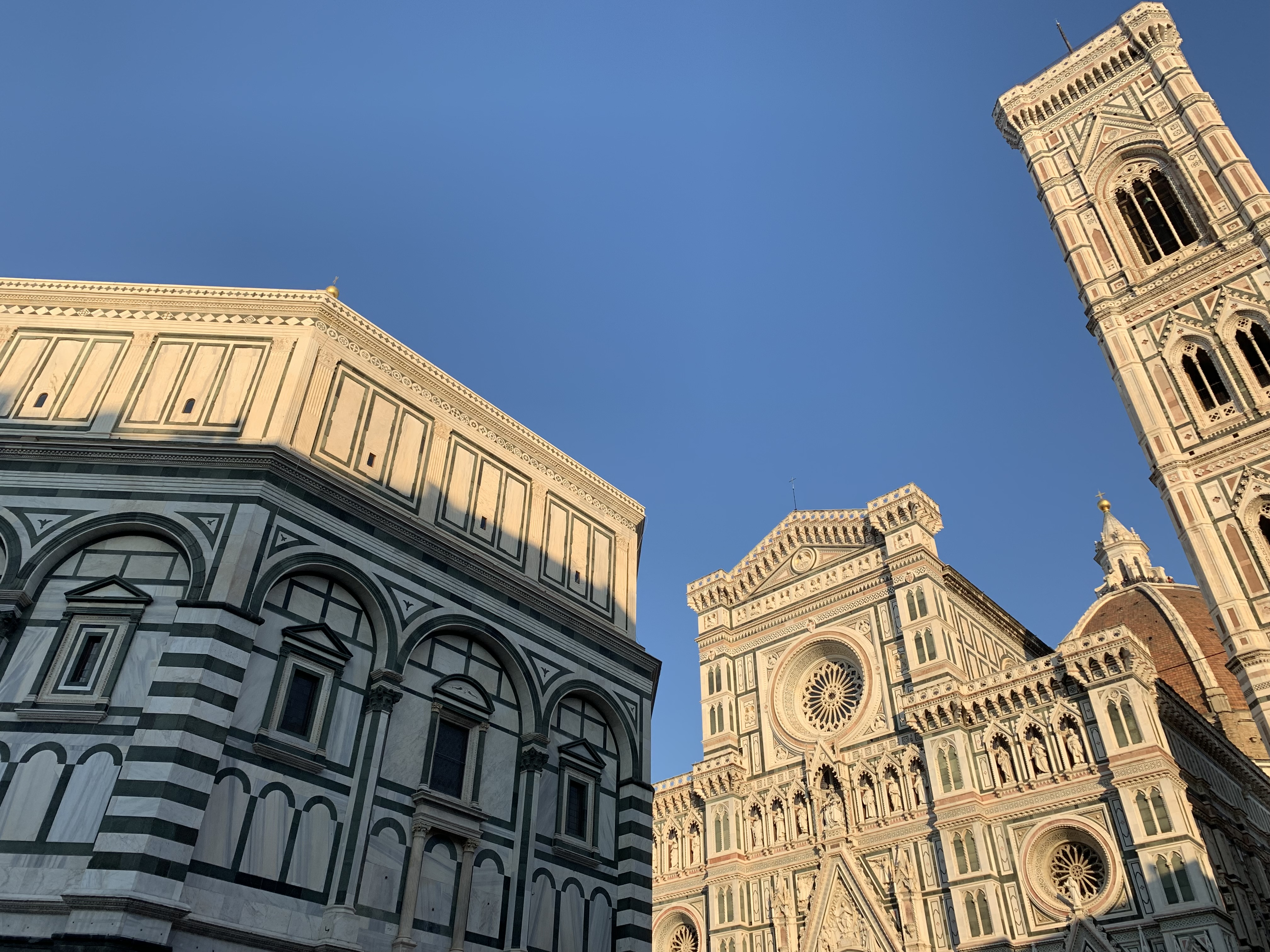
Coerenza stilistica fra la Cattedrale di Santa Maria del Fiore, il Campanile e il Battistero

Il battistero ha una pianta ottagonale, con un diametro di 25,60 m, quasi la metà di quello della cupola del Duomo. La tipologia dei Battisteri a forma ottagonale della pianta è molto diffusa. La pianta centrale deriva dall'architettura antica greca e romana, ma nell'architettura cristiana assunse un significato simbolico correlato al numero otto dei lati. Il riferimento sarebbe "all'ottavo giorno", il primo oltre i sette della creazione. L'"Octava dies" è un concetto escatologico: è il tempo dell'eternità che si aprirà alla fine dei tempi e al quale avranno accesso i risorti destinati alla salvazione. Per i cristiani, infatti, il sacramento del Battesimo è necessario per poter accedere alla fine dei tempi a questa nuova vita di beatitudine. Un tempo questo significato salvifico del sacramento era reso più esplicito dal fatto che il Battistero si trovava in un'area cimiteriale connotata da molte sepolture. Il grande Cristo giudice, raffigurato nella vela ovest dei mosaici della volta, ha sotto di sé i sepolcri scoperchiati da cui escono i risorti.
La necessità di un edificio di vaste dimensioni si spiega con l'esigenza di accogliere la folla che riceveva il battesimo solo in due date prestabilite all'anno (Veglia di Pasqua e Veglia di Pentecoste). Anticamente era sopraelevato di alcuni gradini, scomparsi con l'innalzamento graduale del piano del calpestio, che Leonardo da Vinci aveva pensato di ricreare studiando un modo per sollevare in blocco l'edificio e ricreare una nuova piattaforma.
L'edificio è coperto da una cupola a otto spicchi, mascherata all'esterno dall'attico e coperta da una piramide ottagonale. Sul lato opposto all'ingresso sporge il corpo dell'abside rettangolare (scarsella).

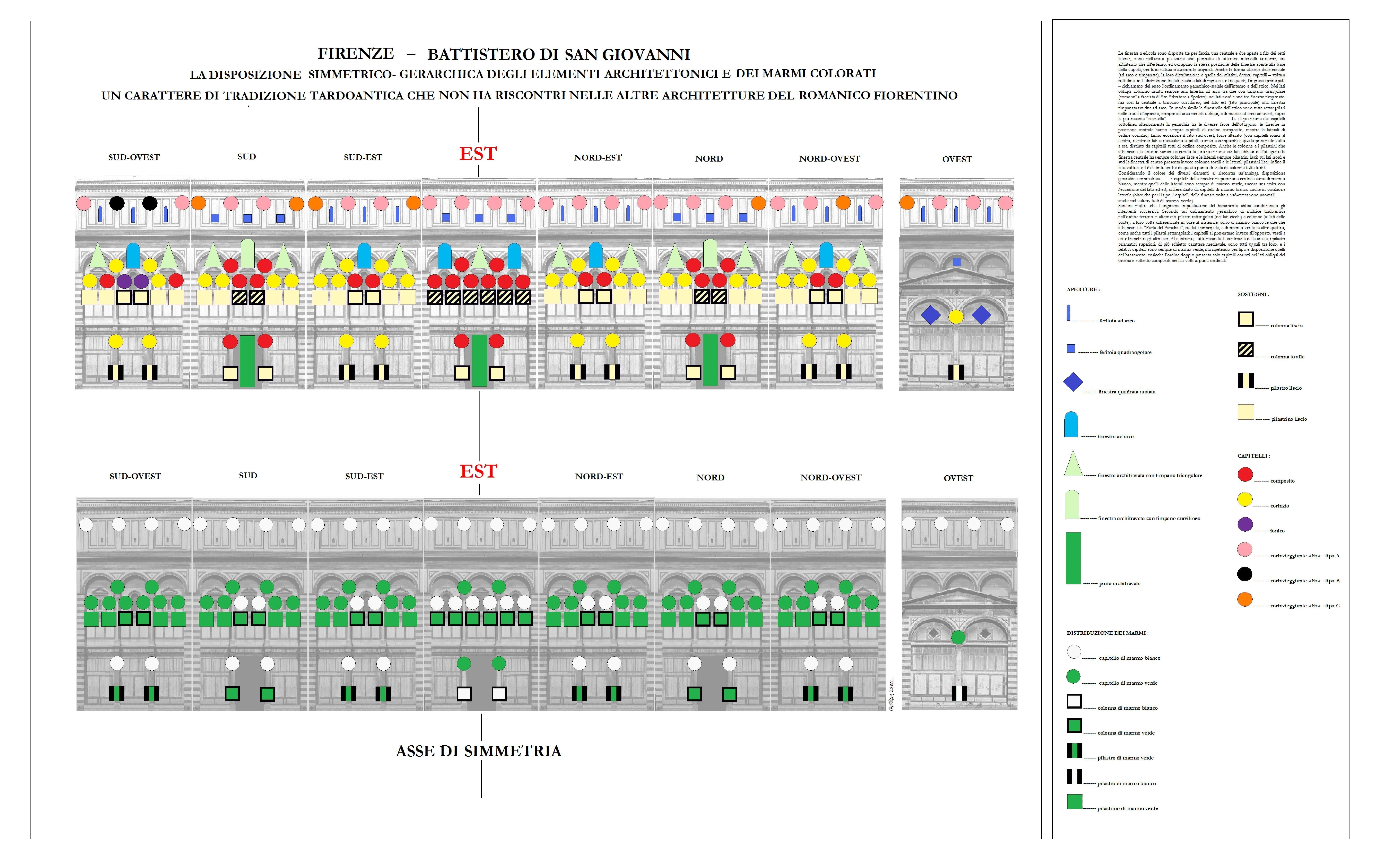
Disposizione simmetrica degli ordini architettonici e dei marmi colorati sulle facciate del battistero

L'ornamento esterno, in marmo bianco di Carrara e verde di Prato, è scandito da tre fasce orizzontali, ornate da riquadri geometrici, quella mediana occupata da tre archi per lato, nei quali sono inserite superiormente finestre con timpani. Ai pilastri in marmo verde del registro inferiore corrispondono colonne poligonali in strisce bianche e nere in quello superiore, reggenti gli archi a tutto sesto. I pilastri angolari, originariamente in pietra serena, furono poi rivestiti pure di marmo. Si tratta di uno spartito di gusto classico, usato già in altri monumenti romanici come la facciata di San Miniato al Monte, che testimonia il perdurare a Firenze della tradizione architettonica della Roma antica.
Nonostante il battistero sia considerato la matrice del “Romanico fiorentino”, alcune caratteristiche della sua architettura non hanno riscontro altrove. La disposizione di colonne e capitelli – differenziati per tipologia e per colore del marmo – non è né uniforme né casuale, ma come nelle architetture della Tarda antichità è finalizzata a indicare precise gerarchie spaziali. All'interno l'asse principale est-ovest è indicato dal contrapporsi dell'arcone e della coppia di colonne con capitelli compositi ai lati della Porta del Paradiso (in tutti gli altri casi abbiamo invece capitelli corinzi, eccetto uno probabile frutto di restauro); un secondo asse di simmetria obliquo sudest-nordovest è invece indicato dai fiori dell'abaco dei capitelli corinzi di pilastro, che sono di tre tipi differenti. All'esterno le finestre a edicola si differenziano per forma, tipo di capitelli e colonne, e colore dei marmi impiegati, secondo un ordinamento molto complesso che distingue i lati obliqui da quelli volti ai punti cardinali e tra questi il lato est, con l'ingresso principale, differenziato in tutto dagli altri. La disposizione simmetrica di differenti tipi di capitelli si riscontra anche nei tre lati volti a sud dell'attico, verosimilmente eseguiti per primi perché rivolti alla città.

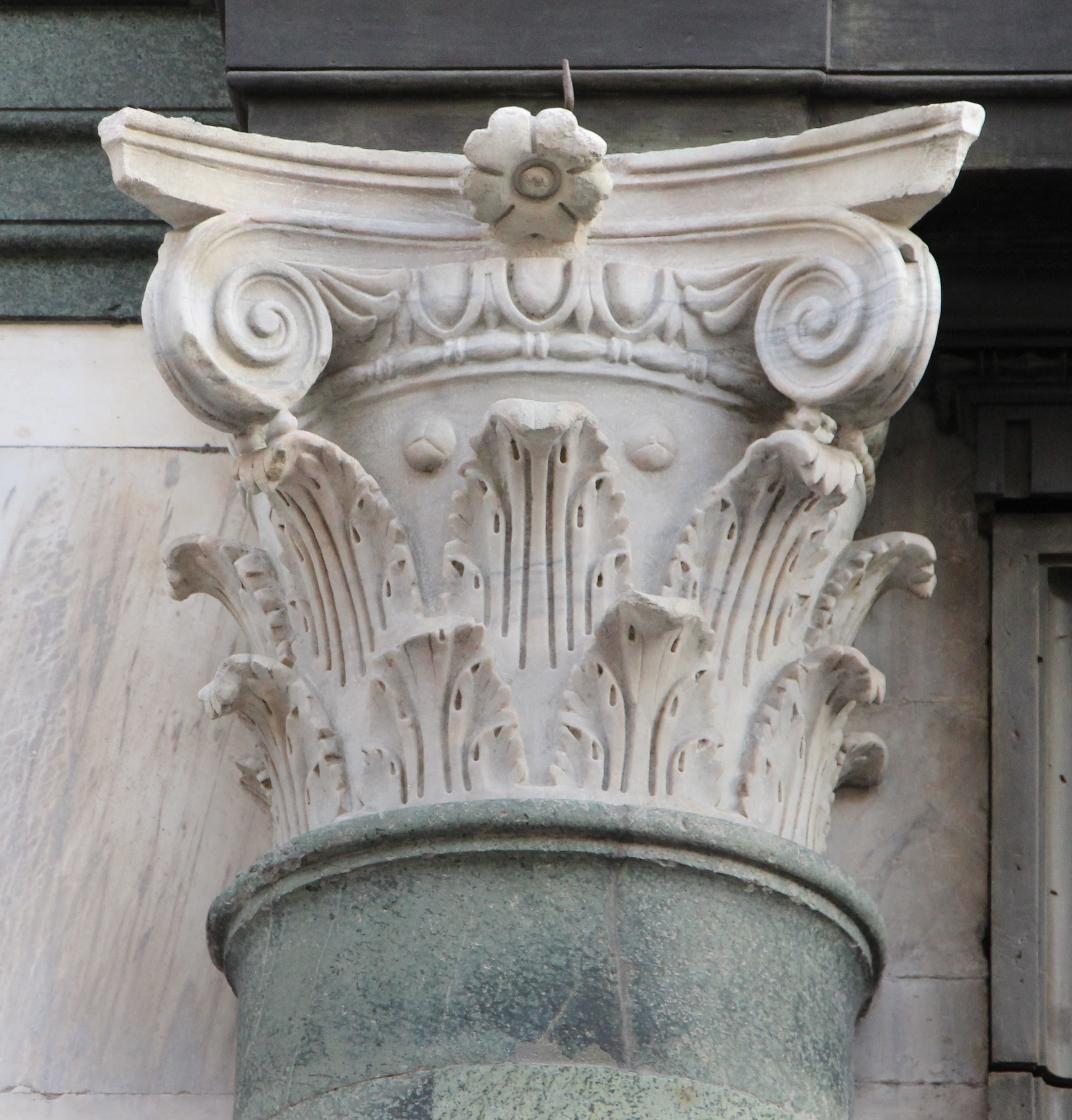
Capitello in marmo
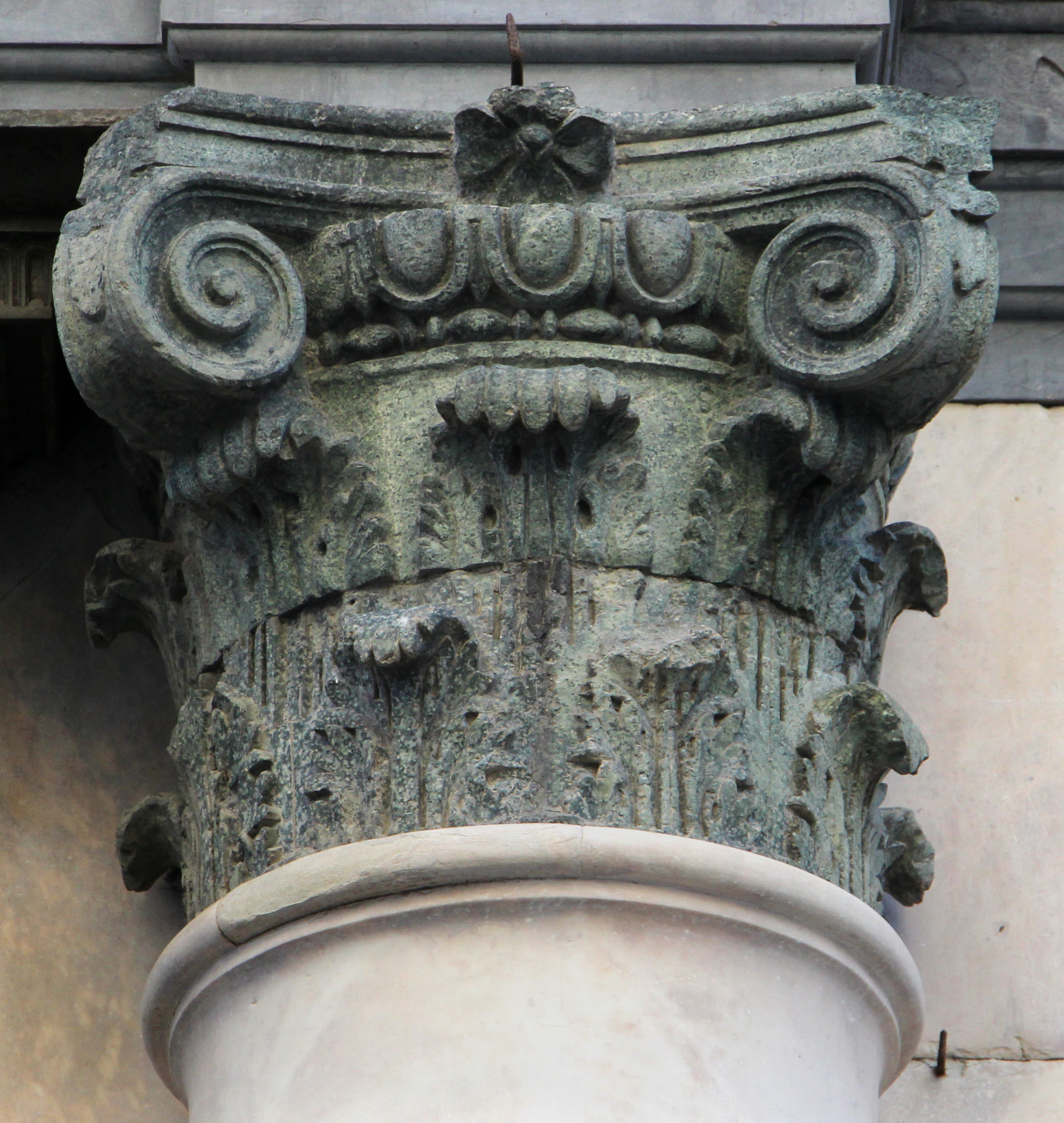
Capitello in serpentino
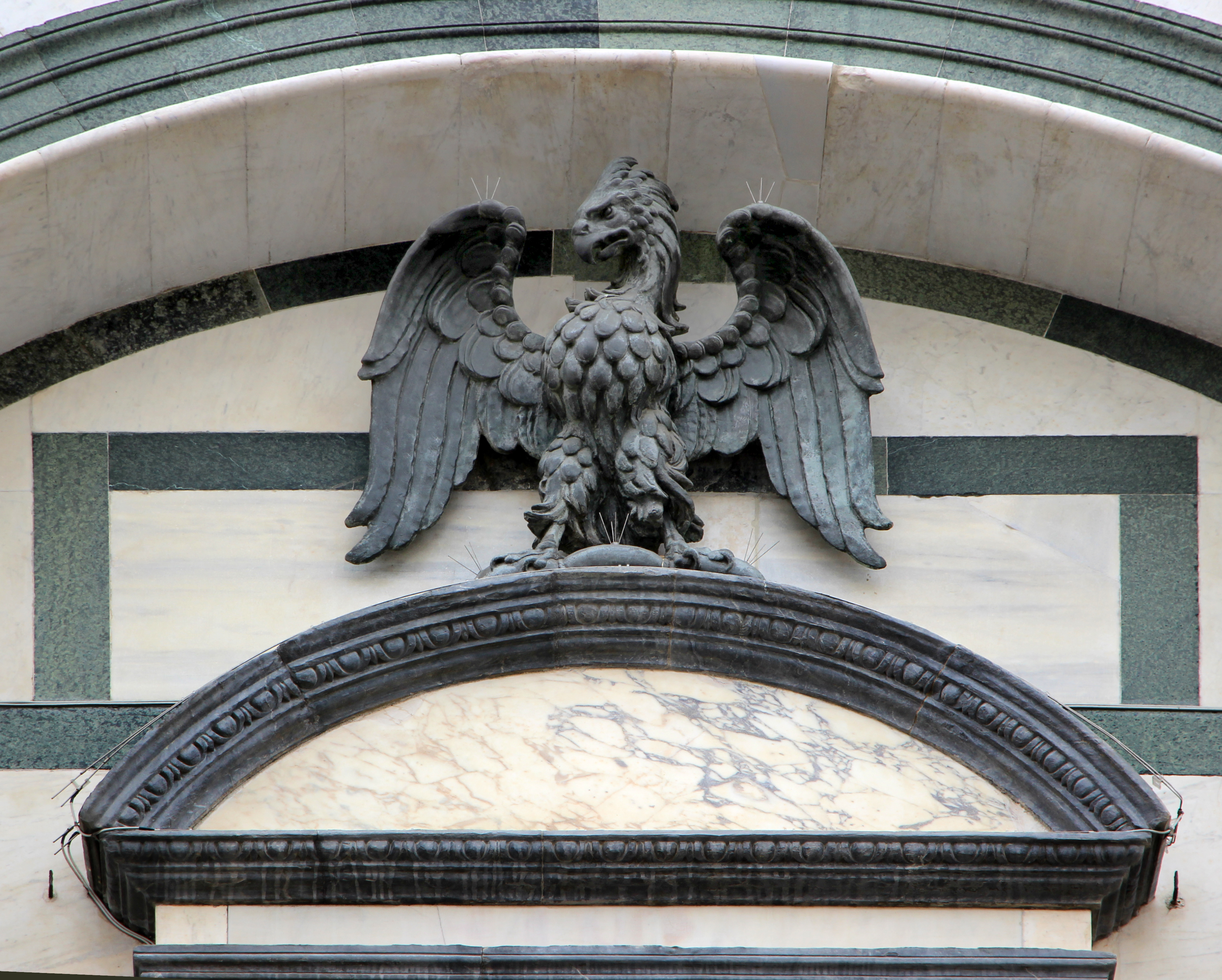
Stemma dell'Arte dei Mercatanti
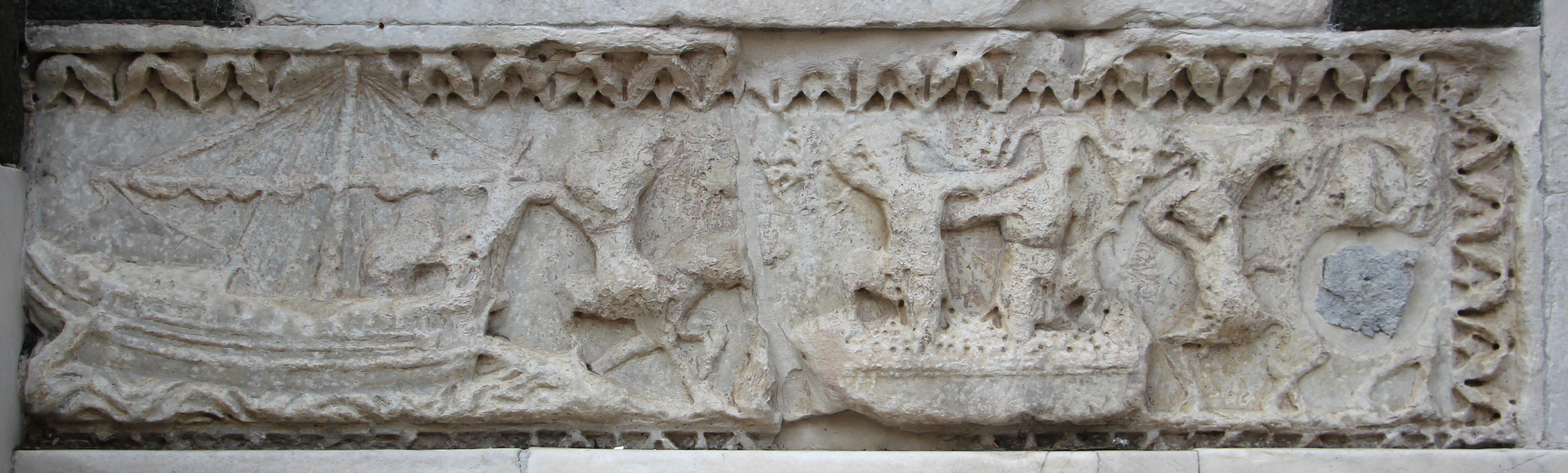
Il sarcofago del commerciante di vino
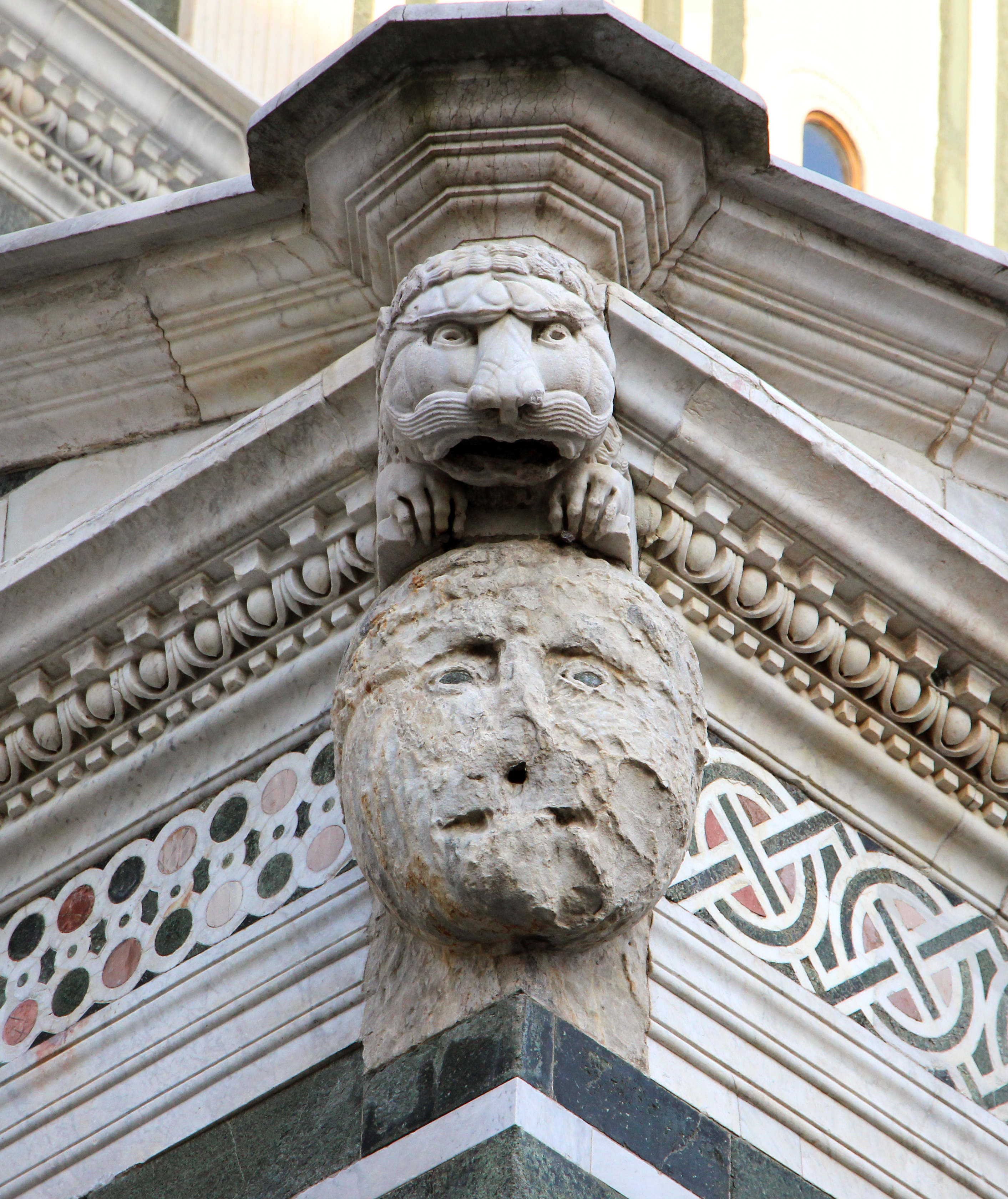
Mascherone della scarsella
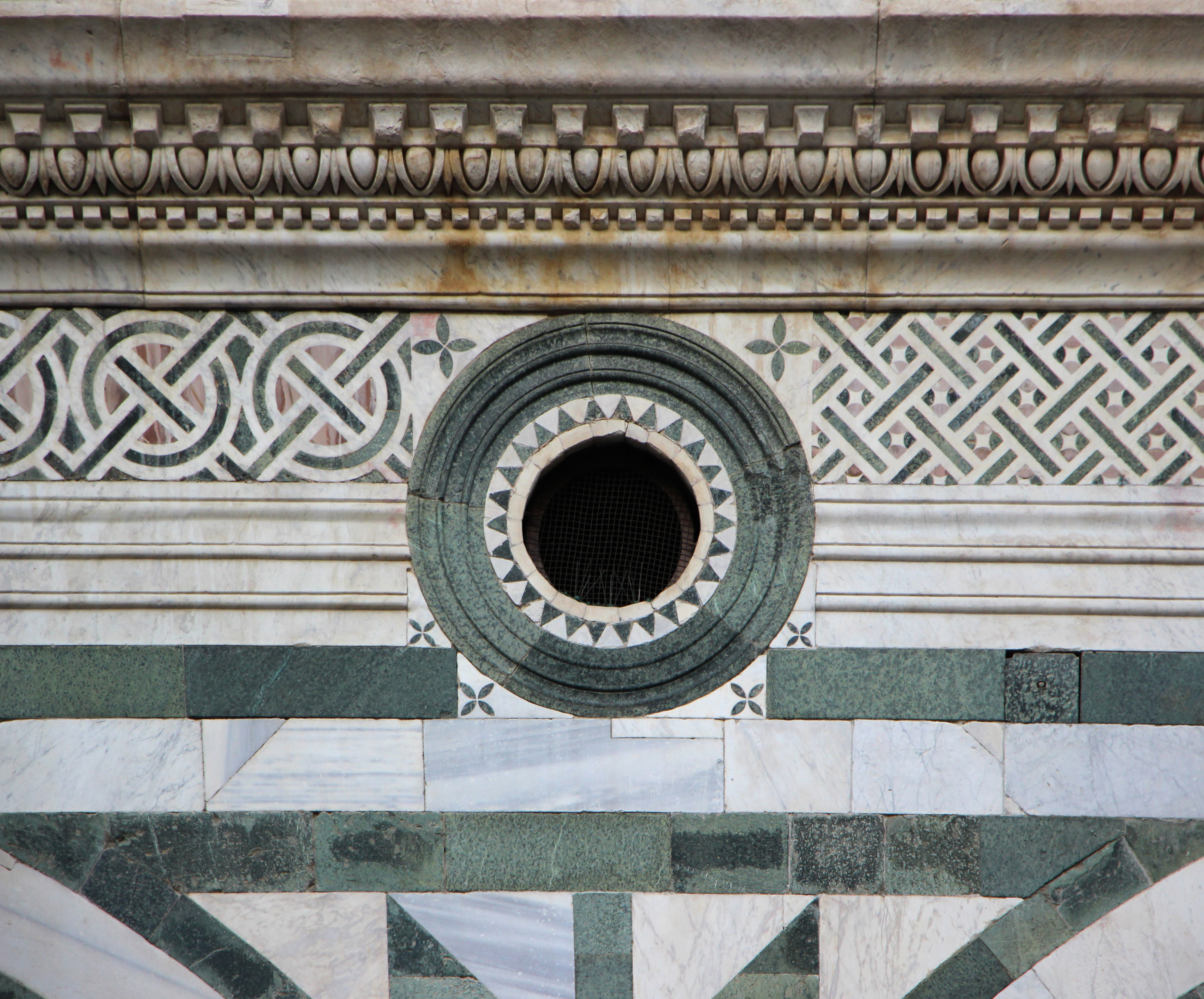
Oculo della scarsella
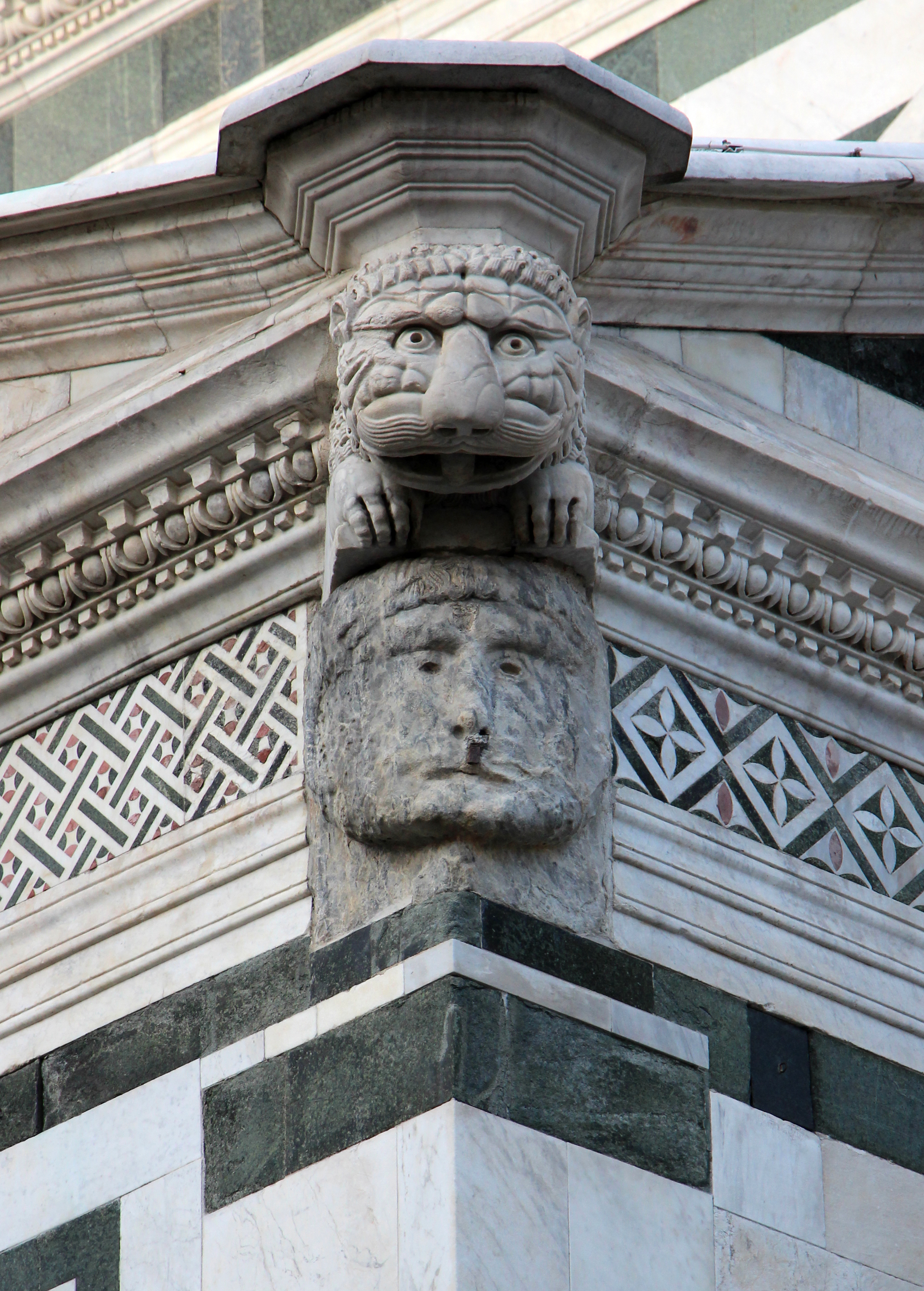
Mascherone della scarsella

#### Porte bronzee
Le tre porte bronzee, realizzate secondo un programma figurativo unitario nell'arco di più di un secolo, mostrano la storia dell'umanità e della Redenzione, come in una gigantesca Bibbia figurata. L'ordine narrativo, sconvolto dal cambiamento di posizione delle singole porte, va dalle Storie dell'Antico Testamento nella porta est, a quelle del Battista nella porta sud, fino a quelle del Nuovo Testamento (Storie di Cristo) nella porta nord. Le tre porte sono oggi conservate nella Sala del Paradiso del Museo dell'Opera del Duomo e sono state sostituite in loco da delle copie.

##### Porta sud, di Andrea Pisano

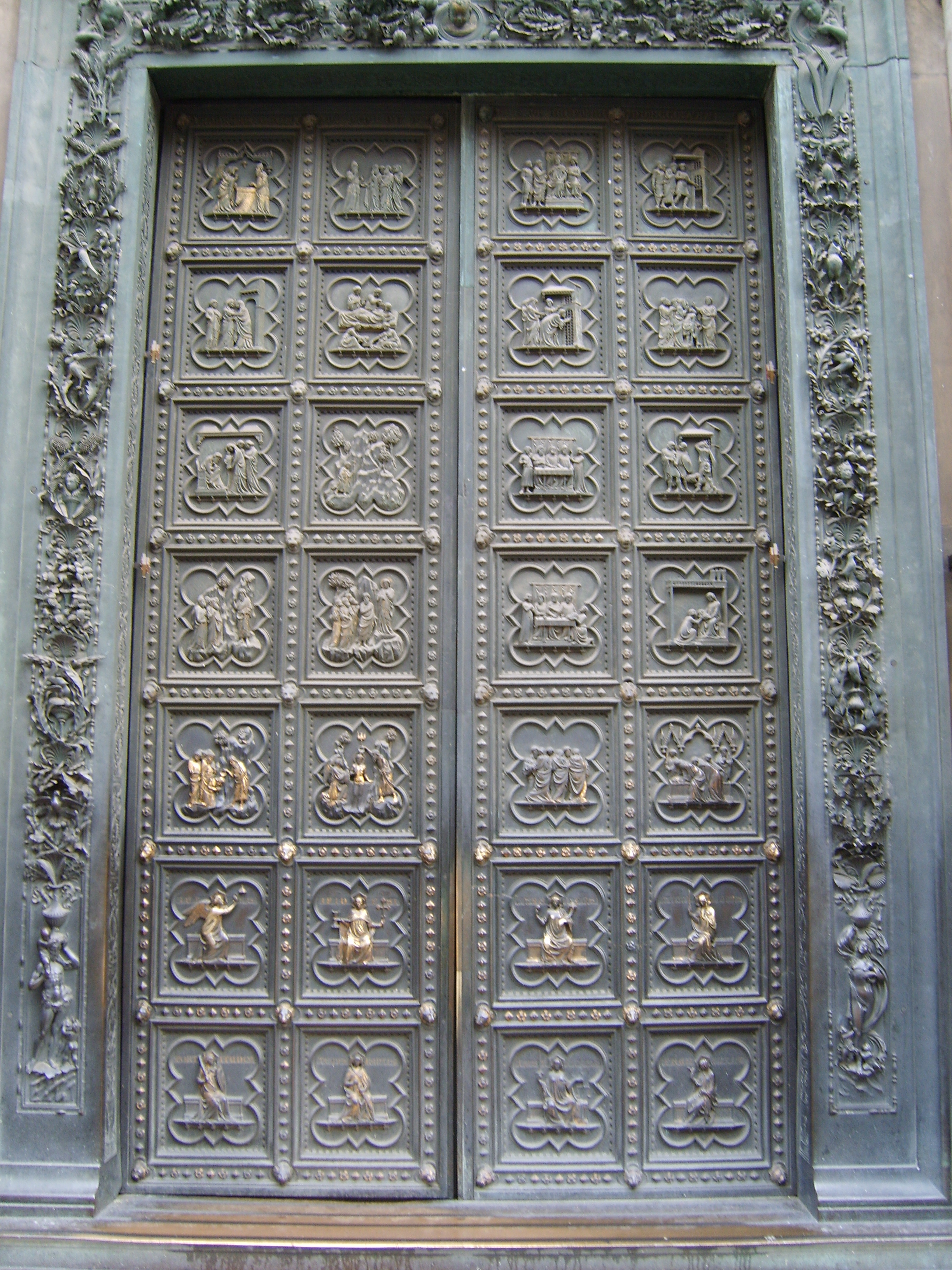
La porta sud, di Andrea Pisano (1329-1336)

La porta è stata restaurata e oggi si trova nel Museo dell'Opera del Duomo. Le due ante sono suddivise in ventotto formelle, disposte su sette file di quattro, con scene inquadrate da una cornice a losanga lobata (anche nota come «compasso gotico»). Le prime venti formelle narrano episodi della vita di San Giovanni Battista, iniziando da quelle del battente sinistro e proseguendo poi nel battente destro, mentre le altre otto recano personificazioni delle virtù: le tre virtù teologali con una aggiunta per completare gli spazi,  l'Umiltà (24), nella penultima fila sui due battenti; le quattro virtù cardinali, nell'ultima fila di formelle in basso.
Realizzata dal 1330 al 1336, con questa opera lo scultore aggiornò la tipologia dei portali romanici inserendo nelle ventotto formelle quadrate cornici mistilinee (il cosiddetto "quadrilobo"), tipiche dell'arte gotica, racchiuse a loro volta da altre cornici quadrate. Ne risulta un movimento visivo, una continua tensione, tra linee rette e spezzate, tra spazi definiti e mossi.
Per quanto riguarda le immagini vere e proprie, l'artista realizzò figure singole o gruppi con uno stile sobrio e raffinato, memore del gusto Giotto, suo maestro. Ogni composizione rappresenta un'opera a sé stante, in cui da un fondo liscio si staccano i personaggi.
In particolare, la figura della Speranza, risponde appieno all'iconografia finora stabilita: è vista di profilo e il suo corpo è proteso verso il cielo, così come le sue braccia e il suo sguardo; anche se non si vede, si capisce che a porle la corona è un angelo; è anch'essa alata, ma al contrario dello slancio che pervadeva la Virtù giottesca (presente nella cappella degli Scrovegni a Padova), questa risulta seduta, sebbene il suo abito ricco di panneggi, lasci presagire un leggero spostamento verso l'angelo.
La cornice è stata portata a termine, su disegno di Lorenzo Ghiberti da suo figlio Vittorio Ghiberti, e dalla bottega. In essa si nasconde un messaggio teologico molto complesso che si può legare alle scene in vita (battente di destra per chi esce) e in morte (battente di sinistra) di Giovanni Battista.
La porta è coronata da un gruppo scultoreo, con il Battista col carnefice durante l'esecuzione e Salomè, di Vincenzo Danti (1571), restaurate nel 2008 e da allora conservate nel Museo dell'Opera del Duomo e sostituite da copie all'esterno.
Sulle colonne ai lati della porta sud sono scolpiti in leggero bassorilievo due rettangoli: sono due misure di lunghezza in uso nell'Alto Medioevo: il piede longobardo ("piede di Liutprando") e quello fiorentino. Poco più avanti, sul lato sud vicino all'abside, si vede incassato alla base, sull'esterno, un sarcofago scolpito, forse di epoca romana, con una scena di navi e persone, probabilmente la rappresentazione della vendemmia e del carico di botti su una nave.

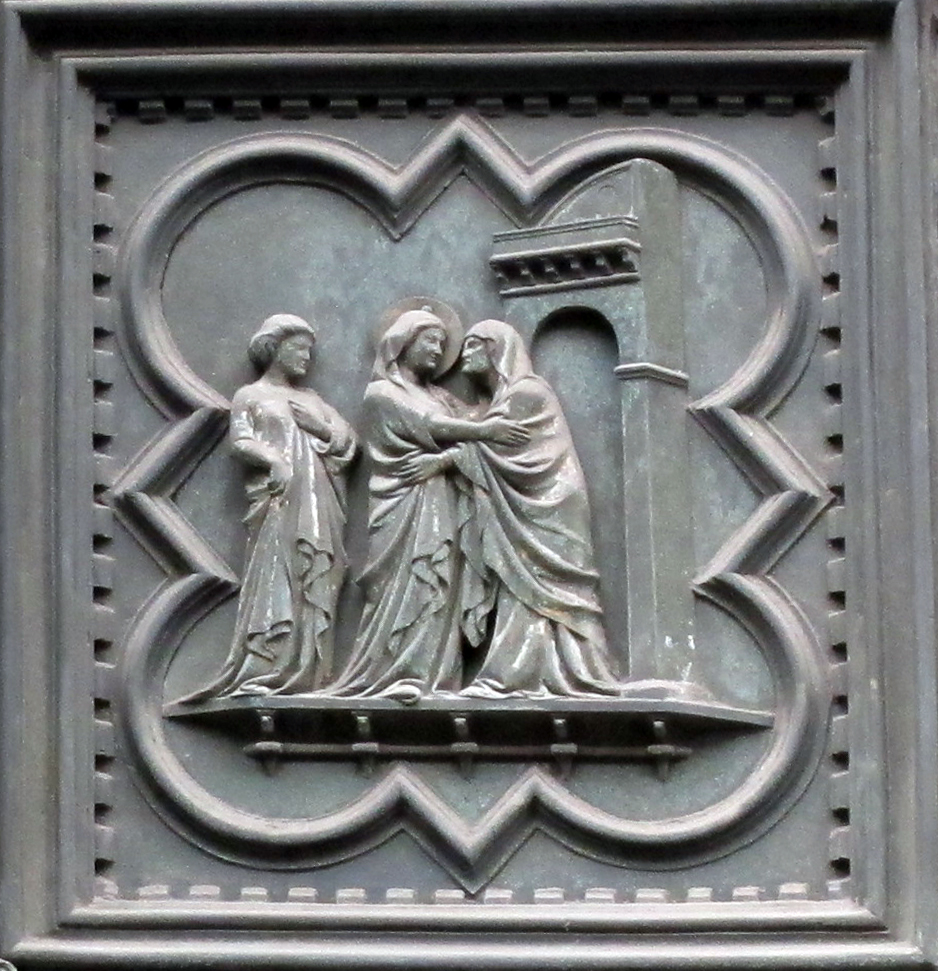
Visitazione
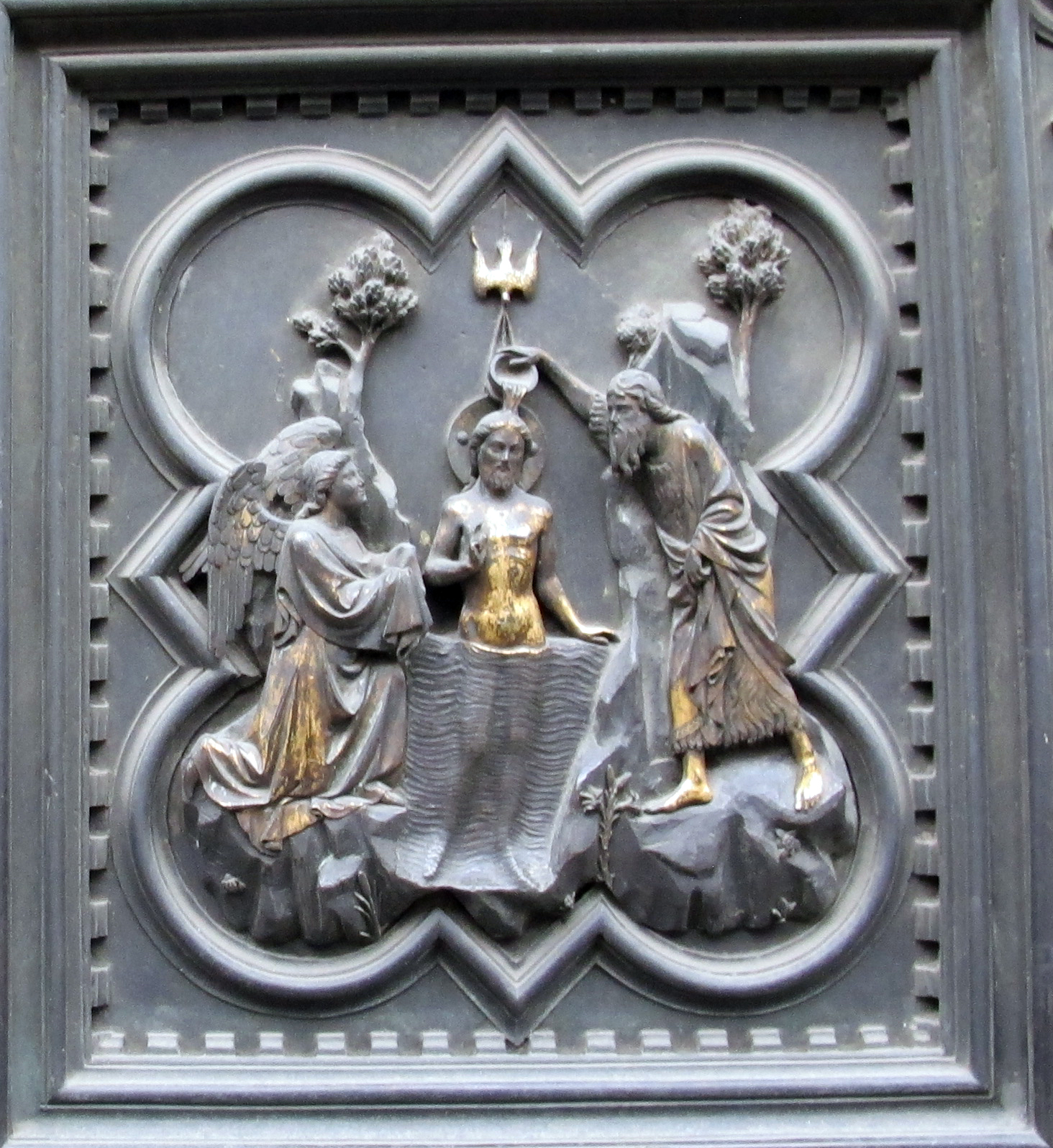
Battesimo di Cristo
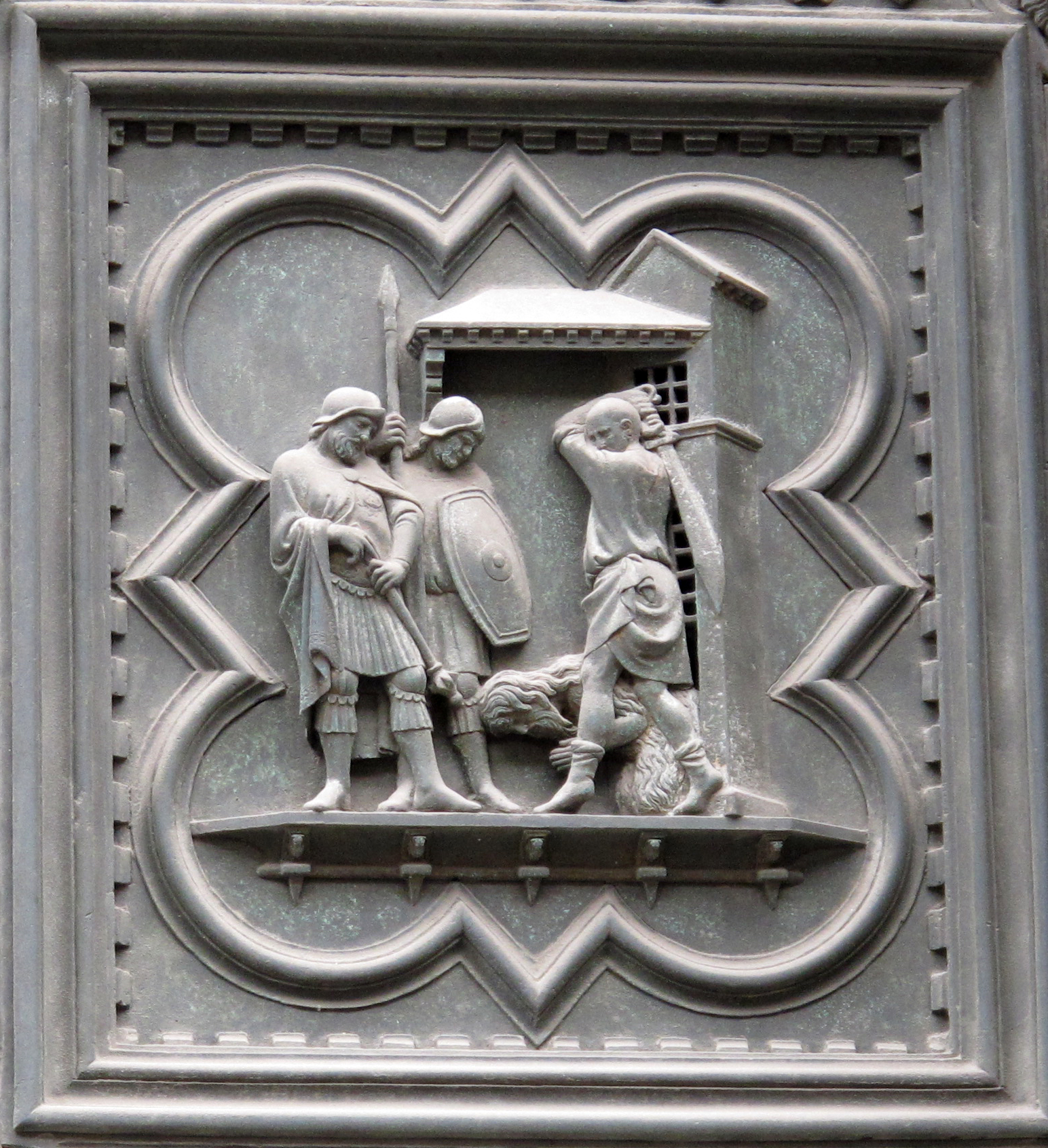
Decollazione del Battista
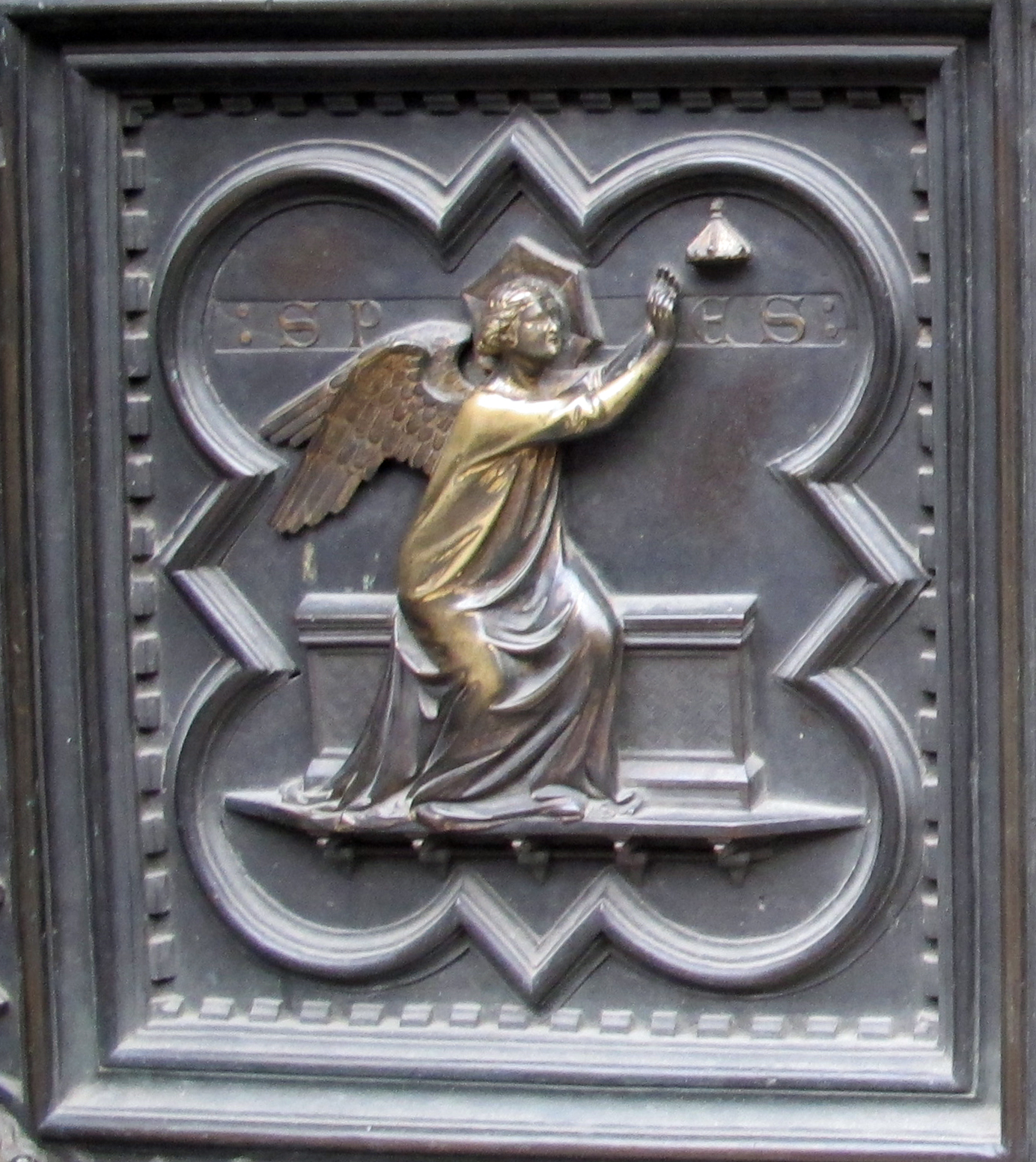
Speranza
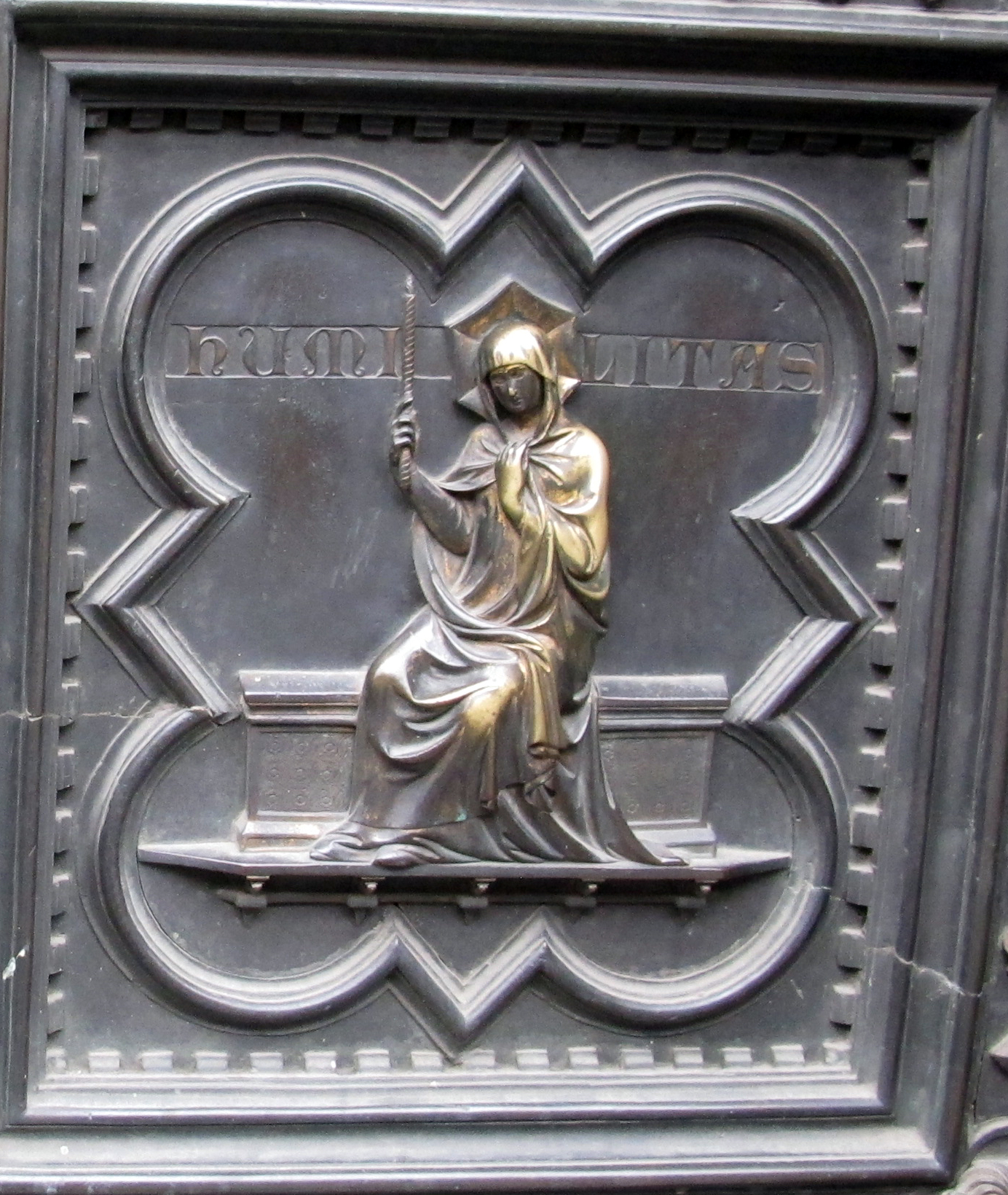
Umiltà
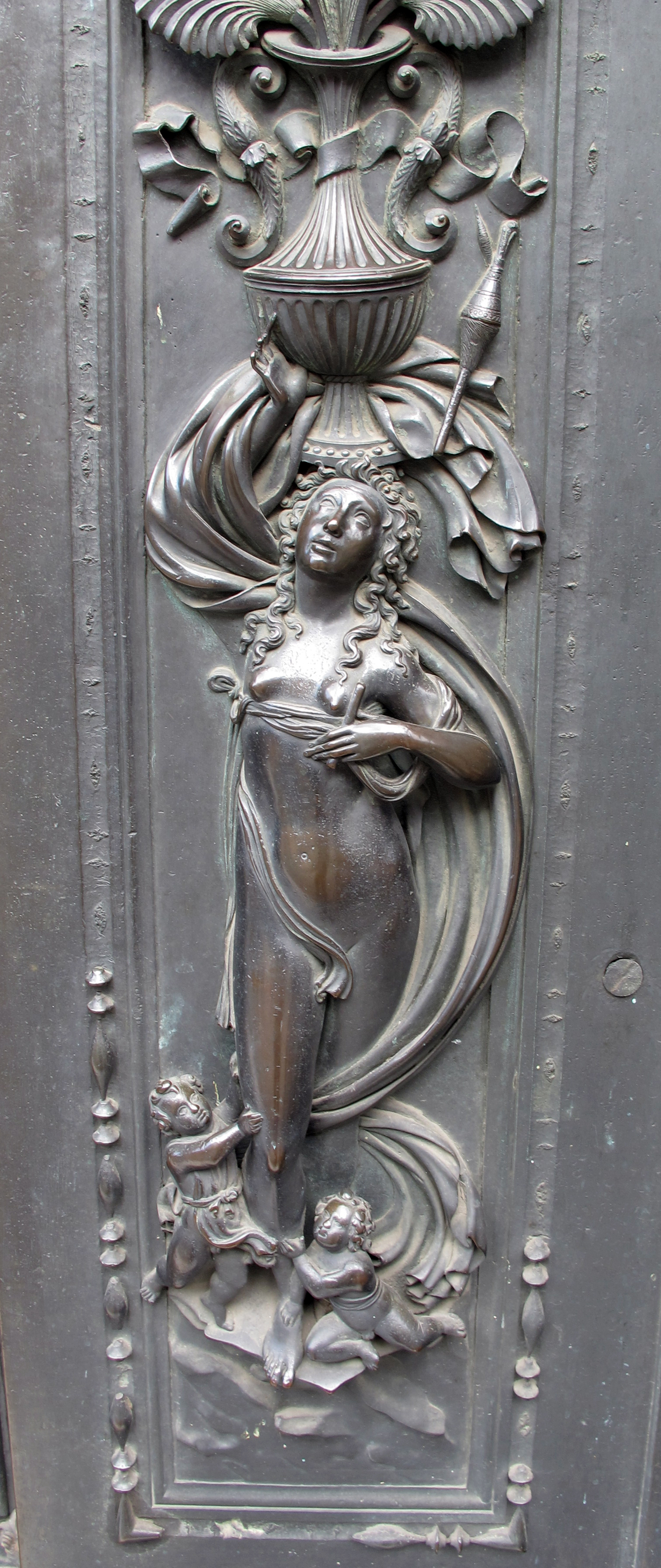
Eva (dalla cornice)
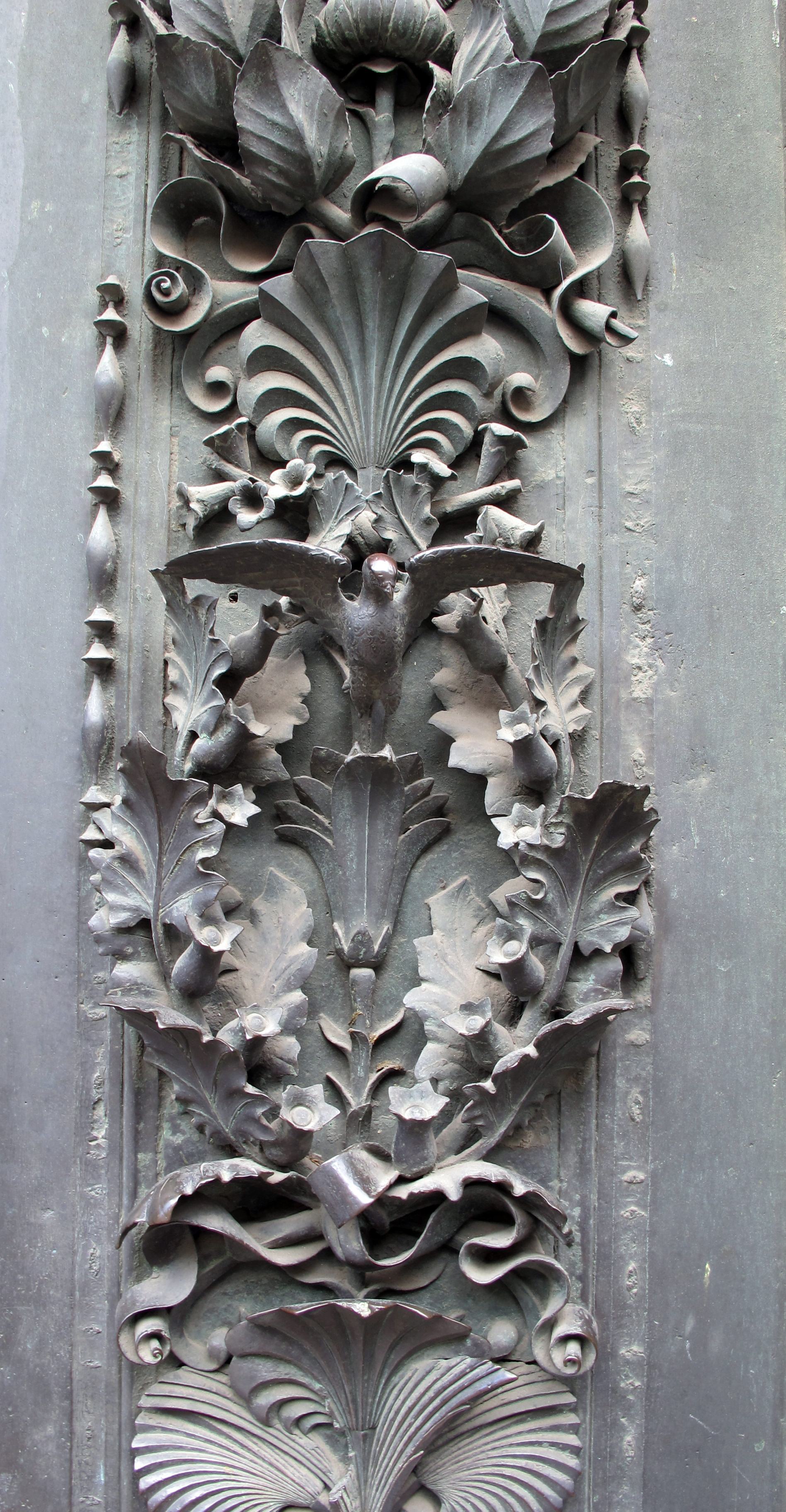
Particolare della cornice
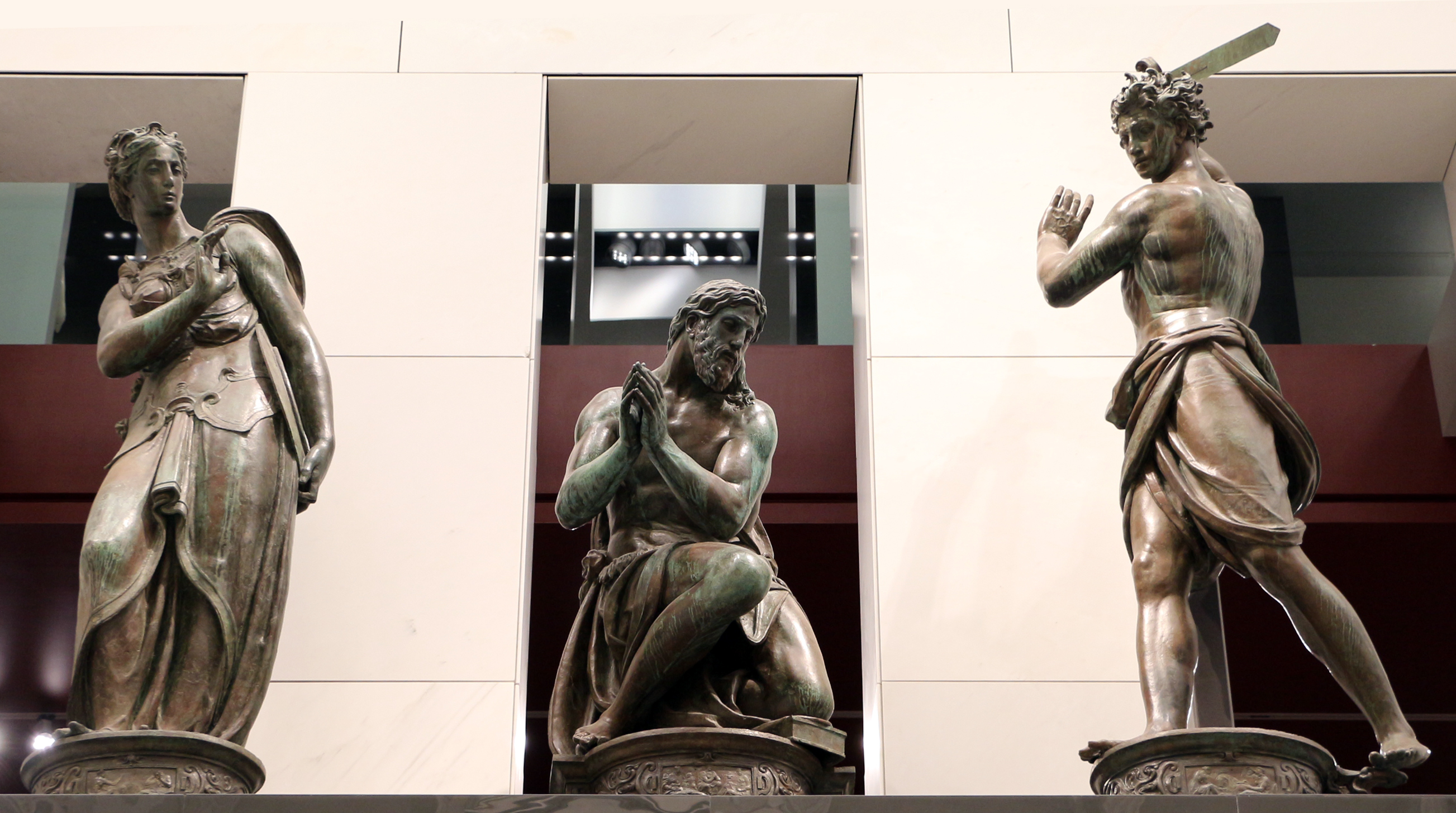
Decollazione del Battista di Vincenzo Danti
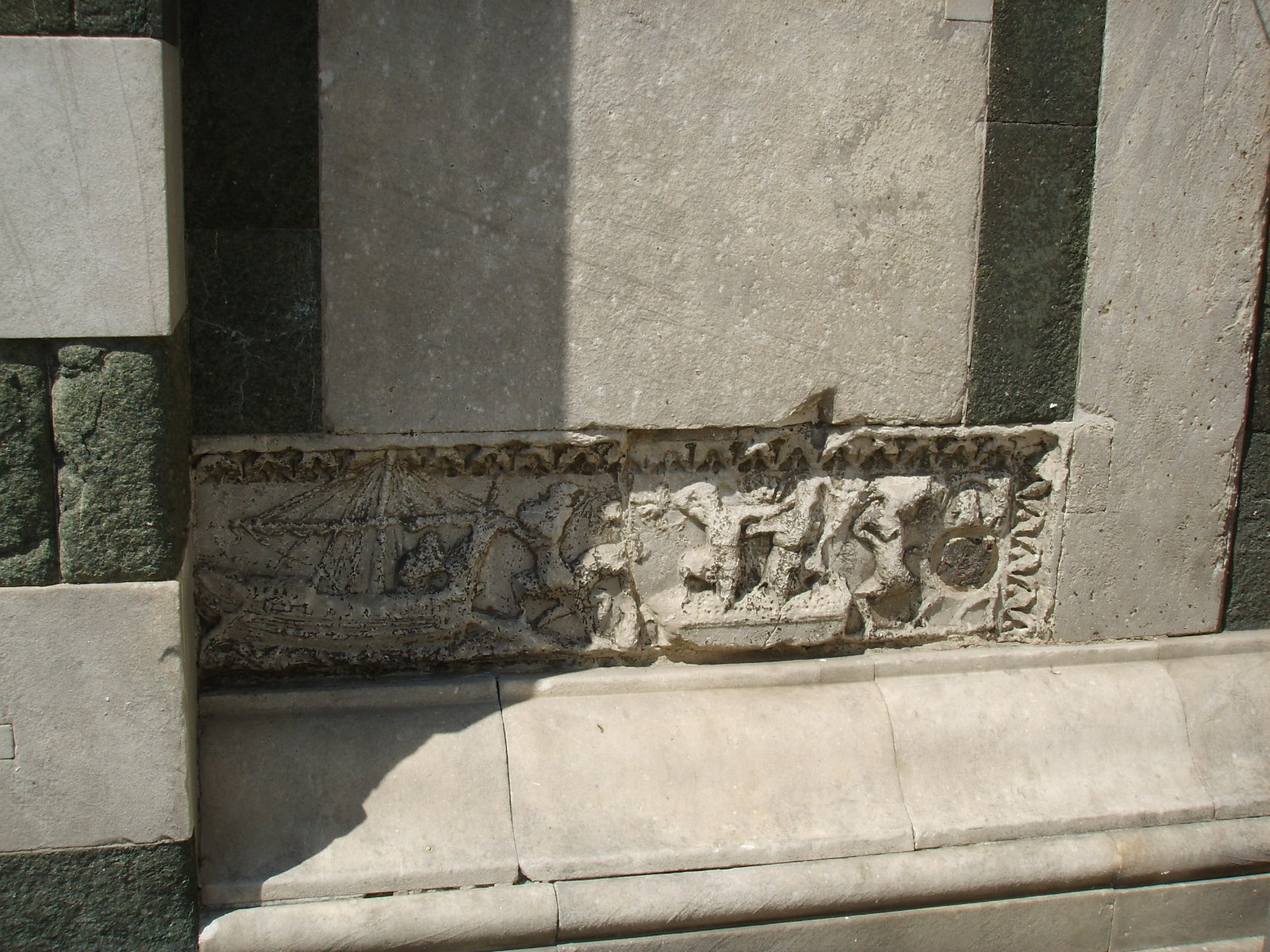
Sarcofago incassato nell'abside

##### Porta nord, di Lorenzo Ghiberti

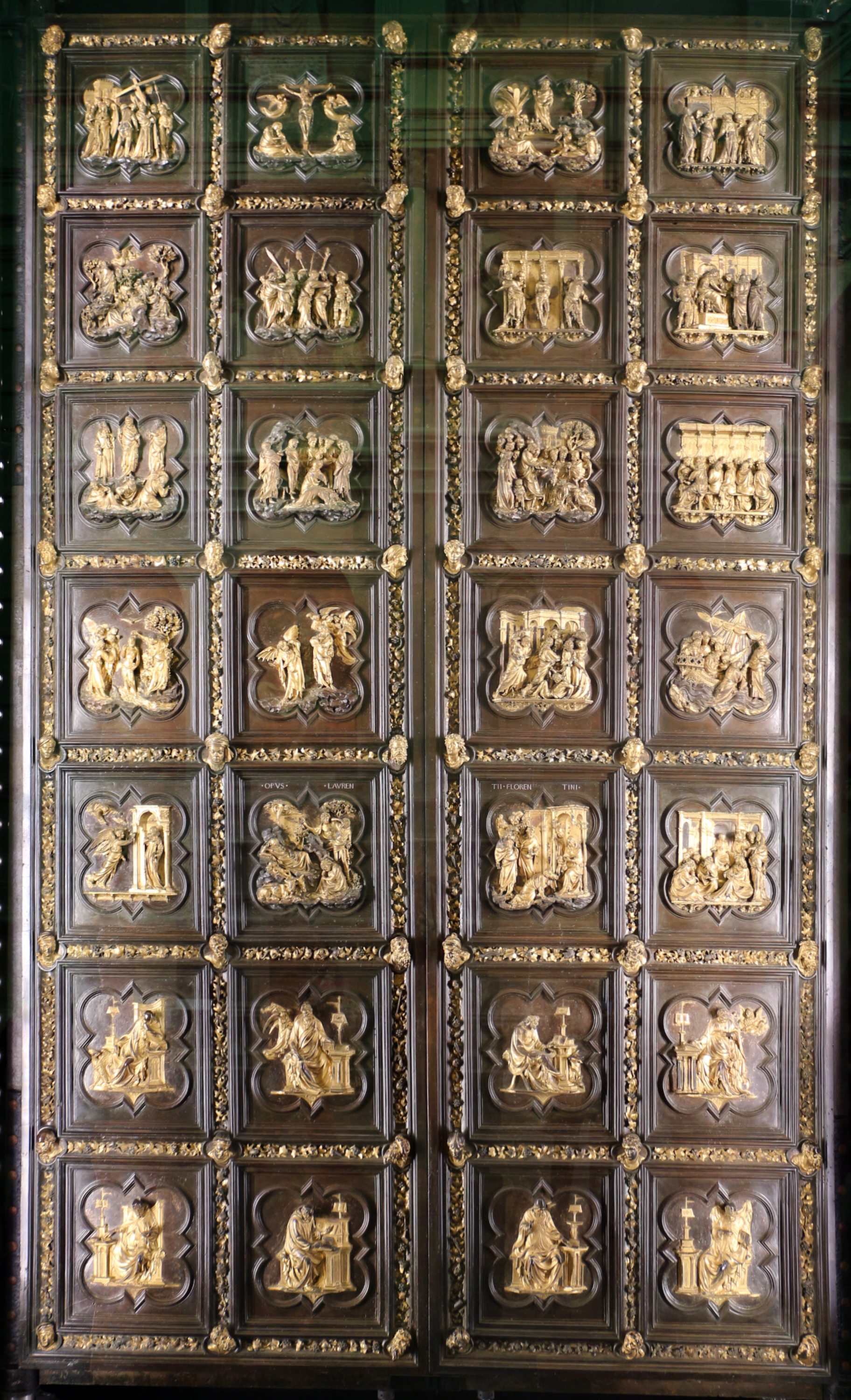
La porta nord, di Lorenzo Ghiberti (1403-1424)

In modo analogo alla porta di Andrea Pisano, anche questa è suddivisa in ventotto formelle, con scene inquadrate dalla medesima cornice a losanga lobata. Le prime venti formelle superiori narrano storie del Nuovo Testamento, e si susseguono nelle file su entrambi i battenti e a partire dalla fila inferiore; le ultime due file mostrano i quattro evangelisti (penultima fila) e quattro Dottori della Chiesa (ultima fila). Questa porta si trovava originariamente a est e fu spostata poi a nord vista la bellezza dell'ultima porta eseguita, la porta del Paradiso.
Sulla porta nord si trova il gruppo con la Predica del Battista, di Giovanni Francesco Rustici (1506-1511), opera in cui l'artista dimostrò tutto il suo apprezzamento verso gli effetti morbidi e chiaroscurali derivati dal suo maestro Leonardo da Vinci: il dolce indicare l'alto del Battista è stato ad esempio messo in relazione con il San Giovanni del Louvre.
Sulla finestra centrale si trova l'emblema dell'Arte di Calimala, ovvero l'aquila che tiene con gli artigli una balla di mercanzie (il "torsello").

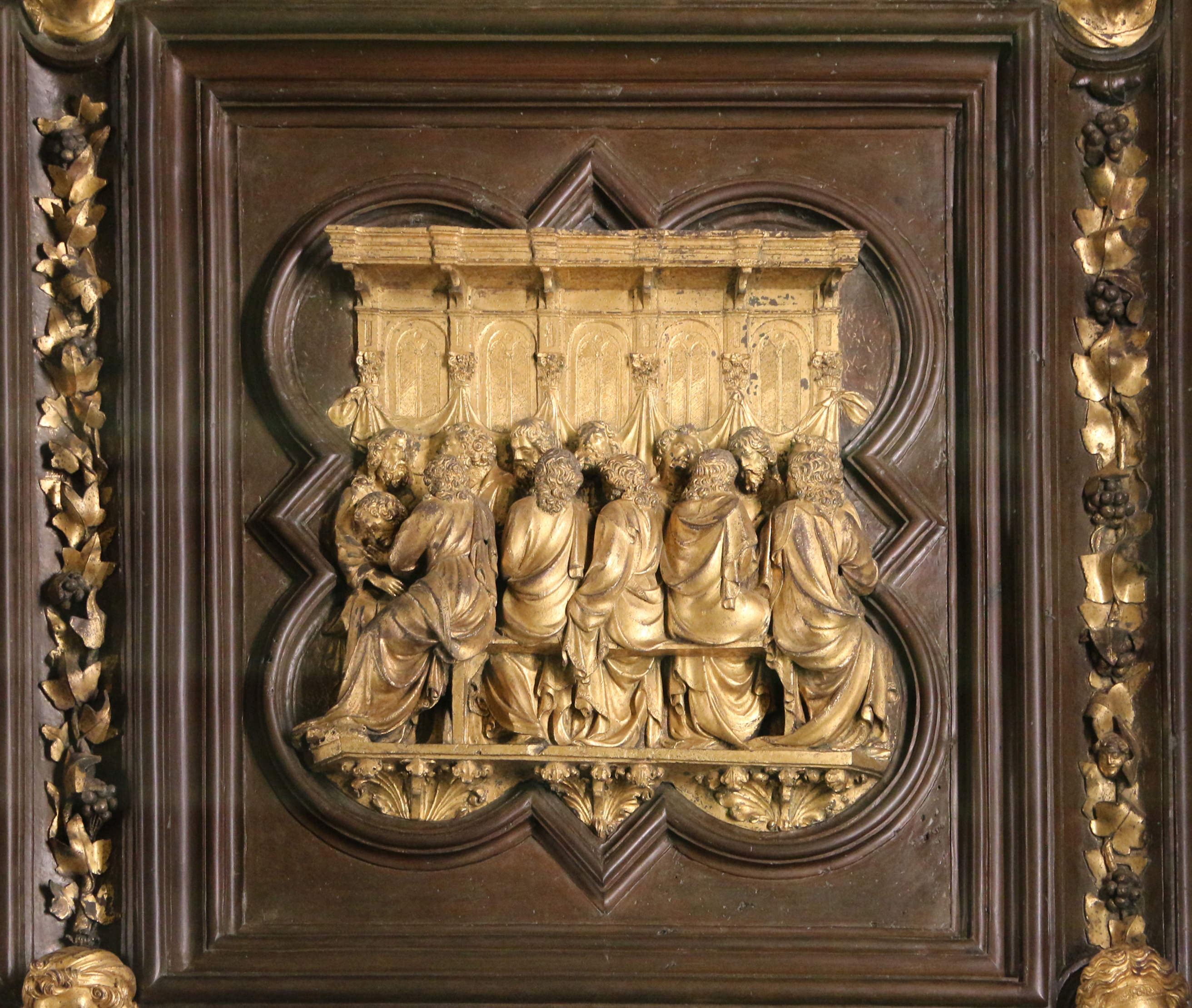
Ultima cena
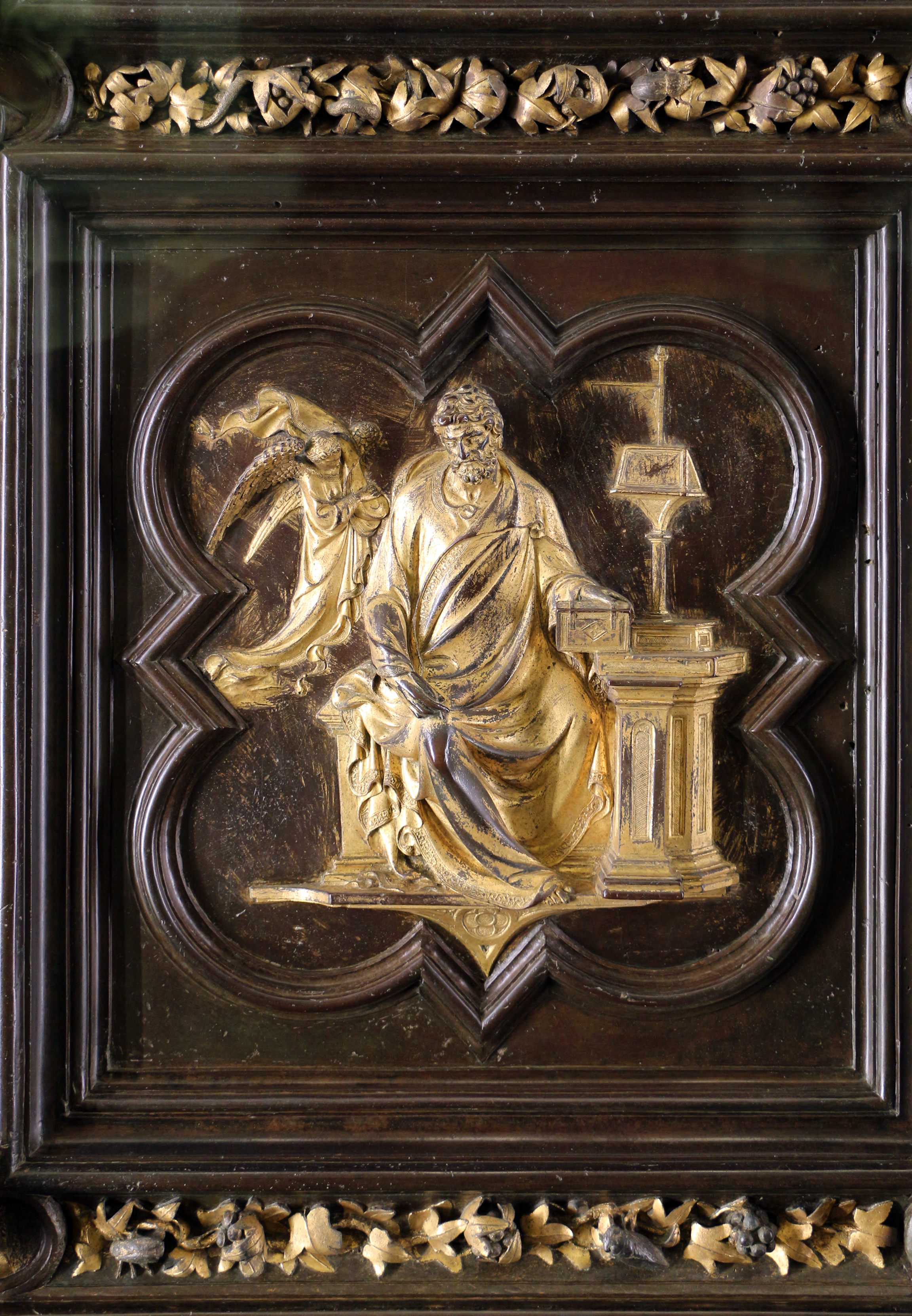
San Matteo
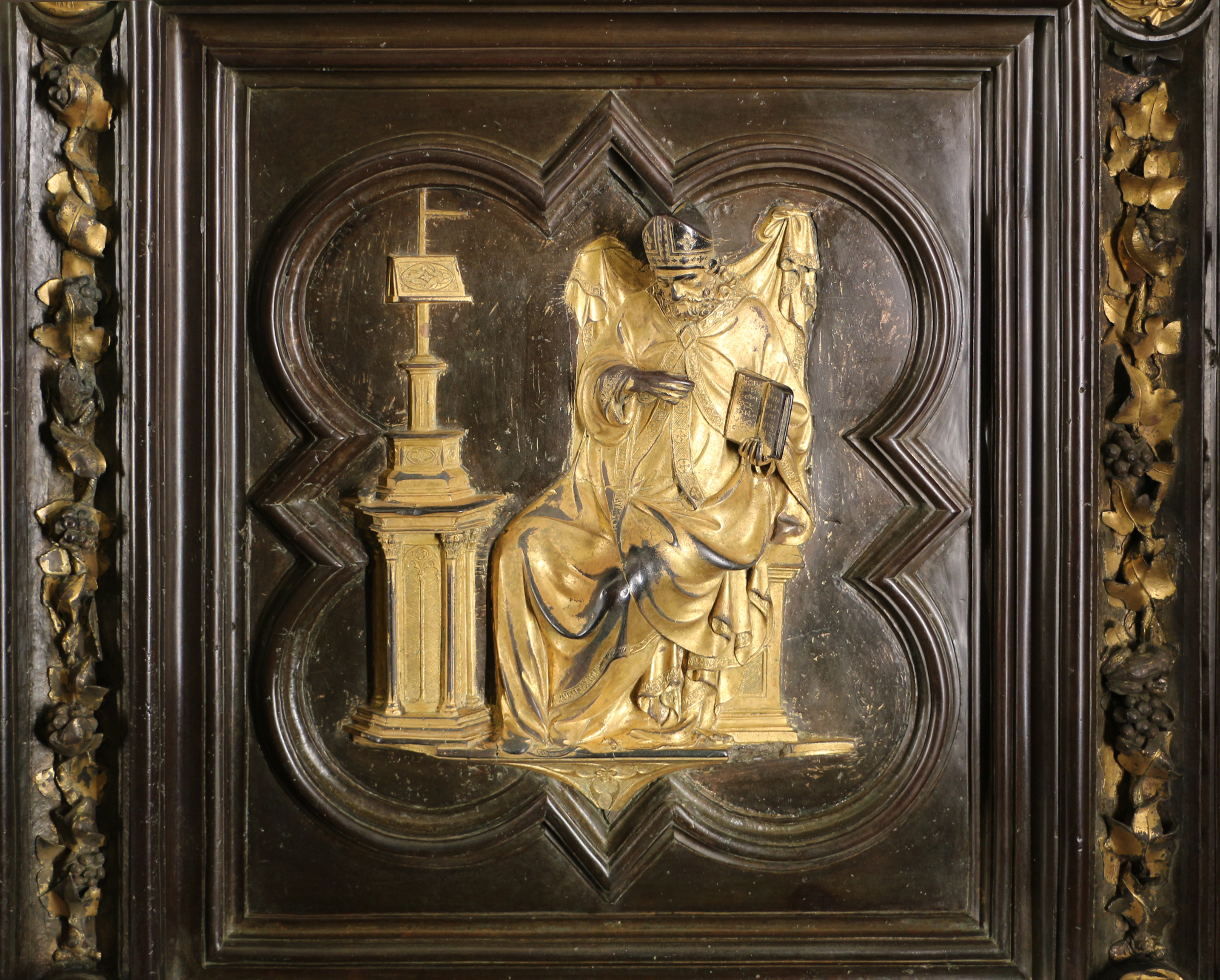
Sant'Agostino
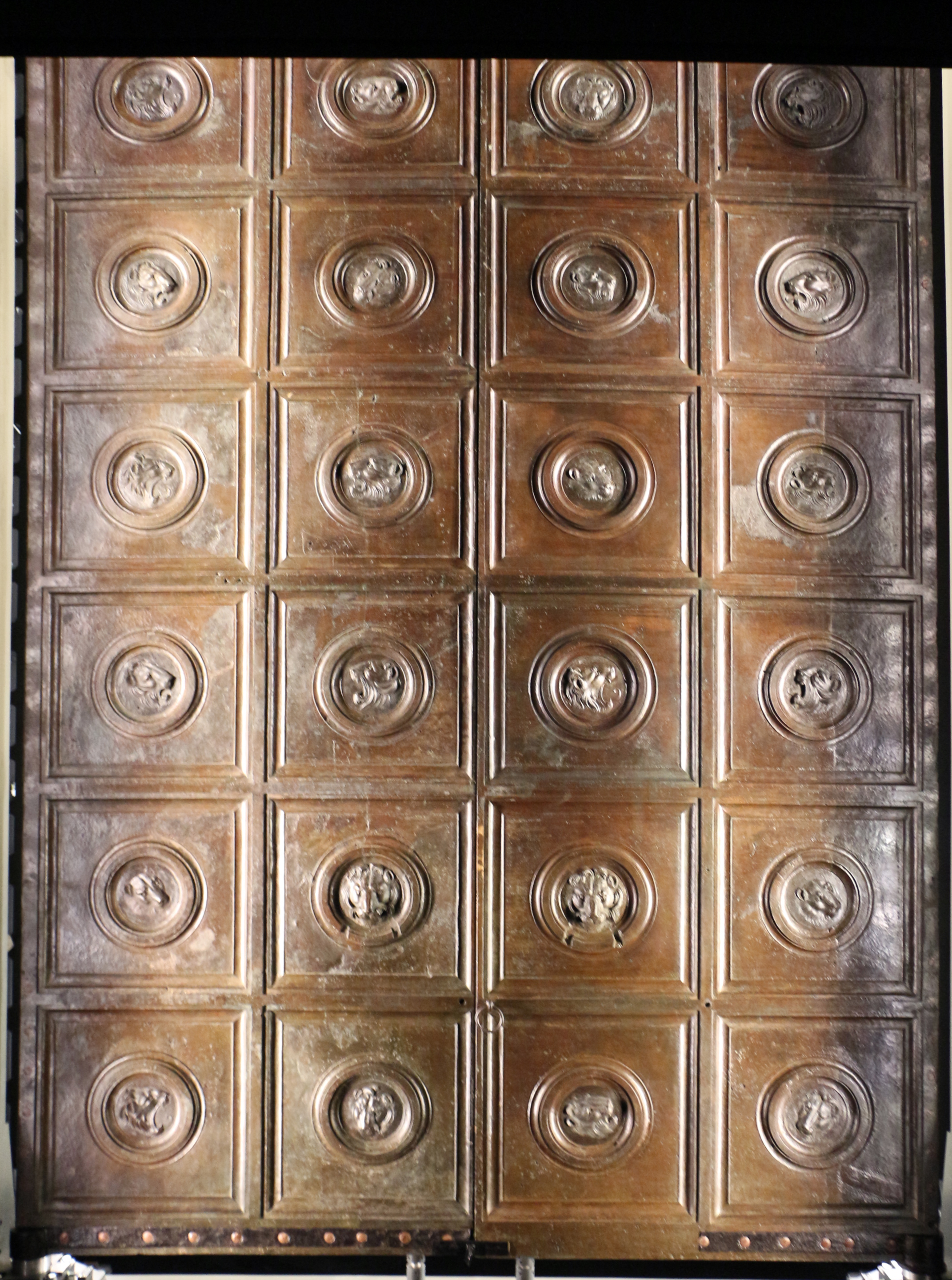
Il retro con teste leonine
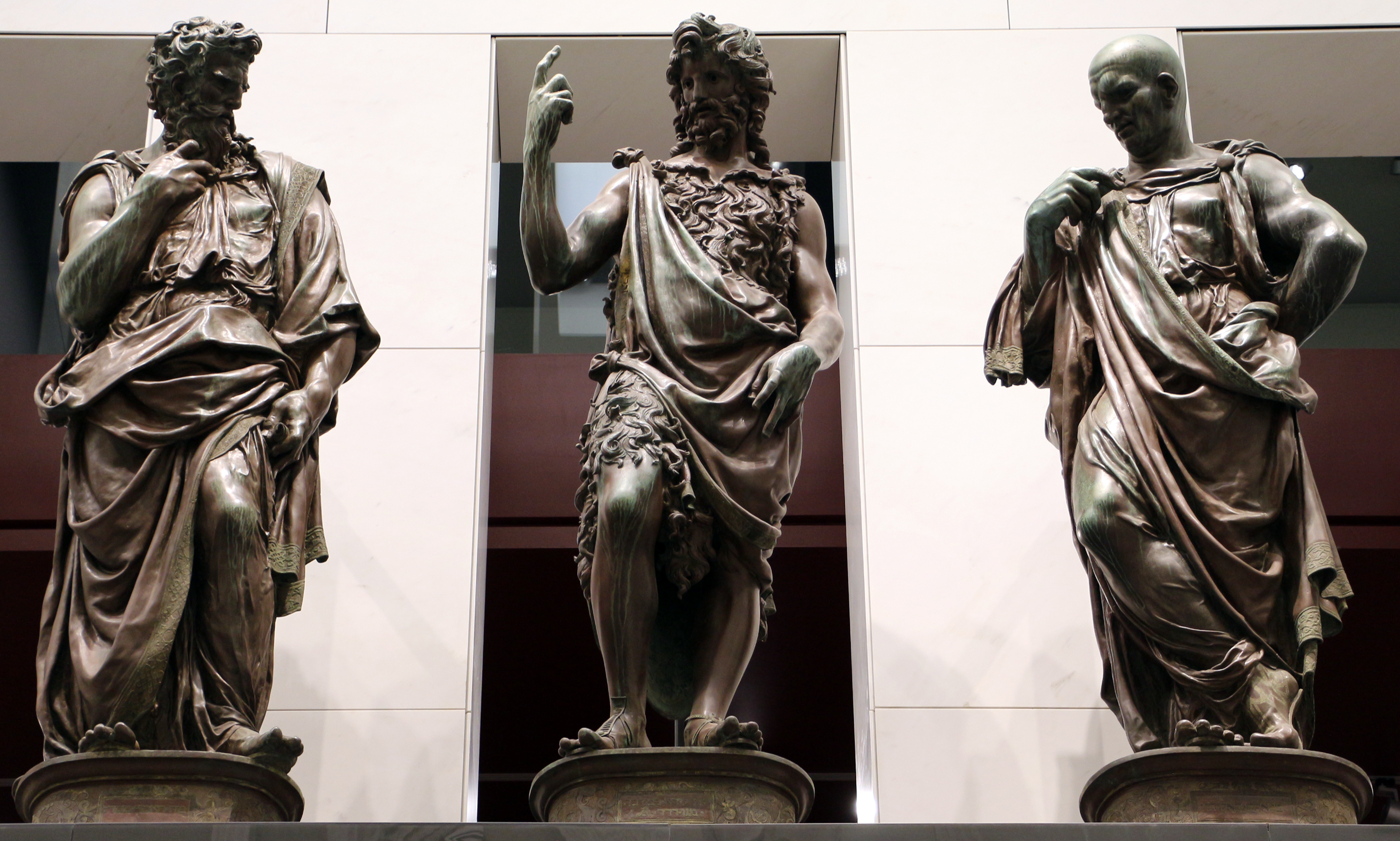
Predica del Battista di Giovanni Francesco Rustici

##### Porta del Paradiso (est), di Lorenzo Ghiberti

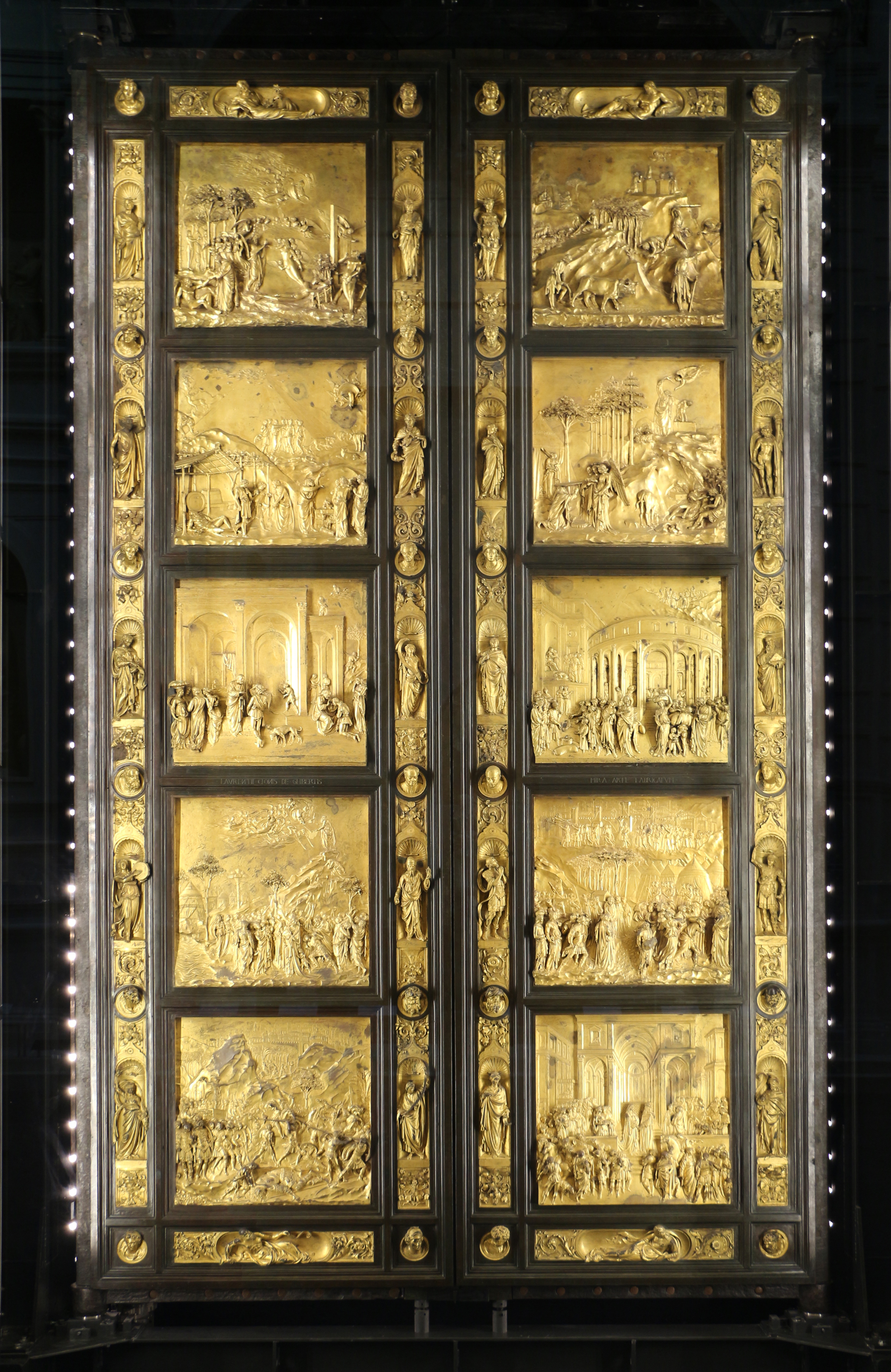
La porta del Paradiso, di Lorenzo Ghiberti (1425-1452)

La porta è suddivisa in dieci ampi riquadri rettangolari, disposti su cinque file, ciascuno dei quali, con le incorniciature ornate da tondi con teste di profeti, occupa l'intera larghezza di un battente. I riquadri presentano scene dell'Antico Testamento, che si susseguono su entrambi i battenti da sinistra a destra e dall'alto in basso.
La porta fu danneggiata dall'alluvione del 1966 e i rilievi sono attualmente sostituiti da copie, mentre gli originali, restaurati, si trovano nel Museo dell'Opera del Duomo.
La porta è sormontata dal gruppo scultoreo del Battesimo di Gesù di Andrea Sansovino (1502) con angelo aggiunto di Innocenzo Spinazzi (1792).
Presso la porta est (porta del Paradiso) sono presenti due colonne in porfido, attualmente spezzate, che furono donate da Pisa come ringraziamento per l'aiuto che Firenze le aveva prestato contro gli infedeli in una spedizione alle Baleari nel 1115.

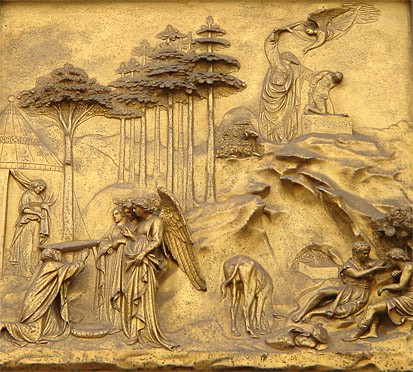
Abramo
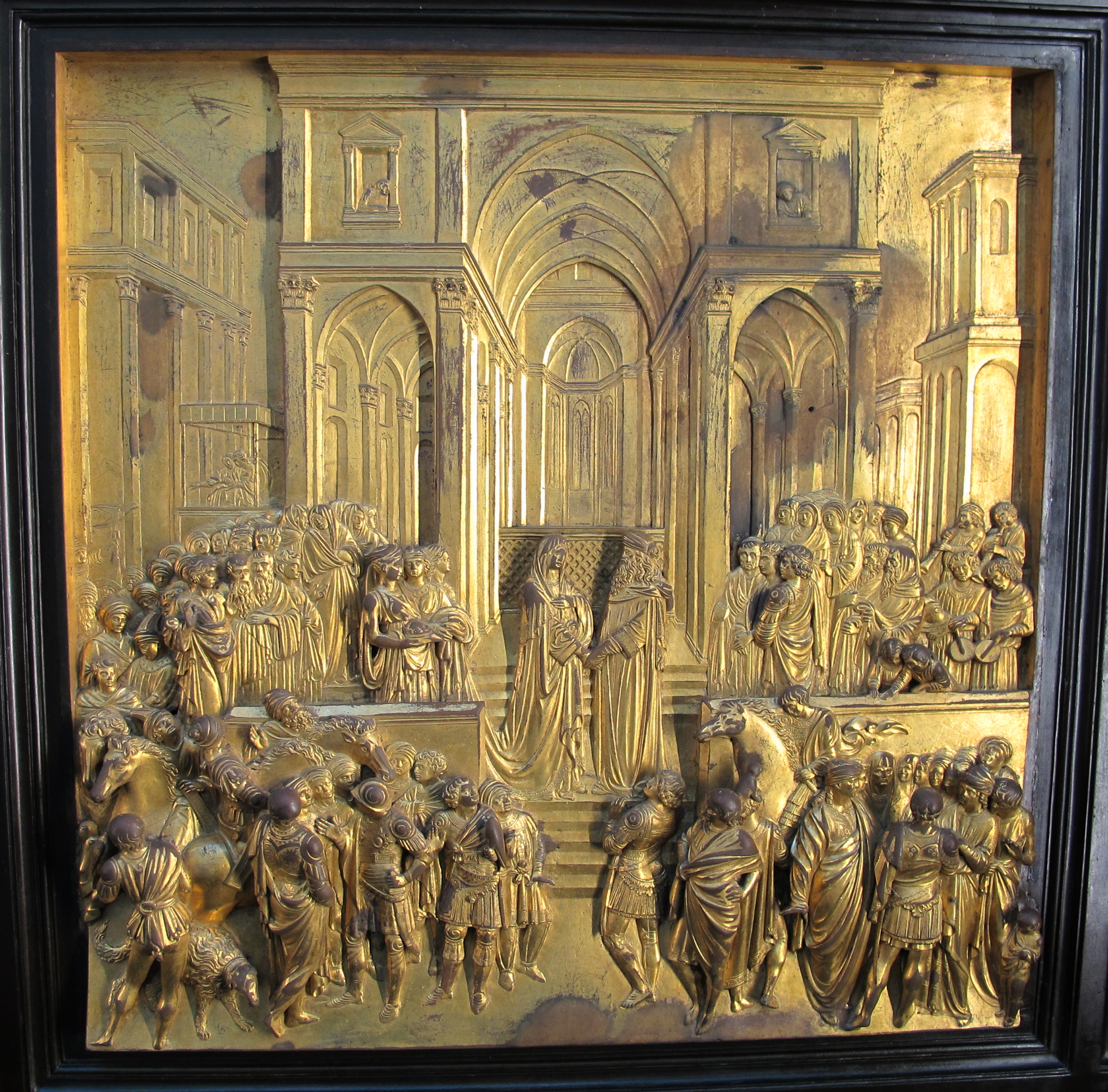
Salomone e la regina di Saba
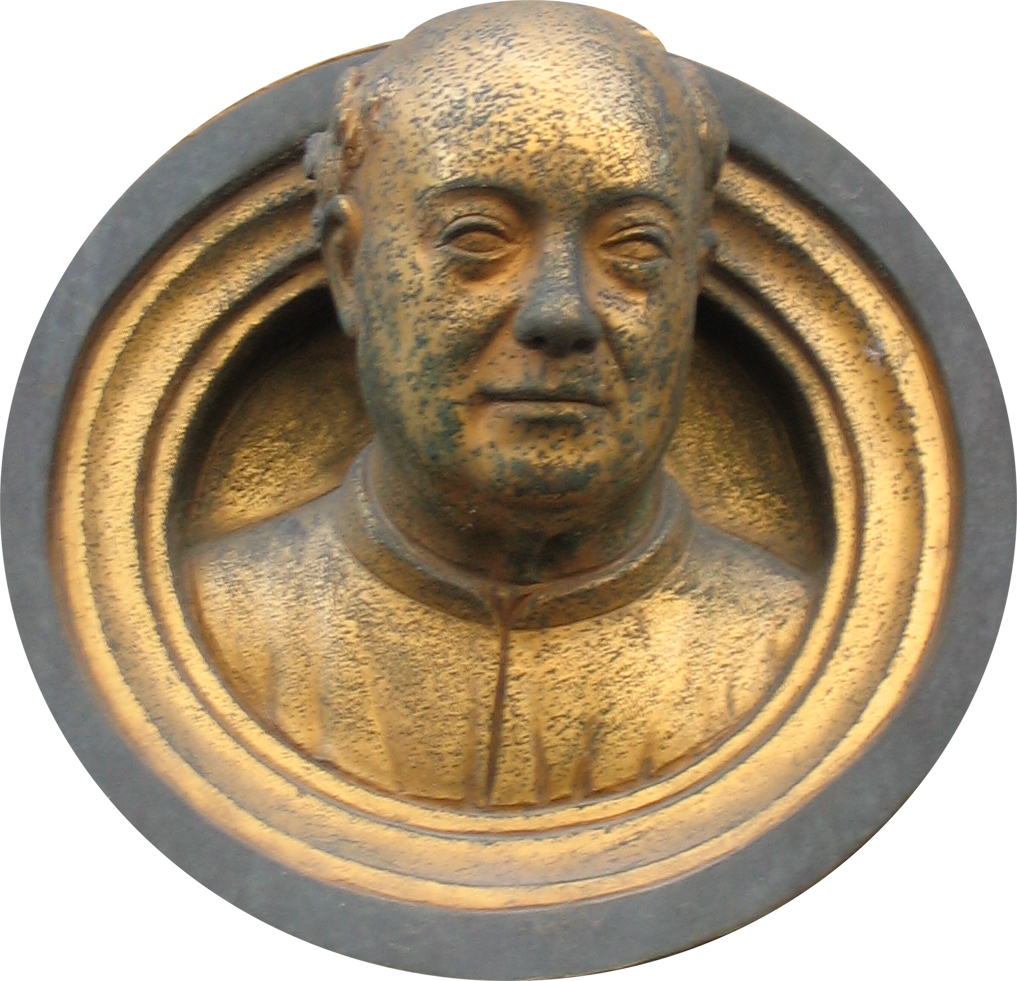
Autoritratto di Ghiberti
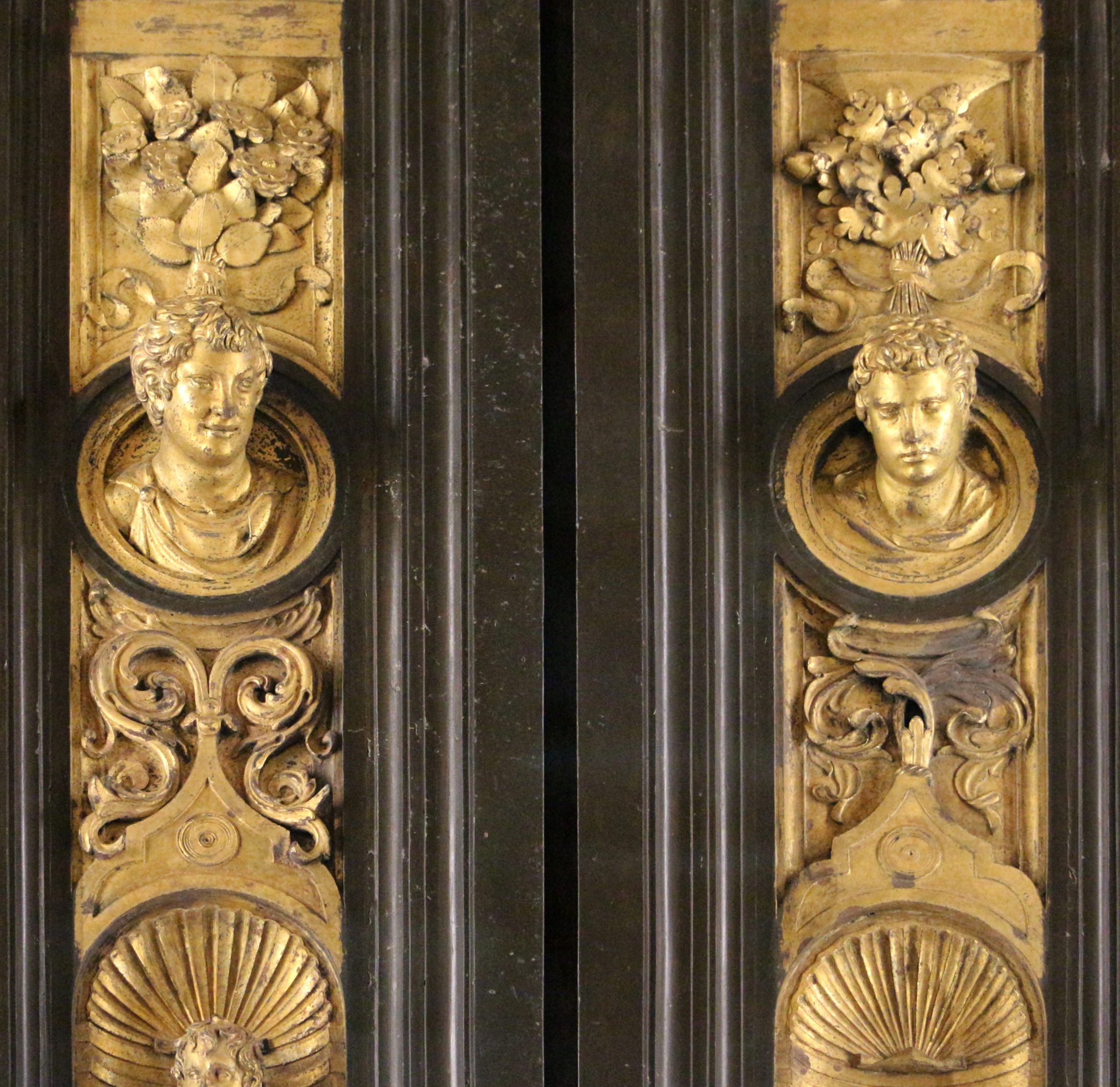
Testine e cornici
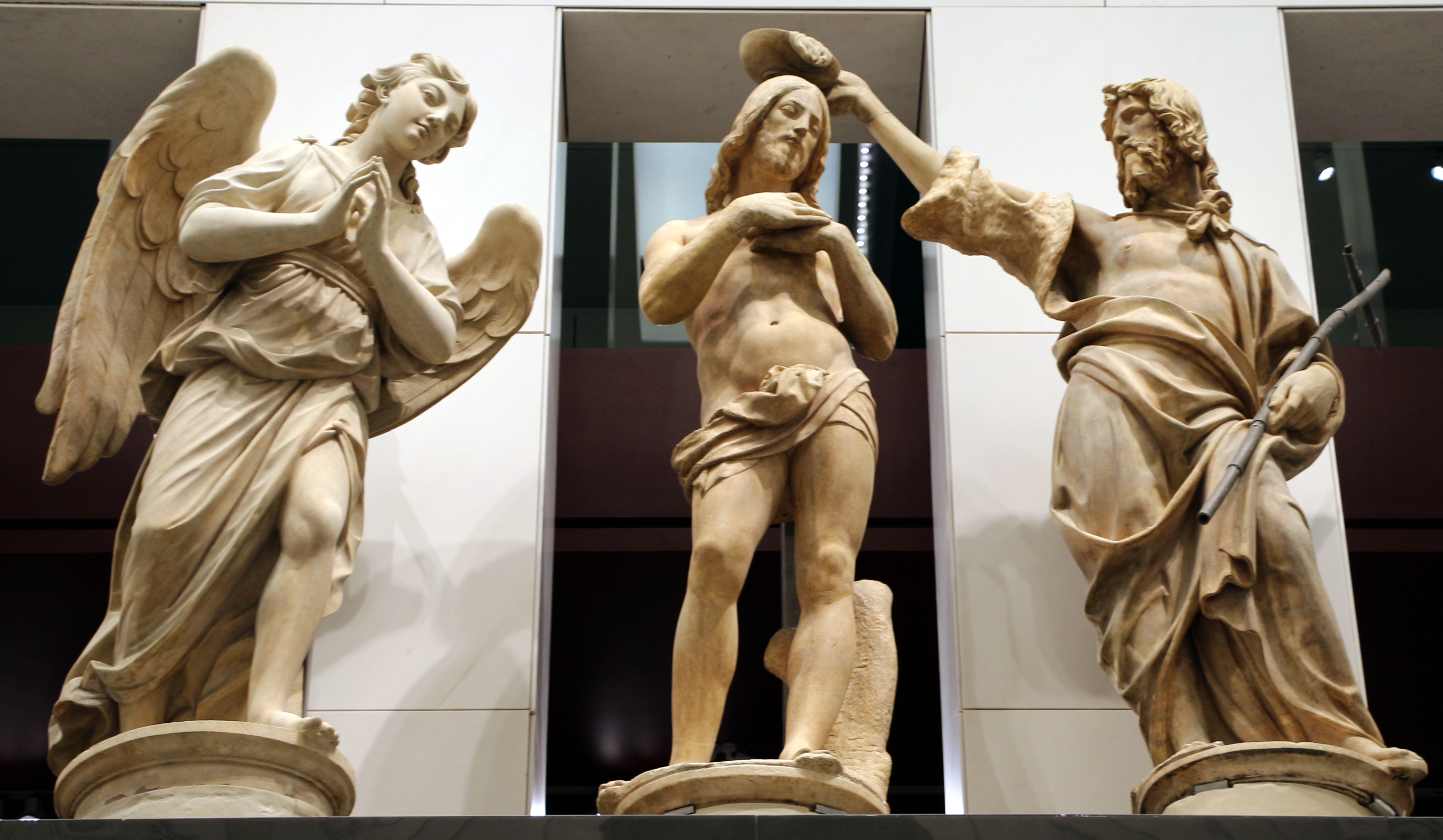
Battesimo di Cristo del Sansovino

#### Colonne saracene
Sul battistero si trovano alcuni elementi che, indipendentemente dal significato religioso e storico-artistico del monumento, raccontano degli episodi della storia fiorentina minore. Addossate alla porta del Paradiso, antistante il duomo, sono presenti due colonne in porfido, che vennero donate da Pisa a Firenze come ringraziamento per l'aiuto offerto contro i Lucchesi nel 1117, quando questi avevano cercato di espugnare la città portuale mentre il grosso del suo esercito era impegnato nella presa delle Baleari ai Saraceni. Queste colonne, chiamate appunto anche "saracene", vennero scelte nel bottino di guerra preso agli Arabi e a lungo posizionate libere nella piazza, ma a seguito di una rovinosa caduta, che in parte le scalfì (e richiesero i numerosi anelli di rinforzo che ancora si vedono), vennero poste nella posizione attuale. Una leggenda popolare voleva che col loro riflesso le colonne fossero in grado di smascherare ladri, falsari e traditori; ma i Pisani, per non avvantaggiare troppo la città amica, ma anche rivale, affumicarono la superficie delle colonne privandole del loro potere. Da qui nacque il detto "Fiorentini ciechi e Pisani traditori".

#### Unità di misura
Sul lato sud invece si trovano sulle colonne ai lati della porta sud due rettangoli in leggero bassorilievo. Sarebbero due misure di lunghezza in uso nell'Alto Medioevo: il piede longobardo ("piede di Liutprando") e quello detto "fiorentino" (ma è possibile che fossero anche forme per lo standard di tegole o mattoni).

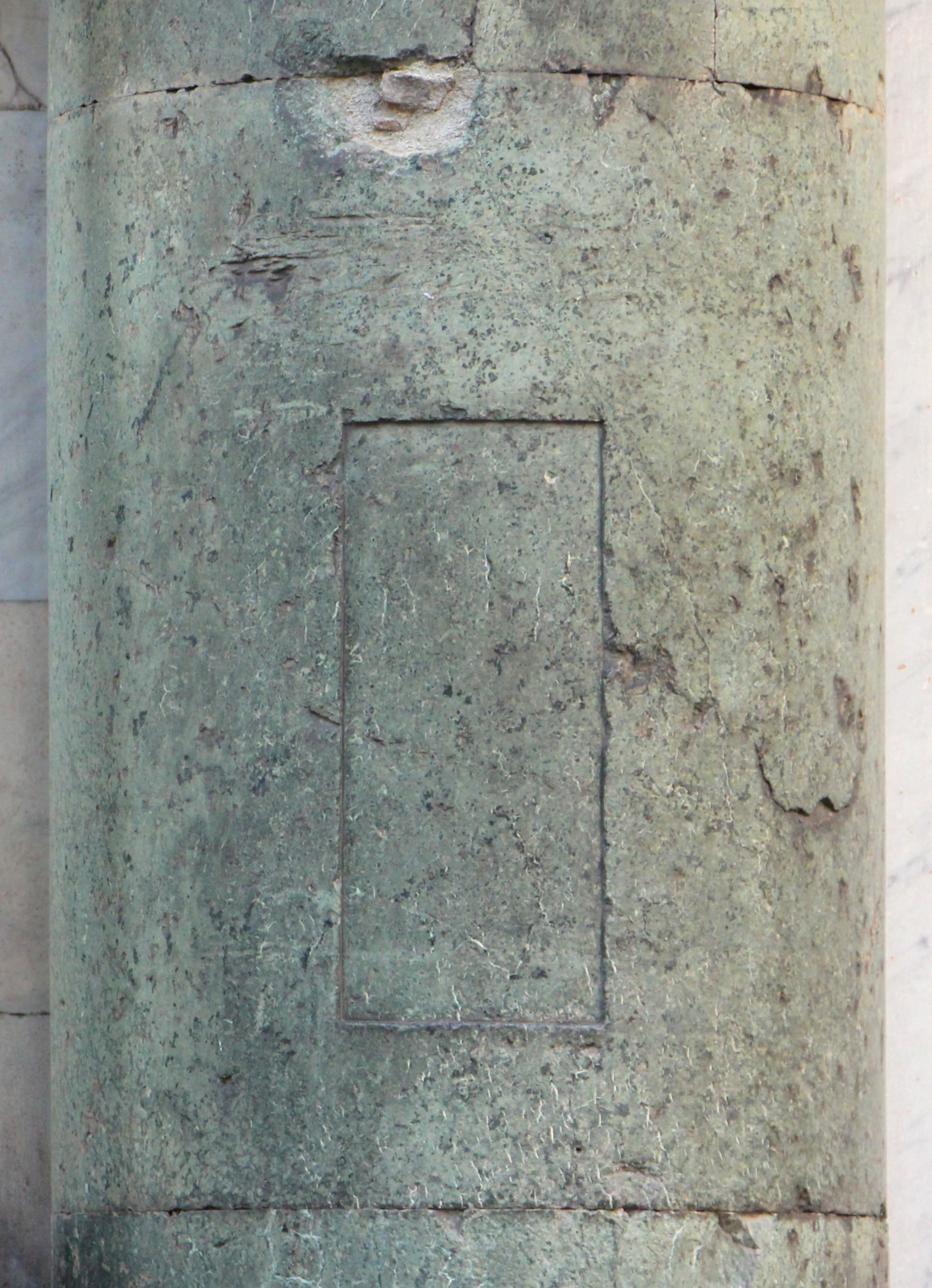
Il cosiddetto "piede di Liutprando"
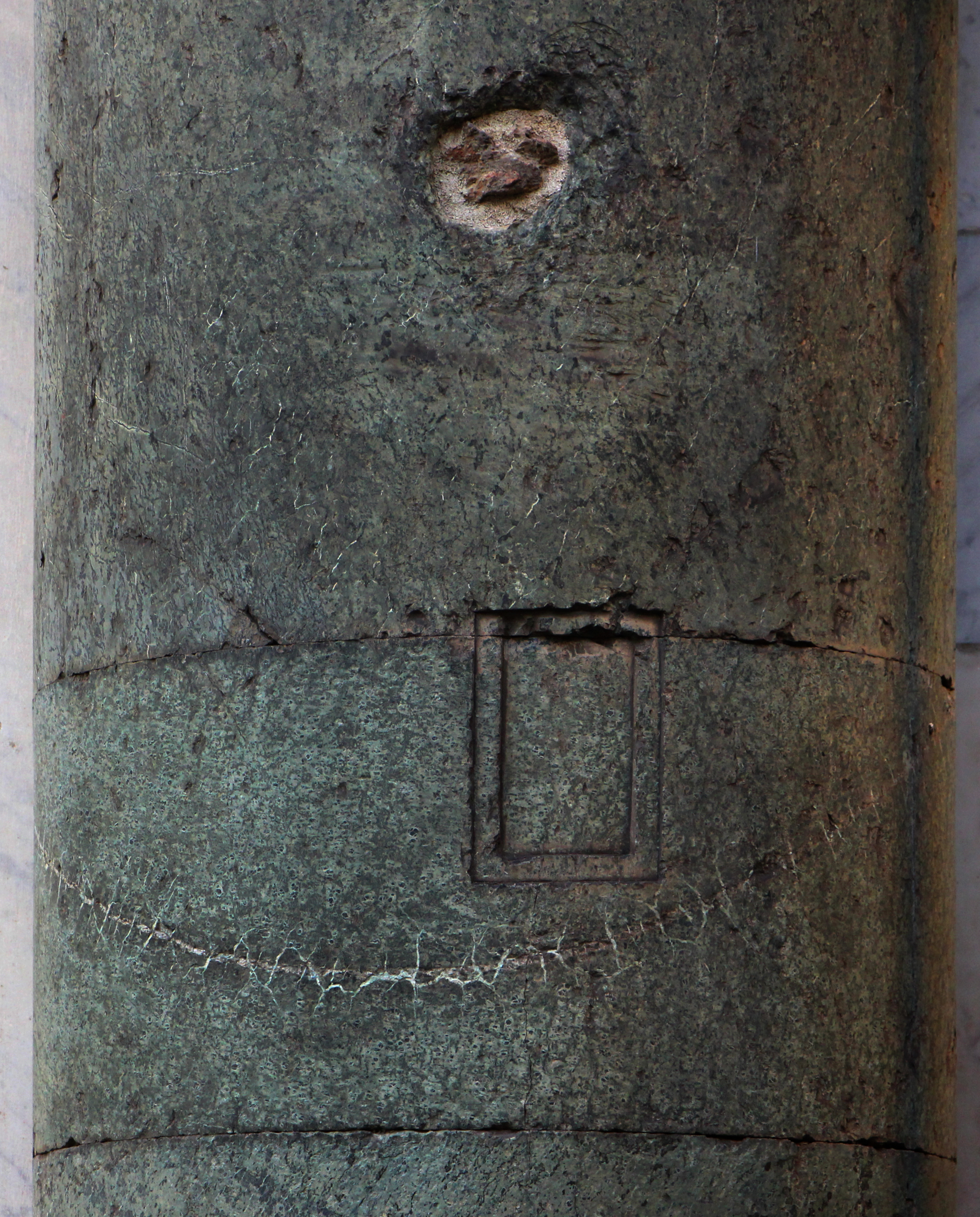
La misura detta "fiorentina"

#### Il sarcofago del mercante di vino

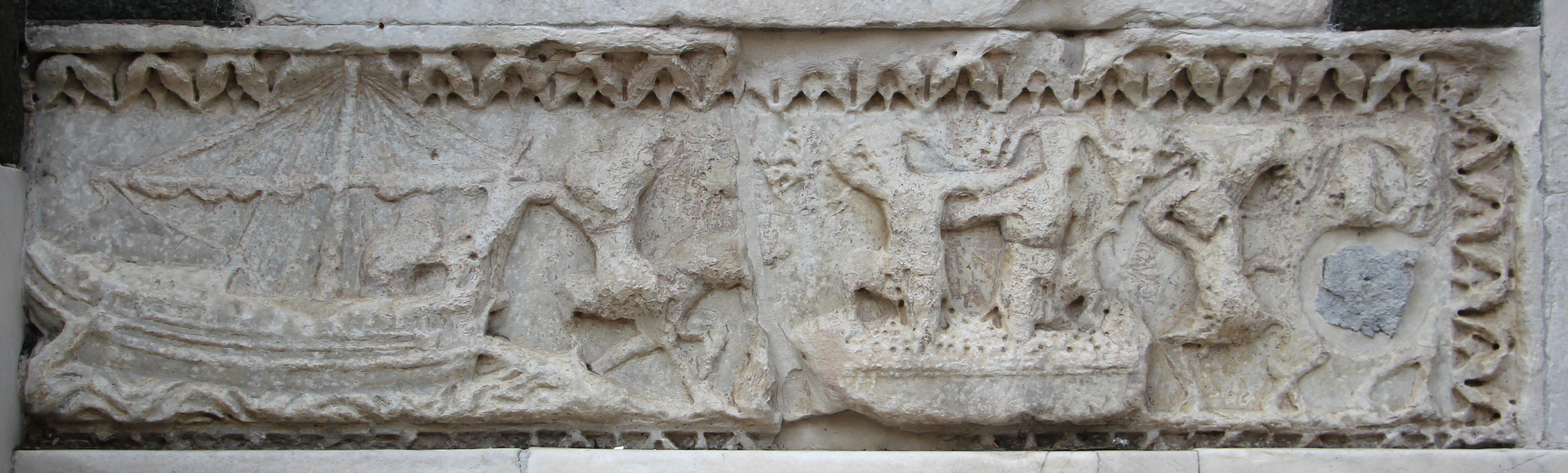
Il sarcofago del mercante di vino

Poco più avanti, sul lato sud vicino all'abside, si vede incassato alla base, sull'esterno, un sarcofago romano scolpito, con una scena di navi e persone, probabilmente la rappresentazione della vendemmia e del carico di botti su una nave: dovette appartenere a un mercante di vino che lo esportava anche via mare.

### Interno

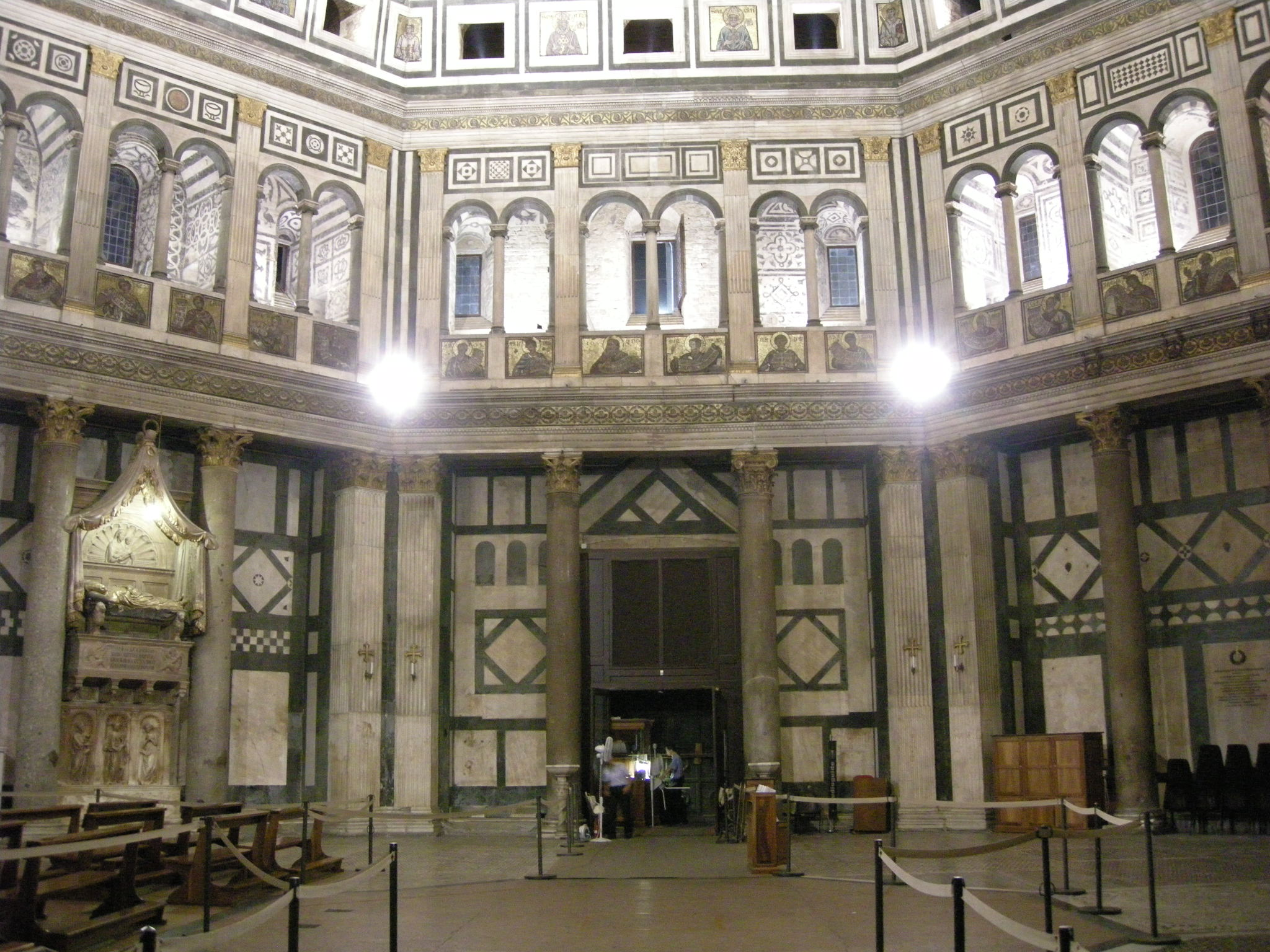
Interno del lato nord

L'interno è a pianta ottagonale, con un diametro di 25,6 metri. La decorazione interna è ispirata agli edifici romani, come il Pantheon, con un ampio uso di specchiature marmoree policrome. È suddivisa, come all'esterno, in tre fasce orizzontali, la più alta però coperta dalla cupola, mentre la fascia mediana è occupata dai matronei. Inferiormente le pareti sono suddivise verticalmente in tre zone per mezzo di lesene e di colonne monolitiche in granito e in marmo cipollino di spoglio (come gran parte dei marmi del rivestimento), con capitelli dorati che reggono l'architrave. Le pareti, tripartite da colonne e raccordate agli angoli da doppi pilastri scanalati in marmo, presentano un rivestimento marmoreo a due colori alternati in fasce e altre forme, bianco di Carrara e verde di Prato. Sopra le bifore si trovano tarsie geometriche, databili a prima del 1113, a giudicare dall'iscrizione sul sarcofago del vescovo Ranieri.
Il fonte battesimale in origine occupava il centro del pavimento, dove si trova un ottagono in cocciopesto. Il pavimento presenta tarsie marmoree di grande pregio, di gusto orientalizzante, con motivi geometrici, fitomorfi e zoomorfi spesso legati ad animali di fantasia, ispirati ai tessuti provenienti dal Mediterraneo meridionale e orientale. Essi furono realizzati in tutta probabilità dalle stesse maestranze che lavorarono anche, fino al 1207, in San Miniato al Monte.

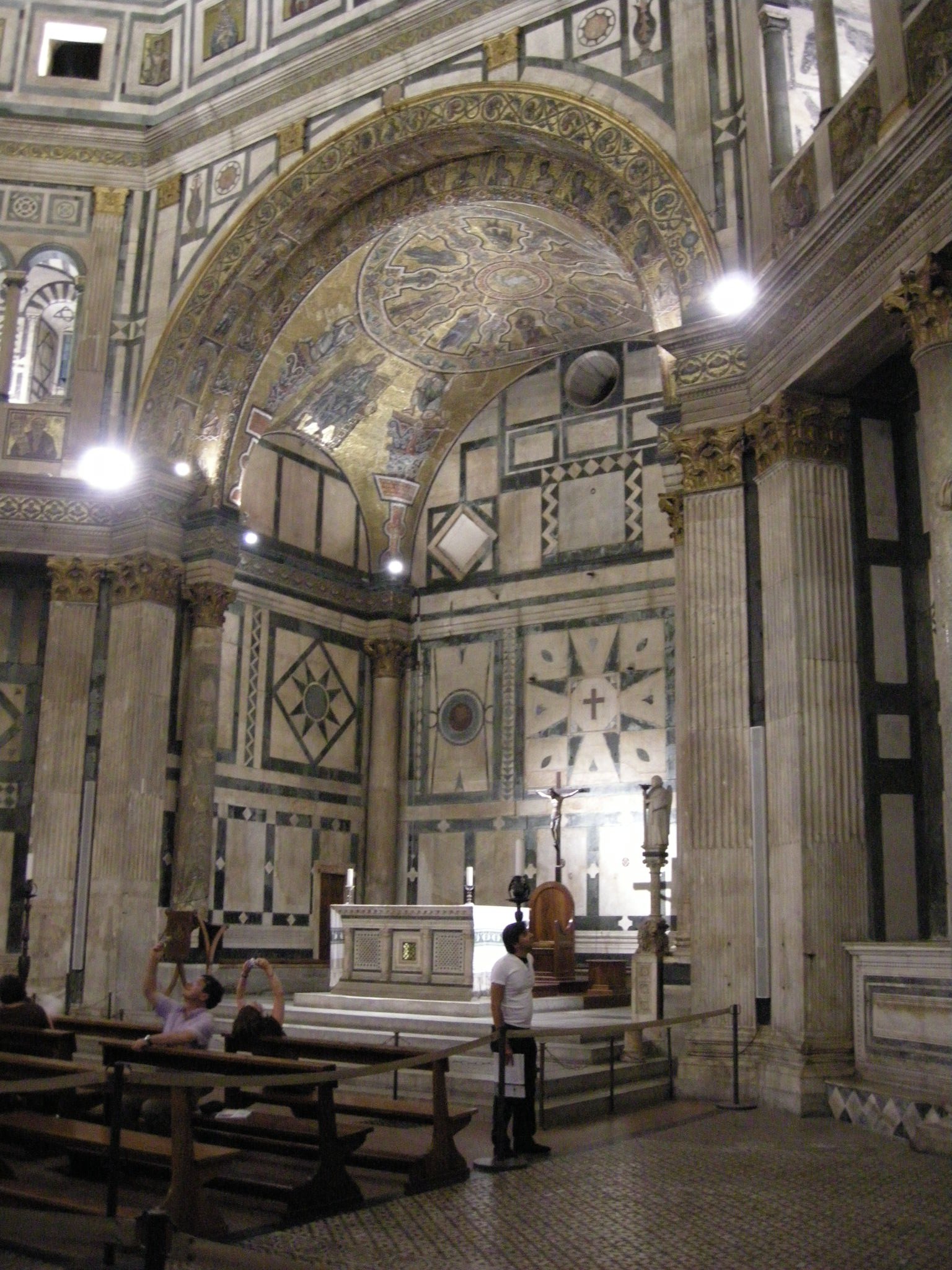
L'abside e l'altare maggiore

Dal 1048, su iniziativa di Strozzo Strozzi, esisteva nel battistero un orologio solare: attraverso un foro praticato nella cupola, i raggi solari colpivano nel corso dell'anno i segni dello zodiaco su una lastra di marmo collocata presso la porta nord, il riquadro zodiacale che oggi è in corrispondenza della porta est, in seguito al rifacimento del XIII secolo. Sulla lastra è riportato il verso palindromo "en giro torte sol ciclos et rotor igne".
Un'altra caratteristica del battistero che non ha riscontri nell'architettura romanico-gotica è la relazione architettonica tra le facciate, che – sia all'interno sia all'esterno – non sono raccordate da nodi strutturali (gli attuali pilastri bicolori esterni sono un rifacimento: in origine erano in arenaria e separavano le facciate contigue incrostate di marmi), ma sono invece intese come unità bidimensionali indipendenti e solo accostate – all'interno addirittura separate da un vuoto angolare – in modo da esaltare l'architettura del battistero come puro solido geometrico.
Dante cita il battistero nella sua Divina Commedia: nel XIX canto dell'Inferno:
Non mi parean [i fori] men ampi né maggiori /che que' che son nel mio bel San Giovanni, /fatti per loco de' battezzatori (versi 16-18). Egli inoltre dice che una volta, per salvare un ragazzo che rischiava di affogare, fu costretto a rovesciare una delle pozze dove si battezzavano i fanciulli, rompendone il bordo. Questa frattura, secondo i cronisti fiorentini, era ancora visibile quando le fonti battesimali vennero distrutte nel 1576.
L'altare maggiore è in stile neoromanico e venne creato da Giuseppe Castellucci ai primi del XX secolo recuperando frammenti originali e sostituendo il precedente altare barocco di Girolamo Ticciati con gruppo scultoreo raffigurante il Battesimo di Cristo e angeli (1732, oggi esposto nel Museo dell'Opera del Duomo). Davanti all'altare una grata lascia intravedere i sotterranei, in cui si trovano gli scavi della domus romana con pavimenti a mosaici geometrici, venuta alla luce durante gli scavi del 1912-1915.

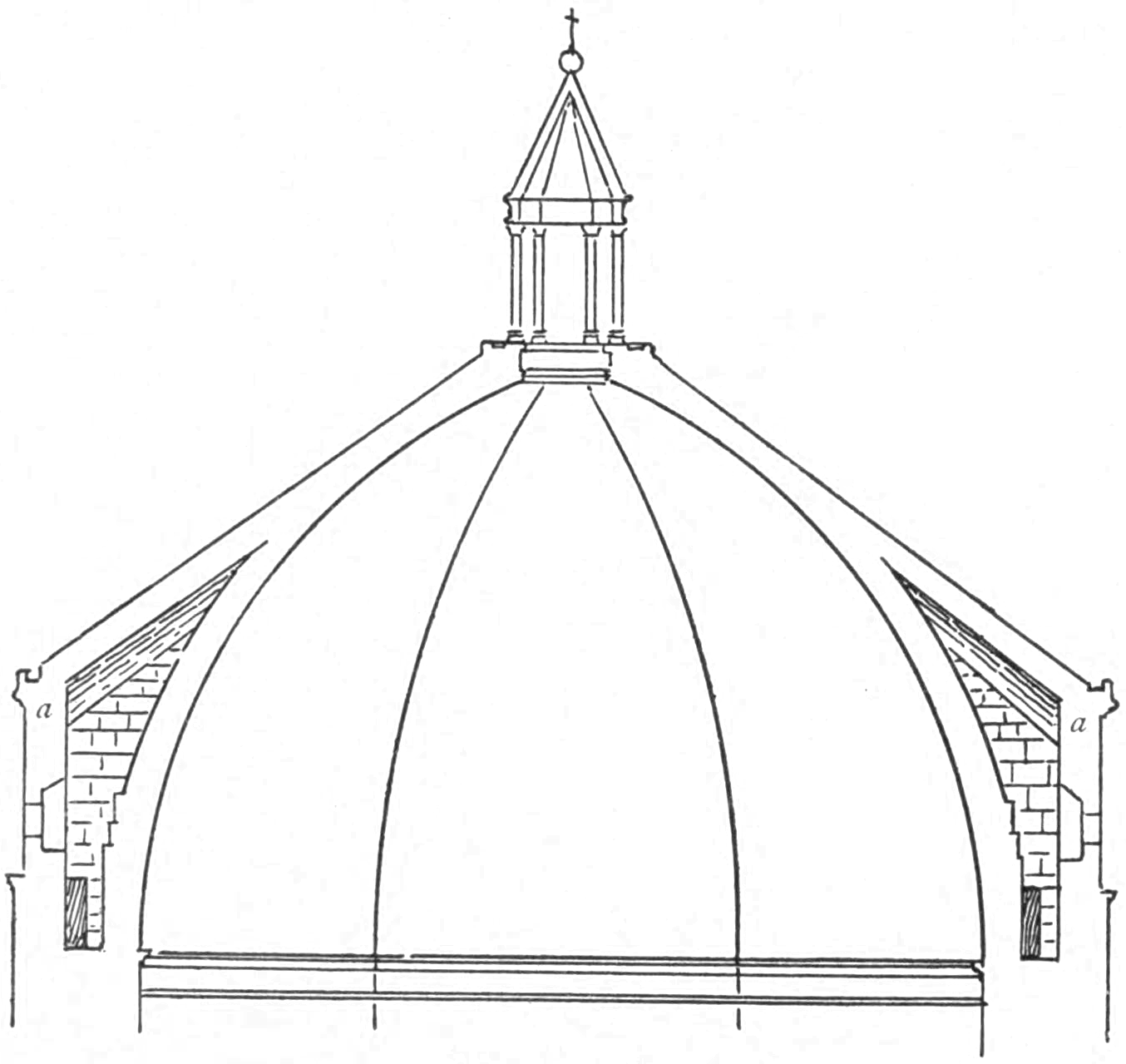
Sezione della cupola
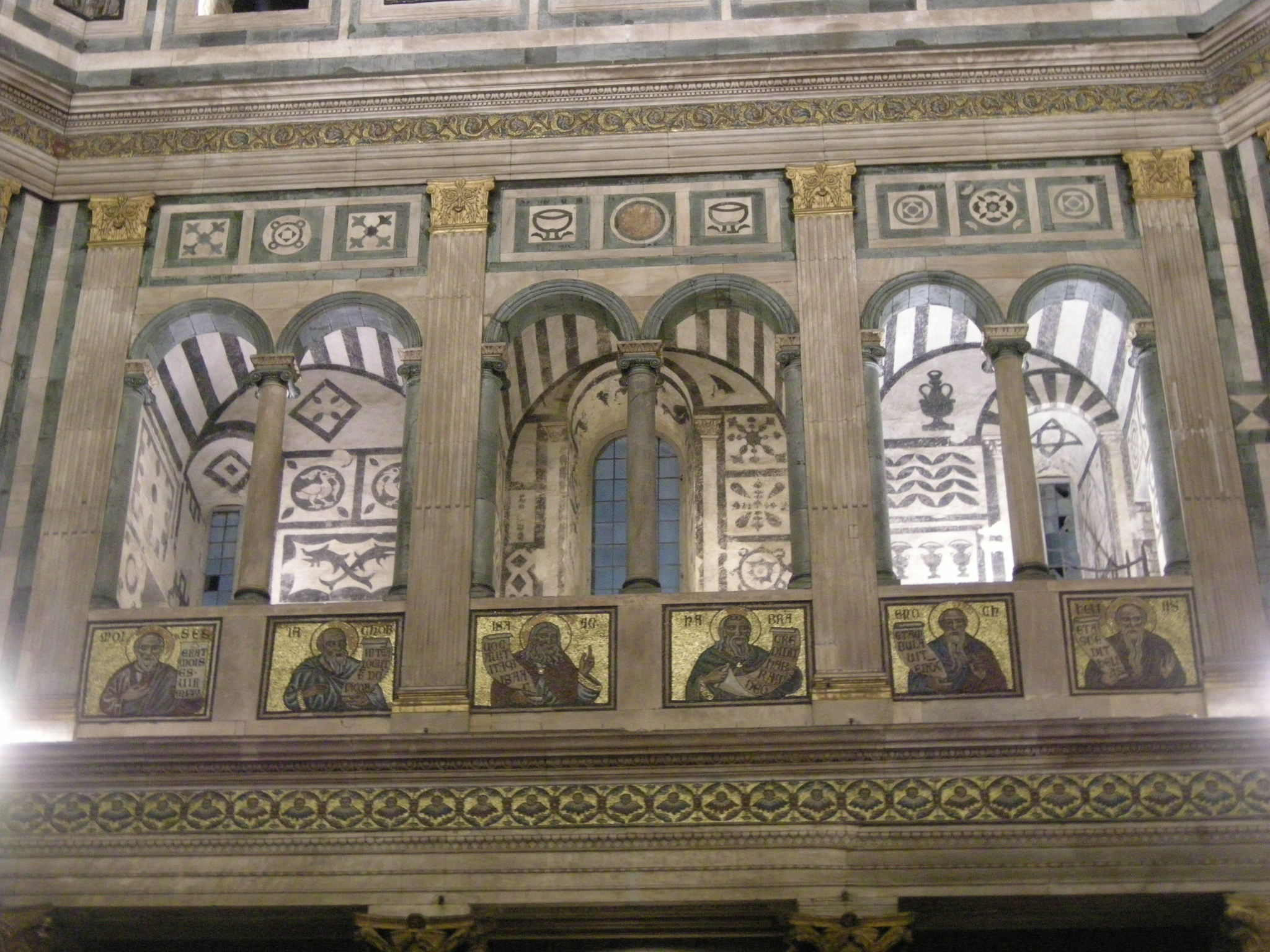
Il matroneo sud-occidentale
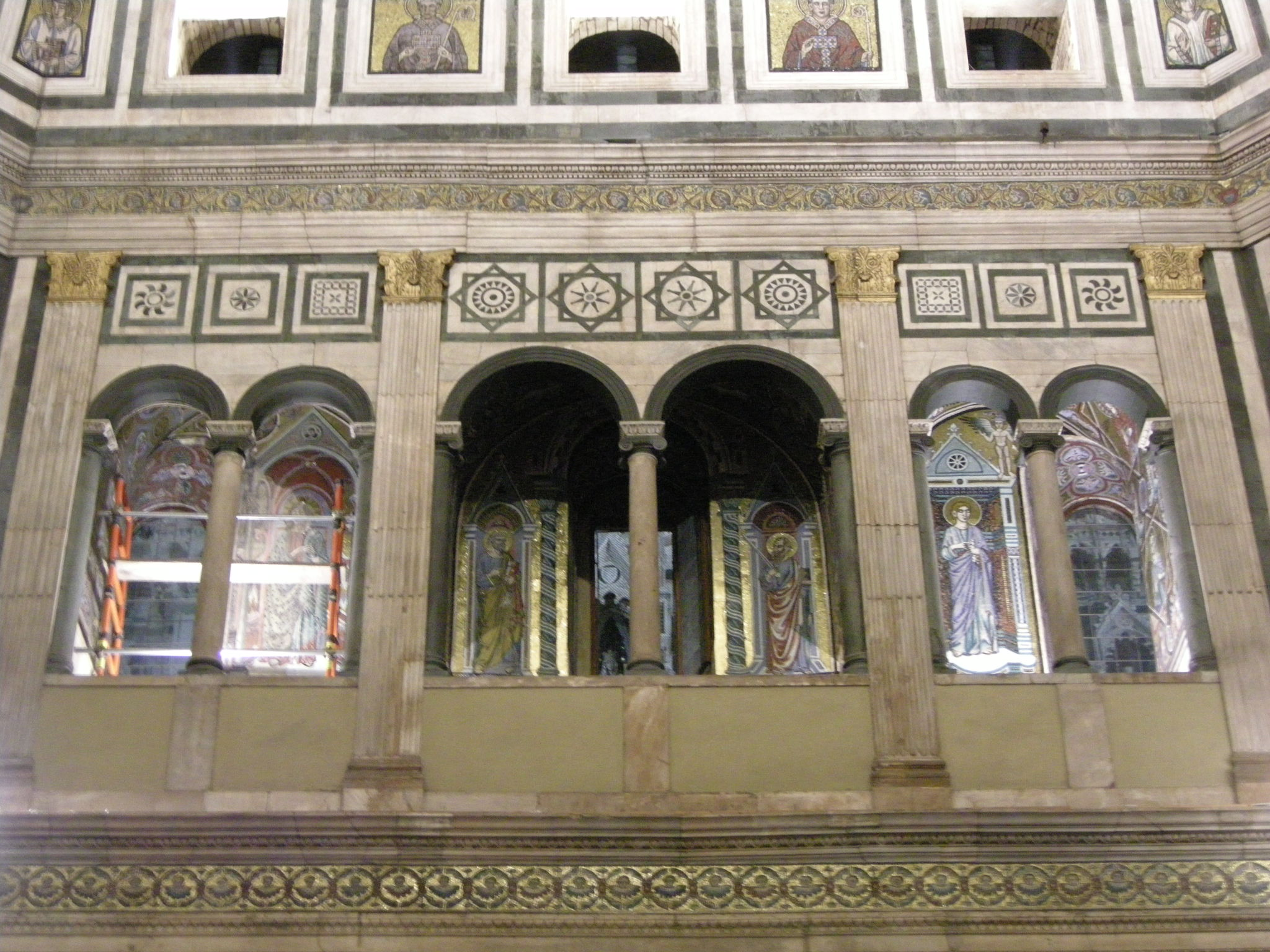
Il matroneo orientale
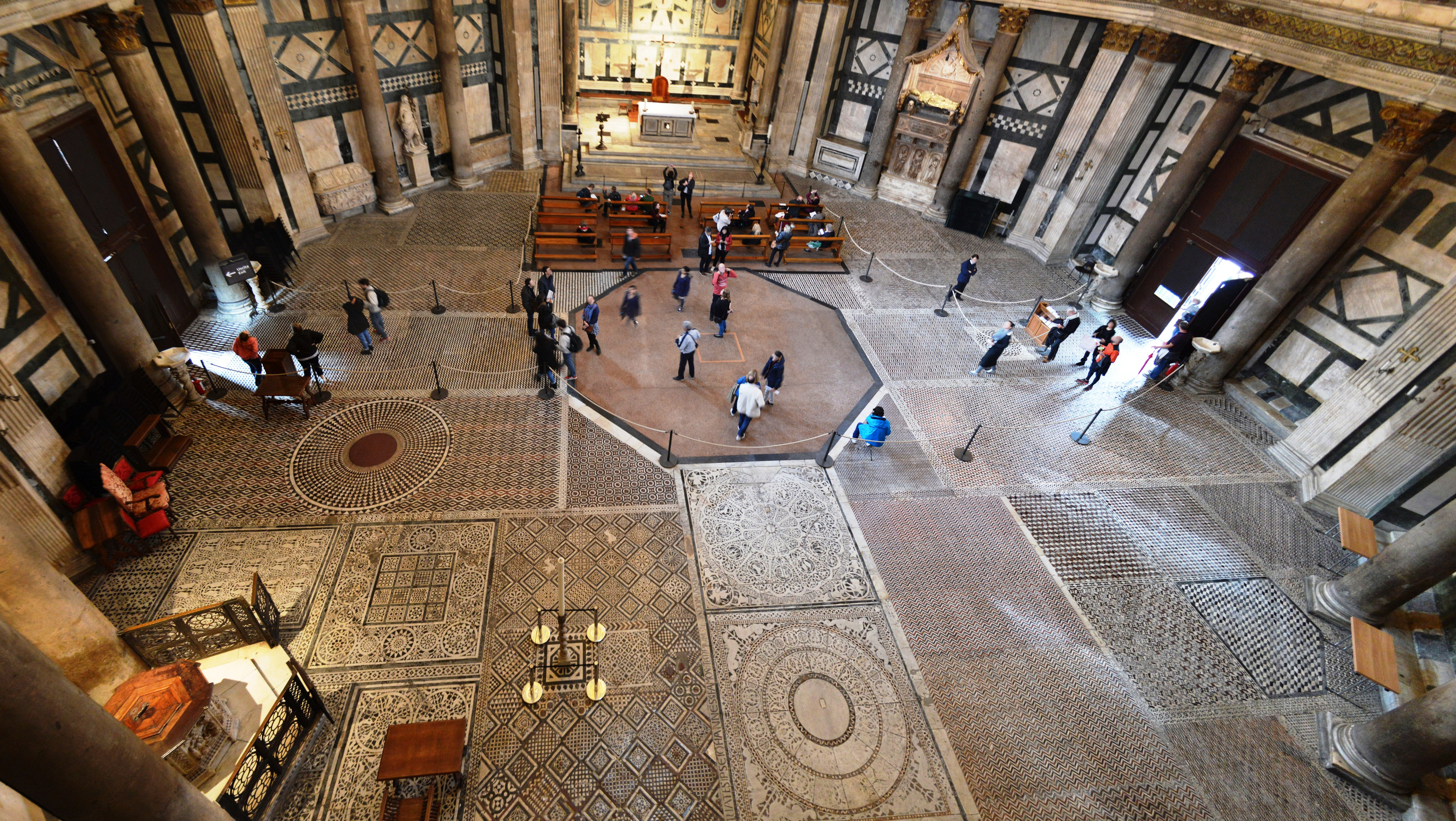
Pavimento
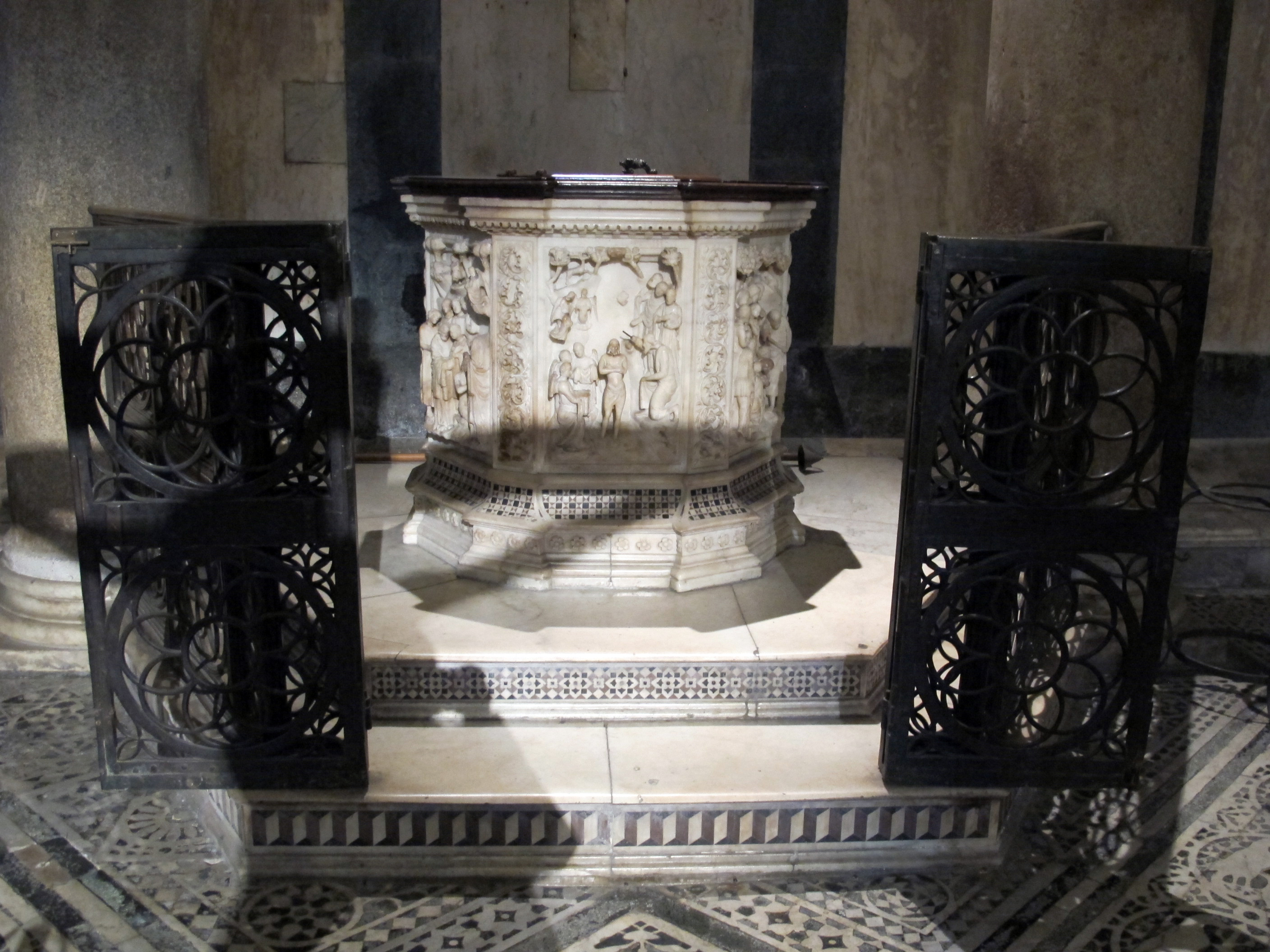
Fonte battesimale
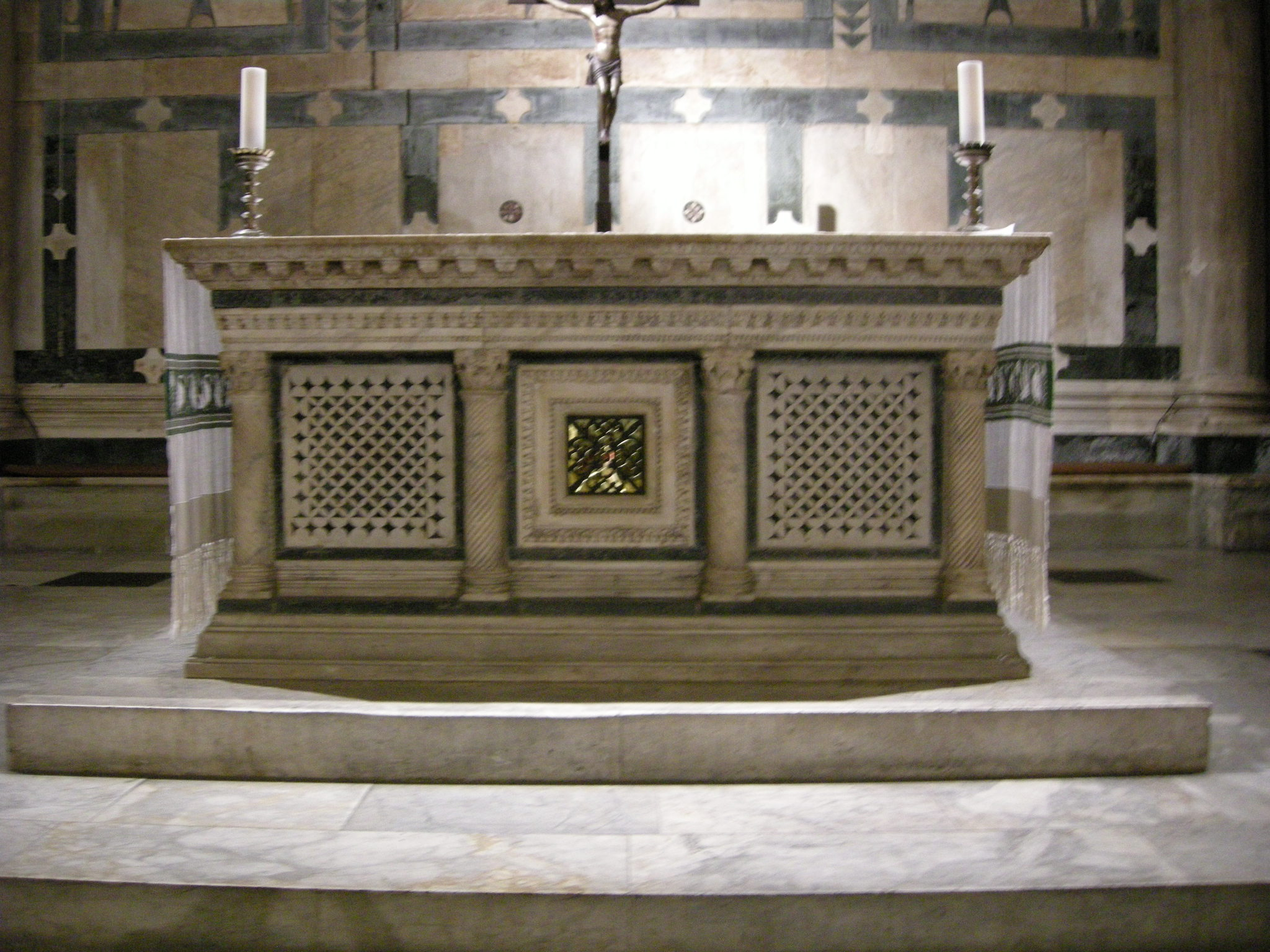
Altare maggiore

#### Mosaici

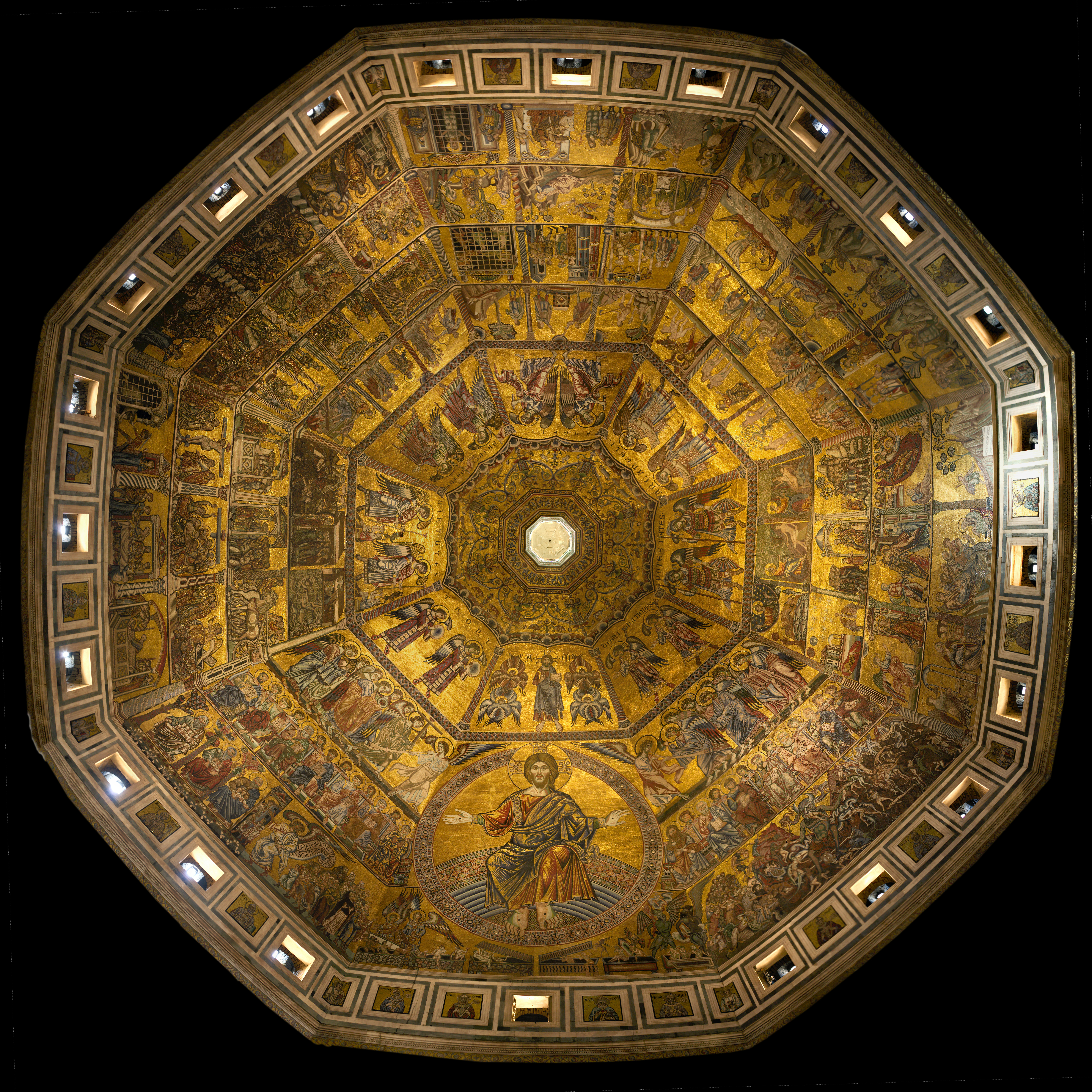
I mosaici della cupola

I mosaici più antichi sono quelli della volta dell'abside: vennero realizzati a partire dal 1225 dal frate francescano Jacopo. Al centro, entro una struttura a ruota decorata con elementi vegetali, è raffigurato l'Agnus Dei circondato dalla Madonna e da Apostoli e Profeti; ai due lati, San Giovanni Battista in trono (a sinistra) e la Madonna col Bambino in trono (a destra).
Il rivestimento a mosaico della cupola fu impresa difficile e dispendiosa; i lavori iniziarono forse intorno al 1270 e si conclusero agli inizi del secolo successivo. Presenta otto spicchi ed è rivestita da mosaico su fondo dorato. Su una fascia superiore sono raffigurate le Gerarchie angeliche; su tre degli spicchi è raffigurato il Giudizio universale, dominato dalla grande figura del Cristo giudice: sotto i suoi piedi avviene la resurrezione dei morti, alla sua destra i giusti sono accolti in cielo dai patriarchi biblici, mentre alla sua sinistra si trova l'inferno con i suoi diavoli.
Gli altri cinque spicchi sono suddivisi in altri quattro registri orizzontali, dove sono raffigurate a partire dall'alto: Storie della Genesi, Storie di Giuseppe, Storie di Maria e di Cristo e Storie di San Giovanni Battista. Furono impiegate, secondo alcuni, maestranze veneziane, coadiuvate sicuramente da importanti artisti locali che fornirono i cartoni, come Coppo di Marcovaldo, autore dell'Inferno, Meliore per alcune parti del Paradiso, il Maestro della Maddalena e Cimabue, cui sono attribuite le prime Storie del Battista.
I mosaici dei matronei furono eseguiti tra il 1300 e il 1330 e raffigurano, sulle pareti e sulla volta, Angeli e Santi. Al di sopra delle bifore del matroneo, nell'aula, entro i relativi riquadri si trovano mosaici con Santi (attribuiti a Lippo di Corso, fine del XIV secolo) e Profeti e Patriarchi (Gaddo Gaddi, fine del XIII secolo).

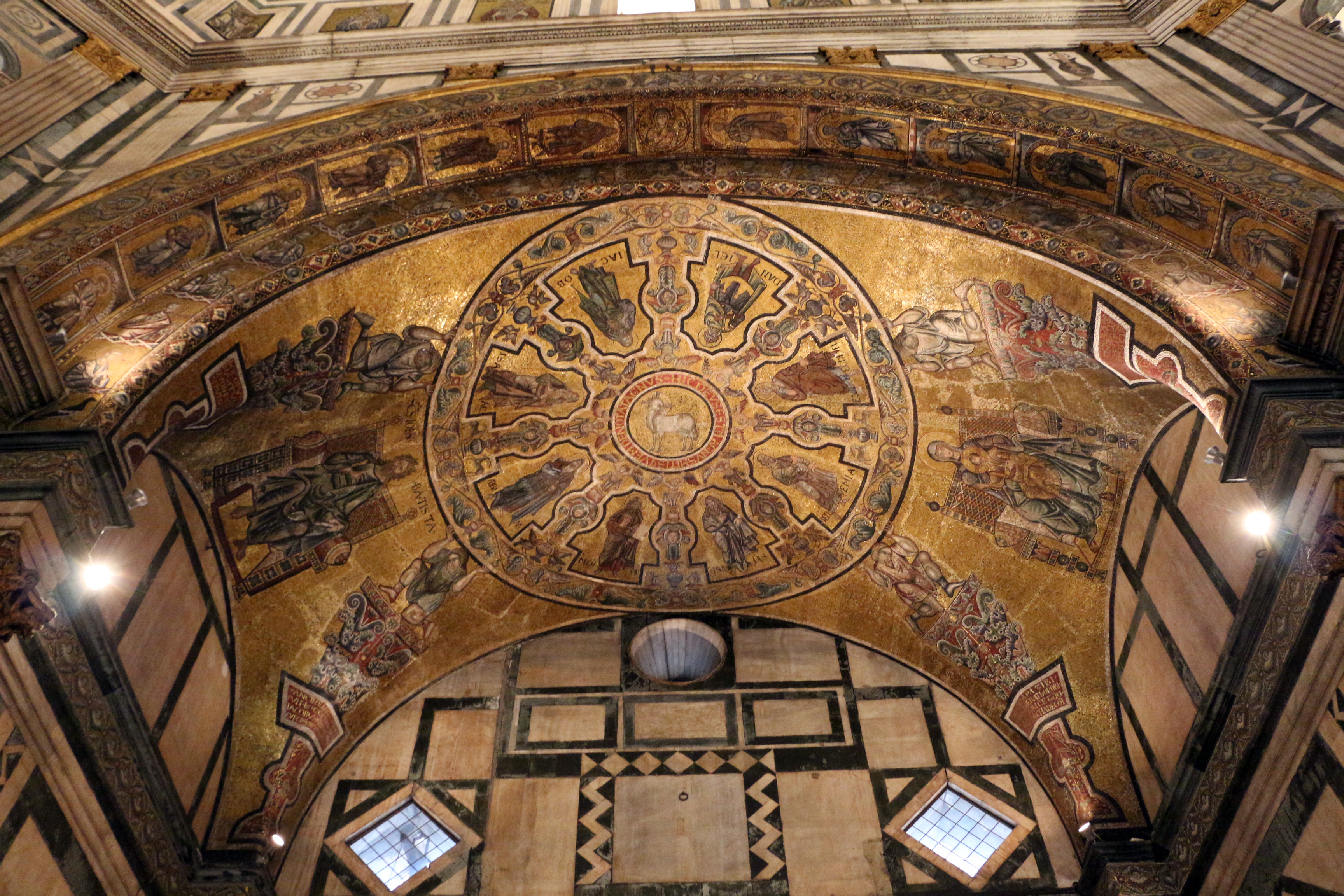
I mosaici dell'abside
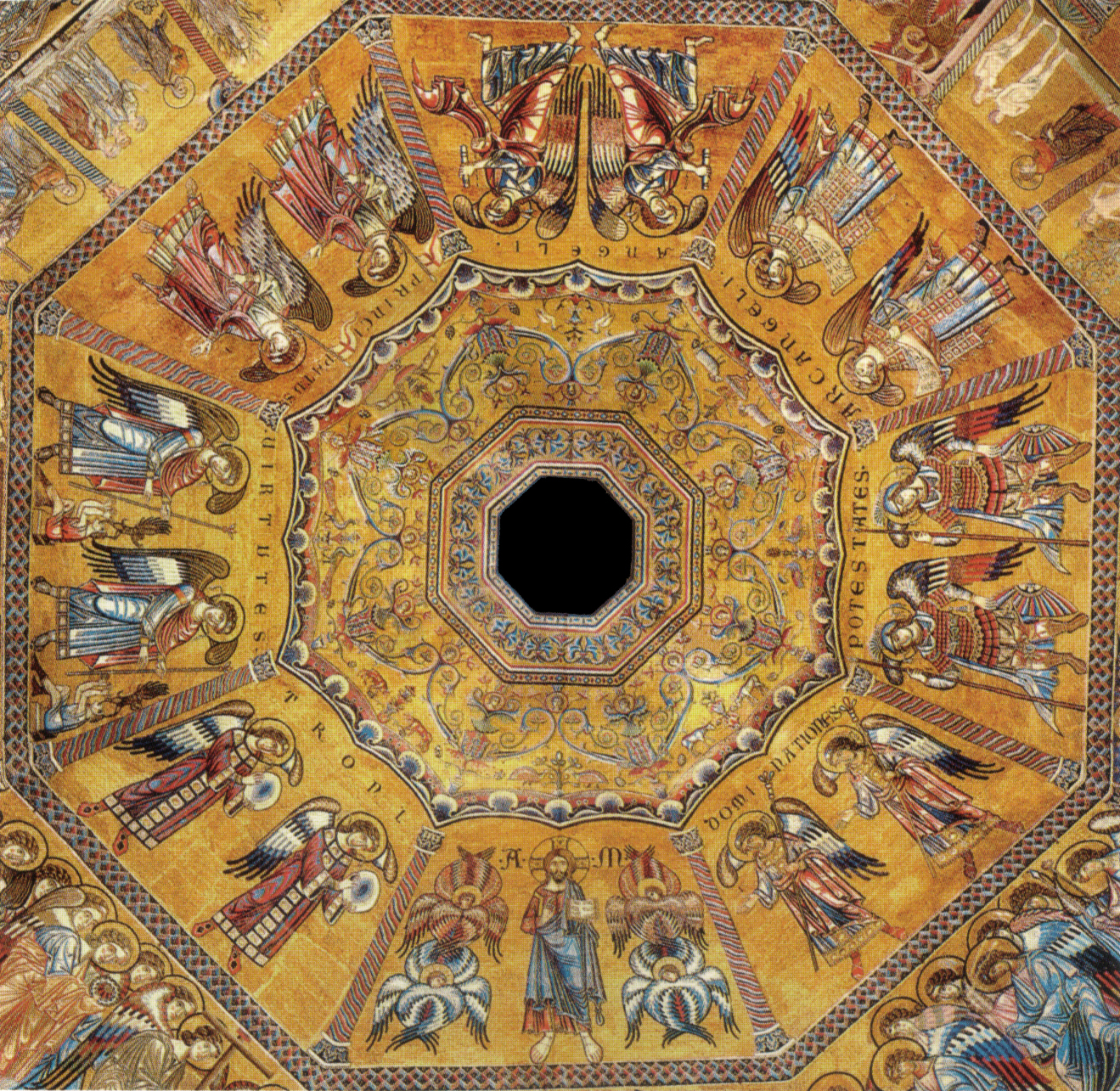
Gerarchie angeliche
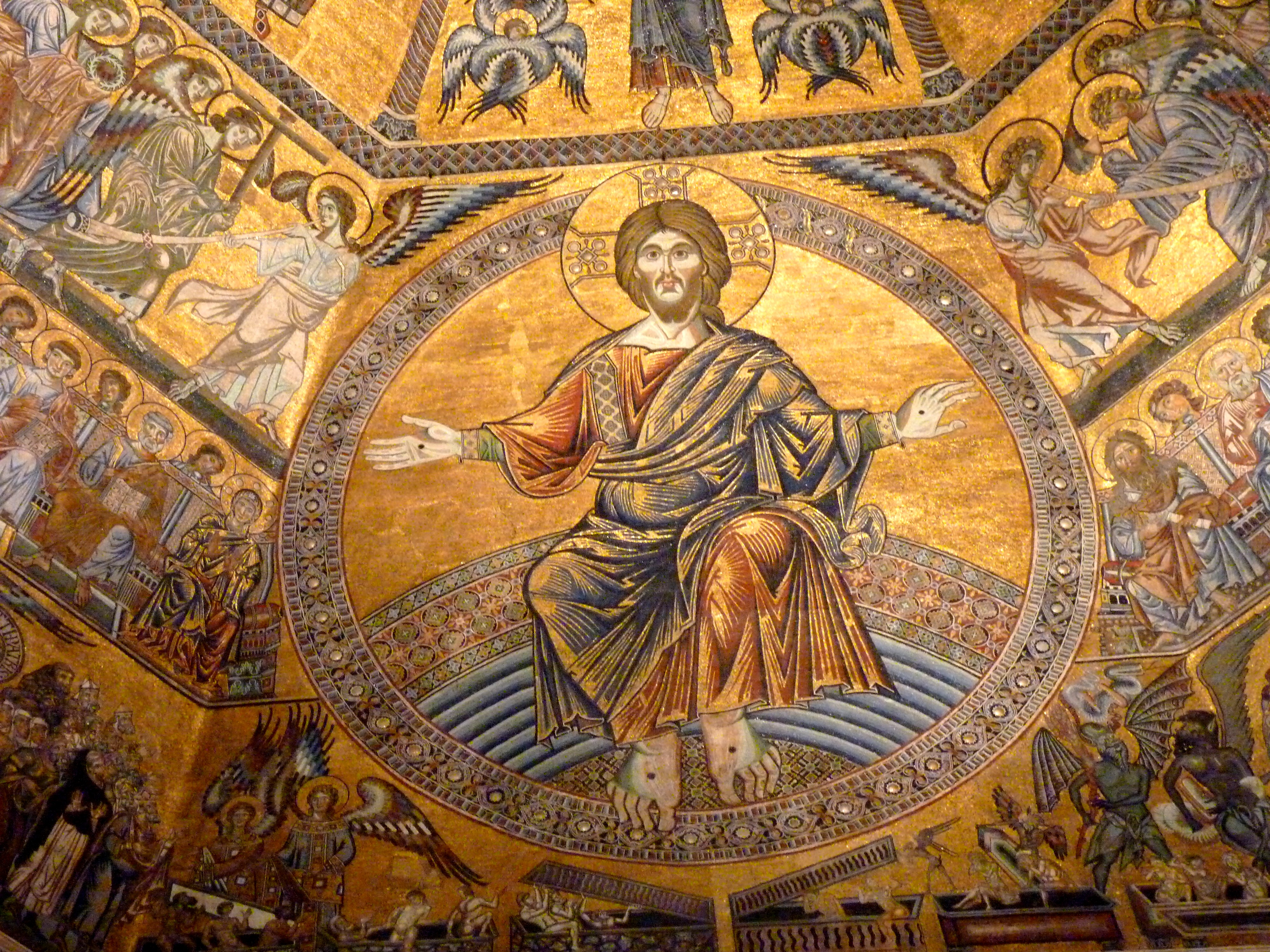
Cristo giudice
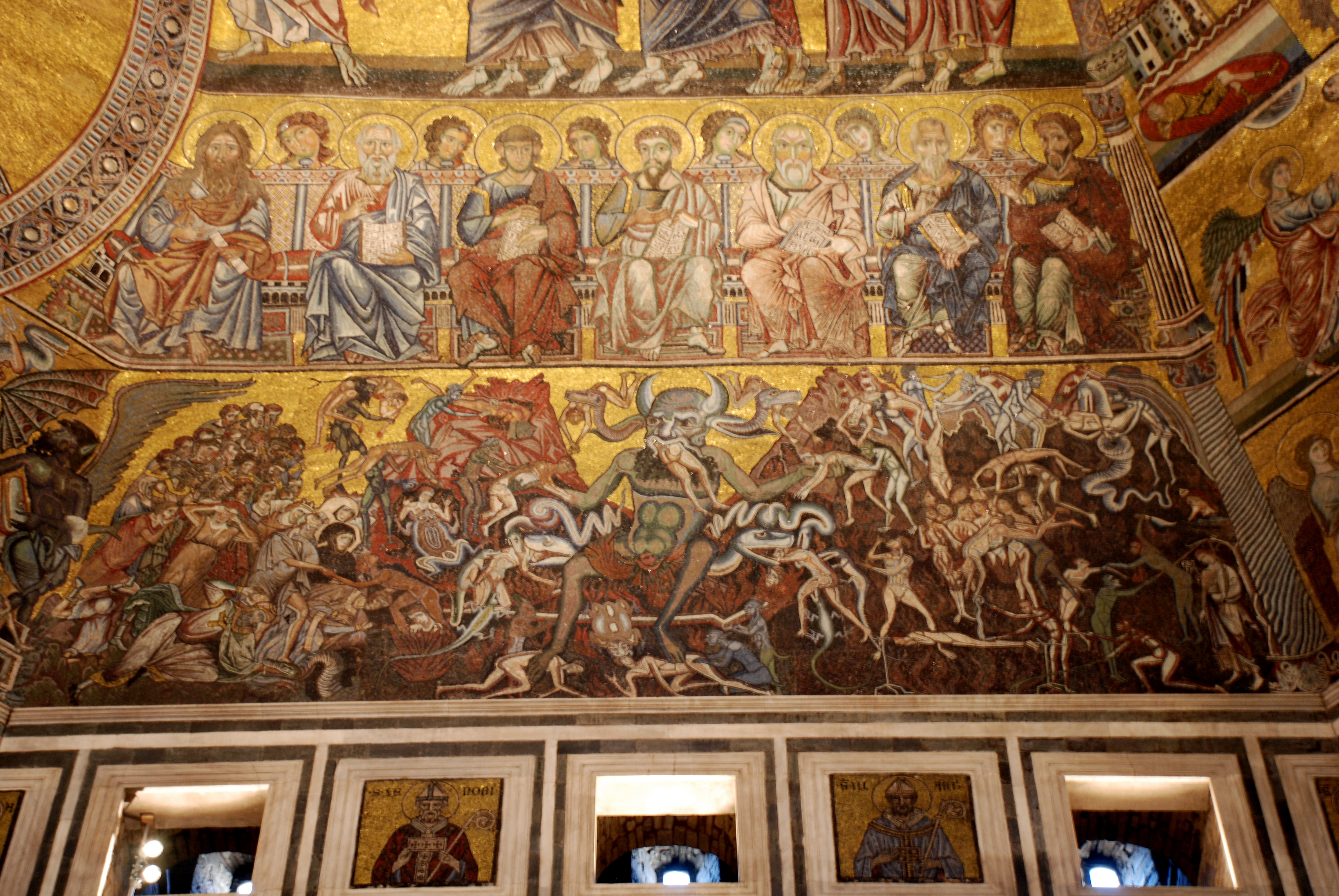
Apostoli e Inferno
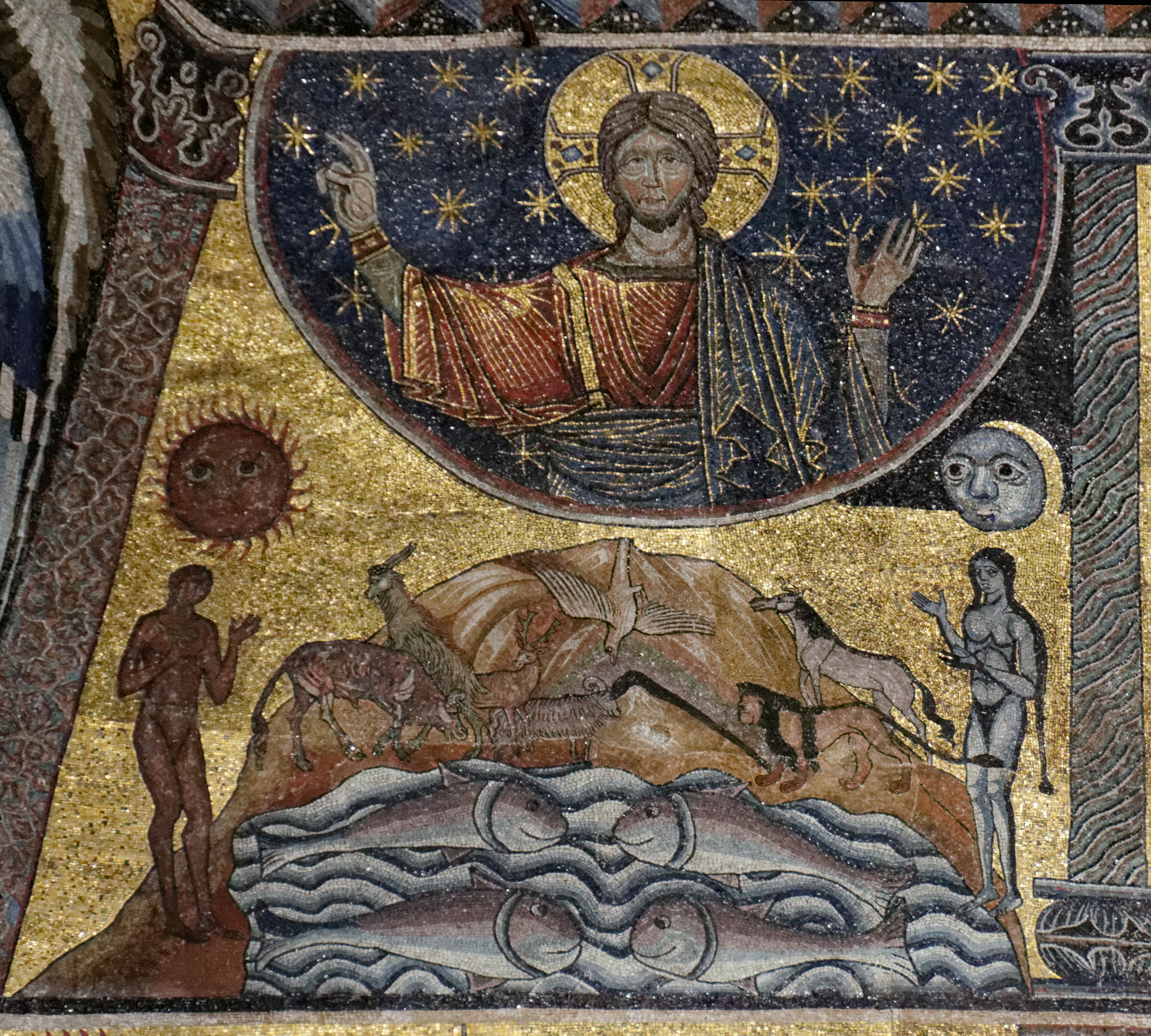
Creazione degli elementi
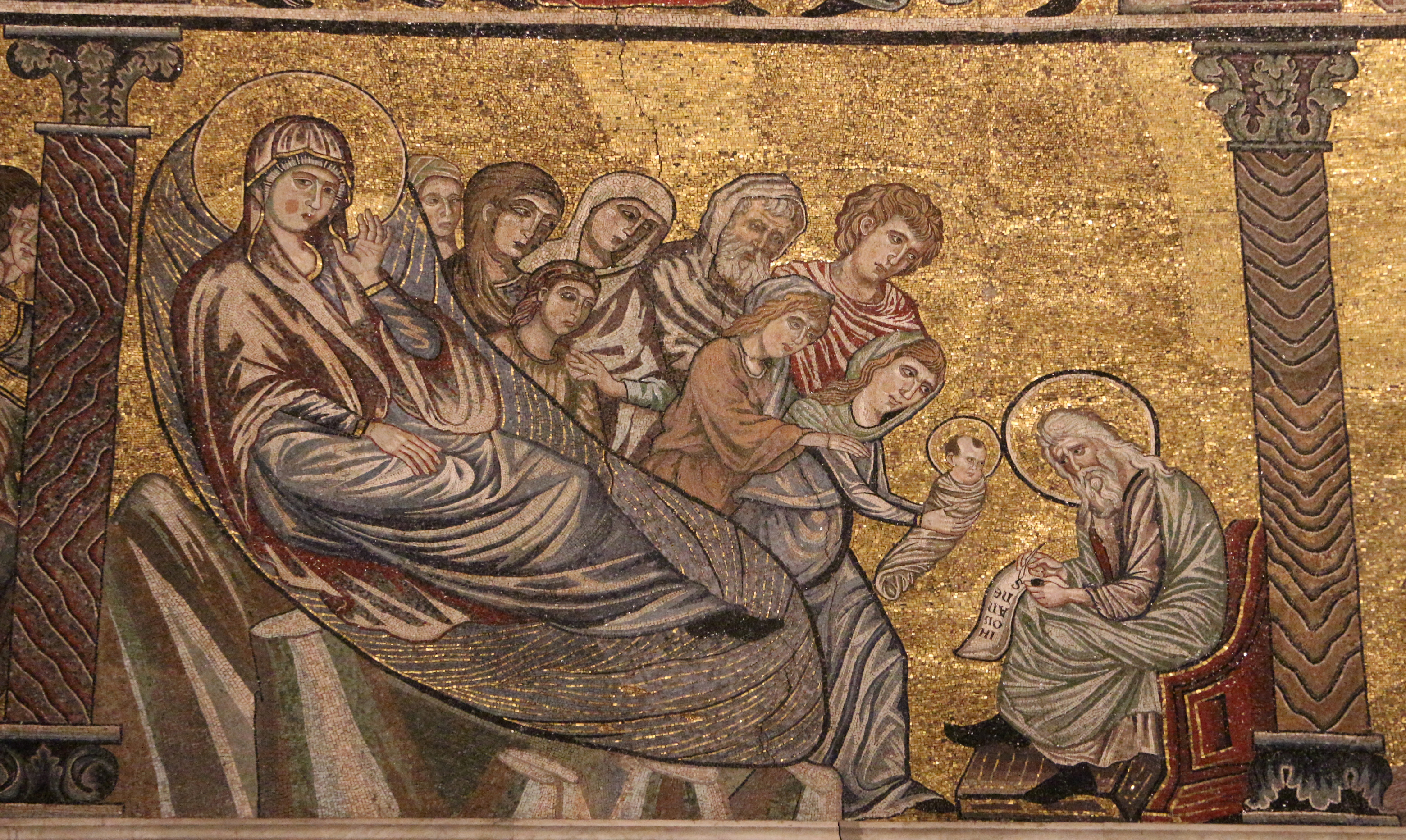
Nascita del Battista

#### Altre opere

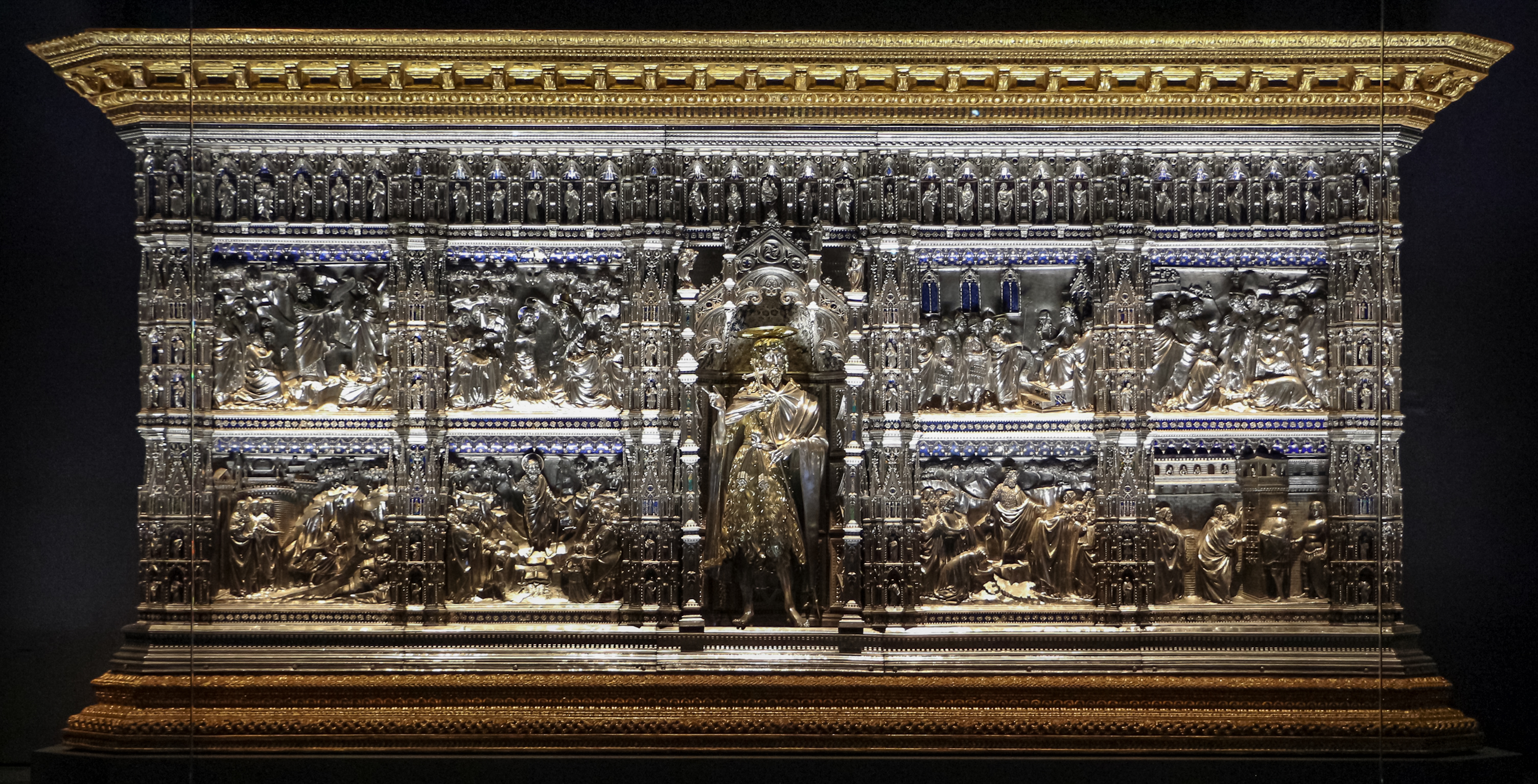
L'altare argenteo, attualmente esposto presso il Museo dell'Opera del Duomo

All'interno si trovano due sarcofagi romani: uno detto "della fioraia", da un soggetto del bassorilievo, dove venne sepolto il vescovo Giovanni da Velletri, e uno con scena di caccia al cinghiale, con un coperchio cinquecentesco con stemma Medici aggiunto quando venne reimpiegato come sepoltura di Guccio de' Medici, Gonfaloniere di Giustizia nel 1299. Tra questi sarcofagi si trova una statua del Battista di Giovanni Piamontini (1688 circa) donata da Cosimo III de' Medici. Sulla parete destra dell'abside si conserva il monumento funebre del vescovo Ranieri, costituito da un sarcofago con un'iscrizione del 1113 in esametri leonini.
A destra dell'abside il monumento funebre dedicato a Baldassarre Cossa, l'antipapa Giovanni XXIII, morto a Firenze nel 1419, eseguito da Donatello e Michelozzo tra il 1422 e il 1428. L'angelo reggicandela a destra dell'altare, posto su una colonnina con base leonina, è di Agostino di Jacopo e risale al 1320. Il candelabro per il cero pasquale è pure attribuito allo stesso autore. Ai lati delle porte tre coppie di acquasantiere su colonne tortili. Il fonte battesimale, fatto principalmente di un unico blocco marmoreo, è attribuito a un seguace di Andrea Pisano (1371) e mostra sei bassorilievi con Scene di battesimo.
Vi era esposta anche la Maddalena penitente, scolpita da Donatello in legno. Danneggiata nell'alluvione del 1966 l'opera è attualmente esposta nel Museo dell'Opera del Duomo. Perduto è invece l'affresco con San Giovanni al di sopra della porta sud, opera del 1453 di Alesso Baldovinetti. Per il battistero erano stati realizzati inoltre l'altare argenteo e il Parato di San Giovanni (su disegno di Antonio del Pollaiolo), tutte opere al museo dell'Opera.

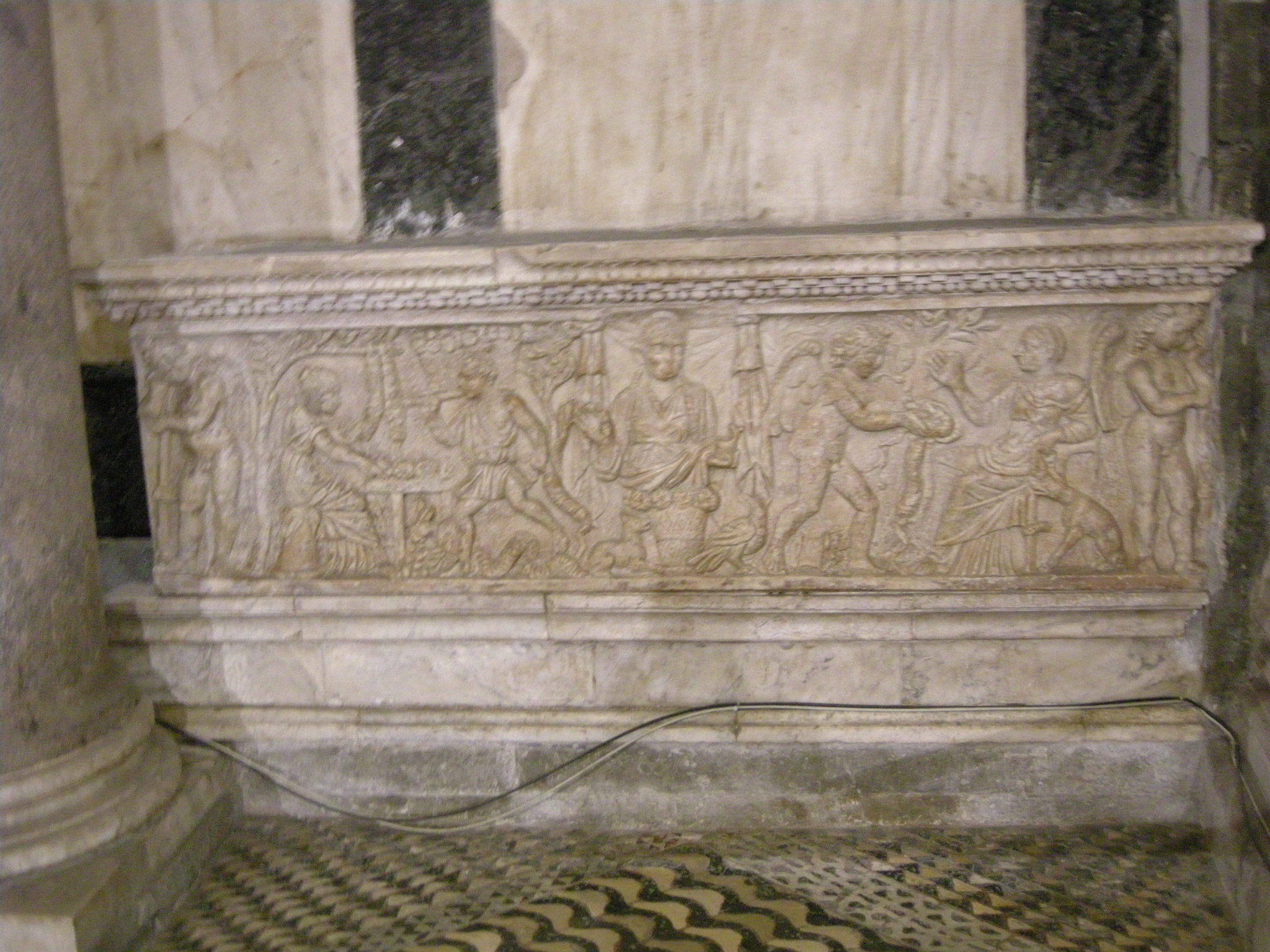
Sarcofago "della fioraia"
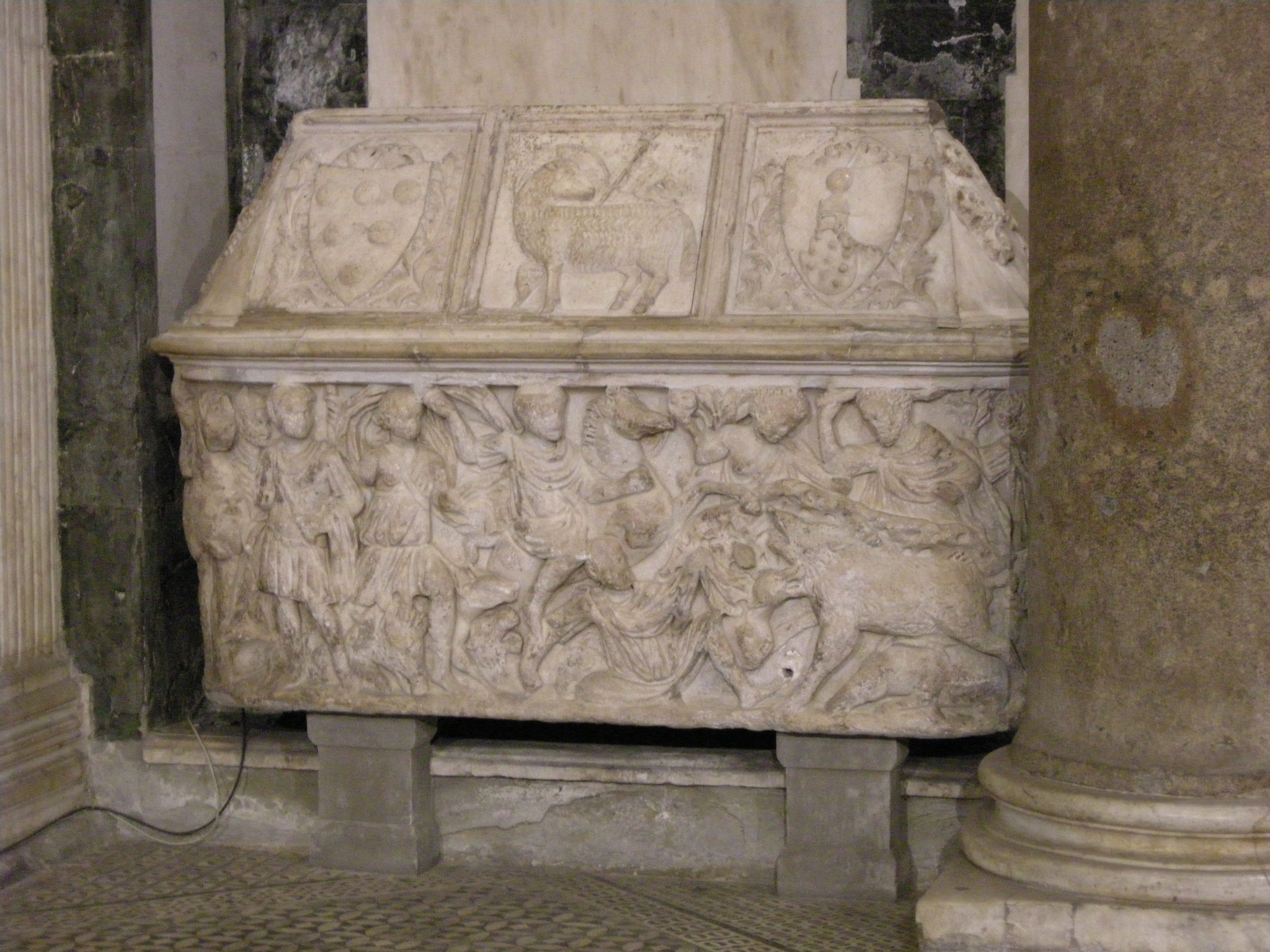
Sarcofago con scena di caccia
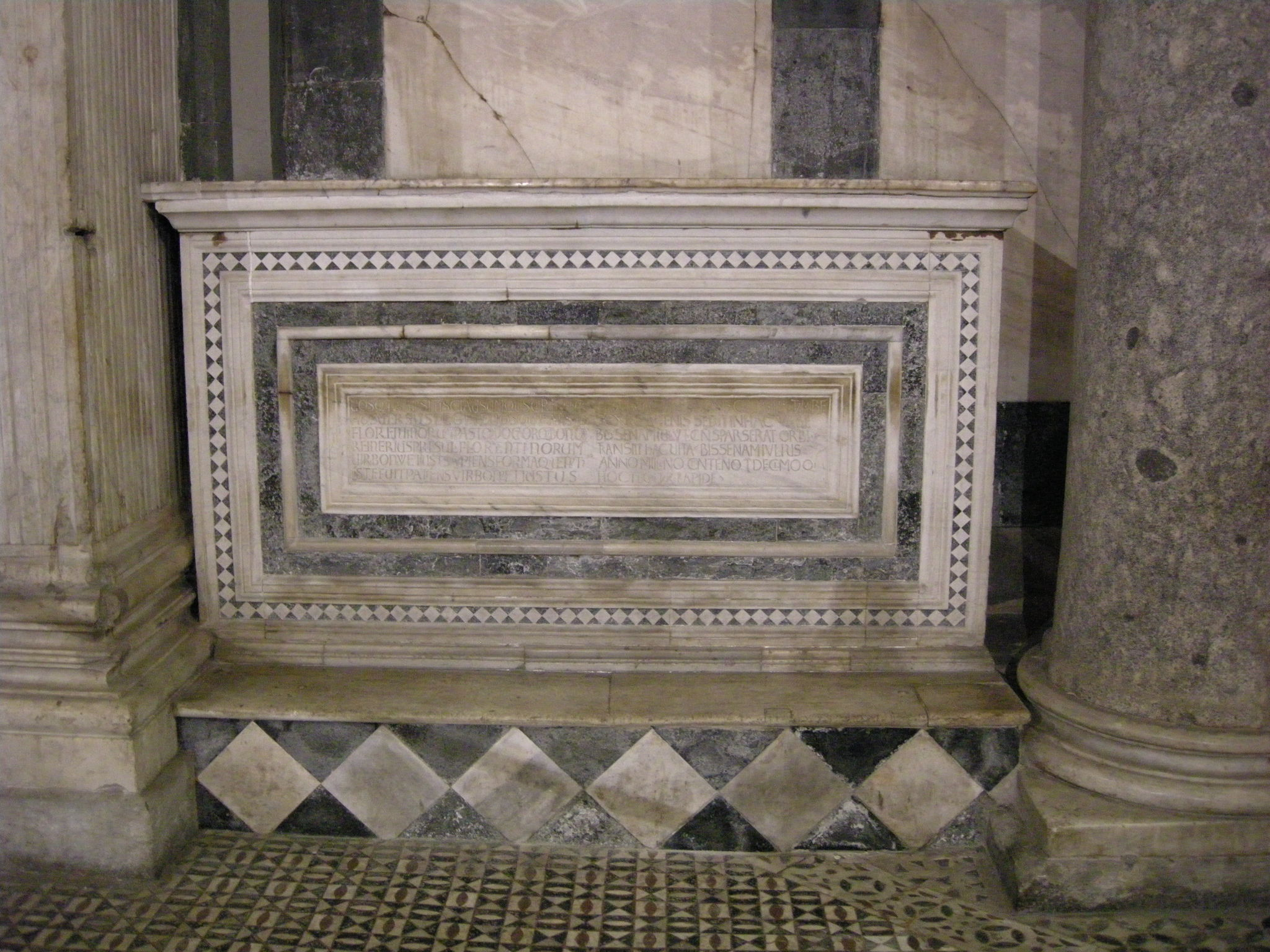
Tomba del vescovo Ranieri
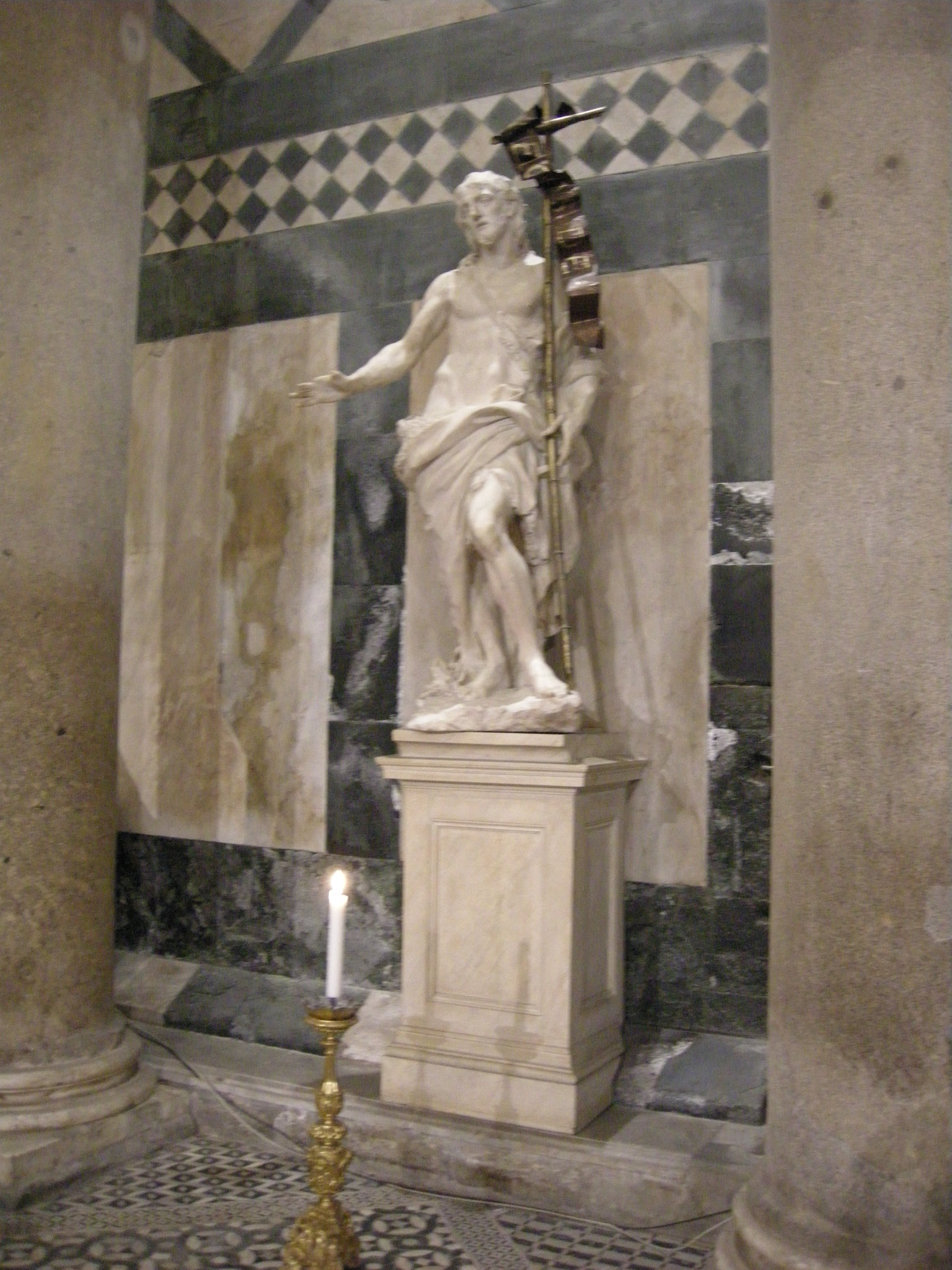
San Giovanni Battista di Giuseppe Piamontini
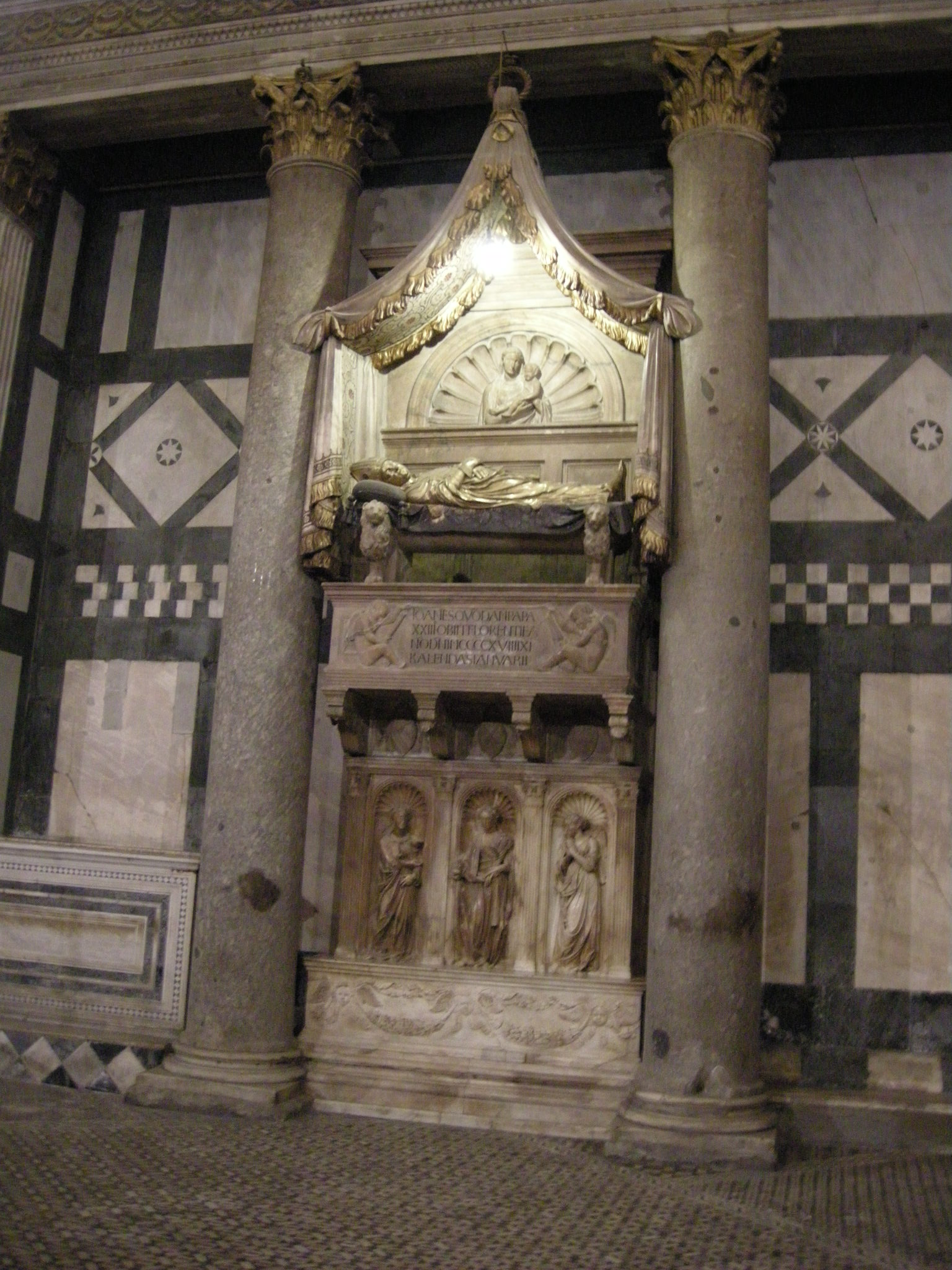
Tomba dell'antipapa Giovanni XXIII
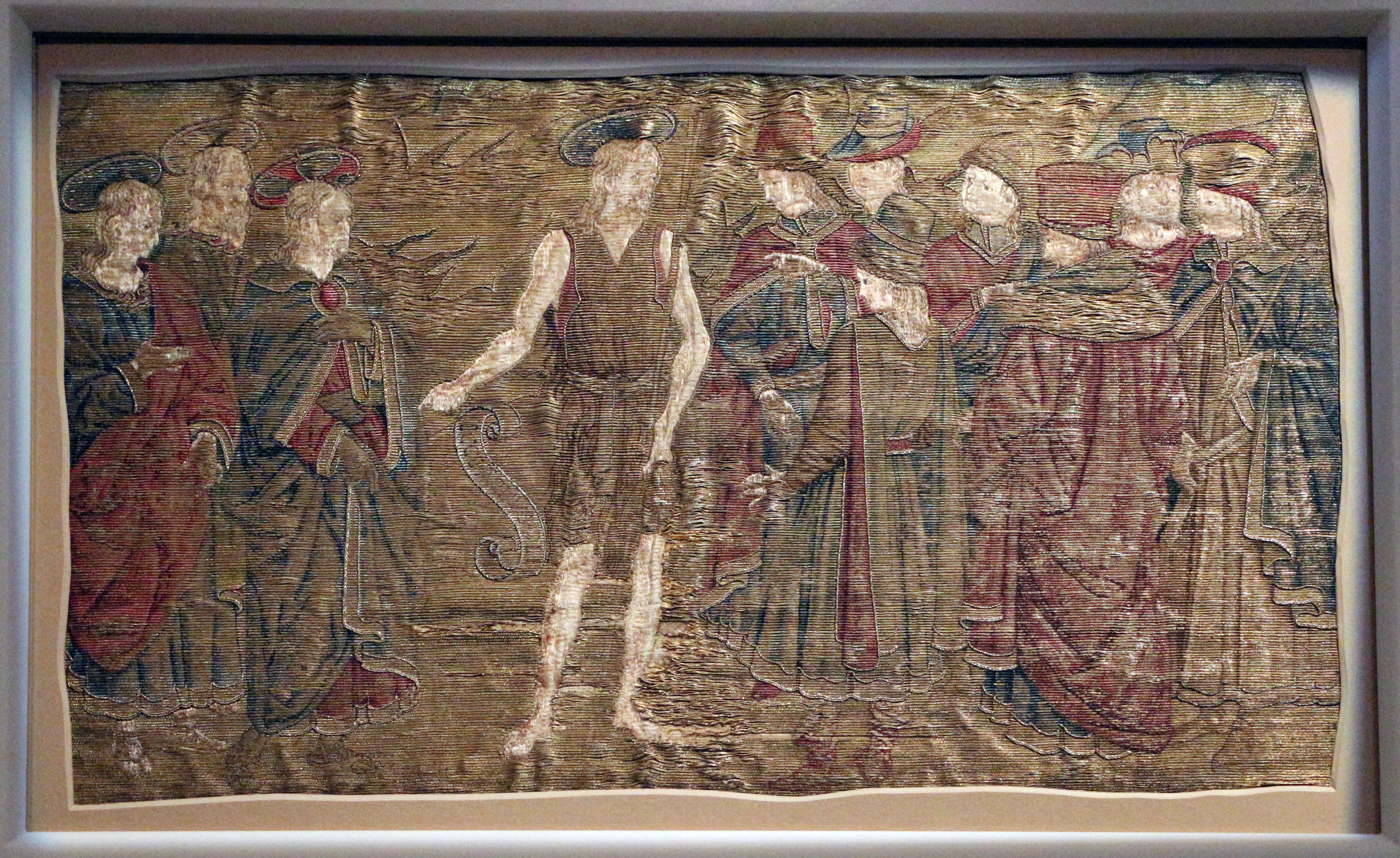
Battesimo di Cristo dal Parato di San Giovanni
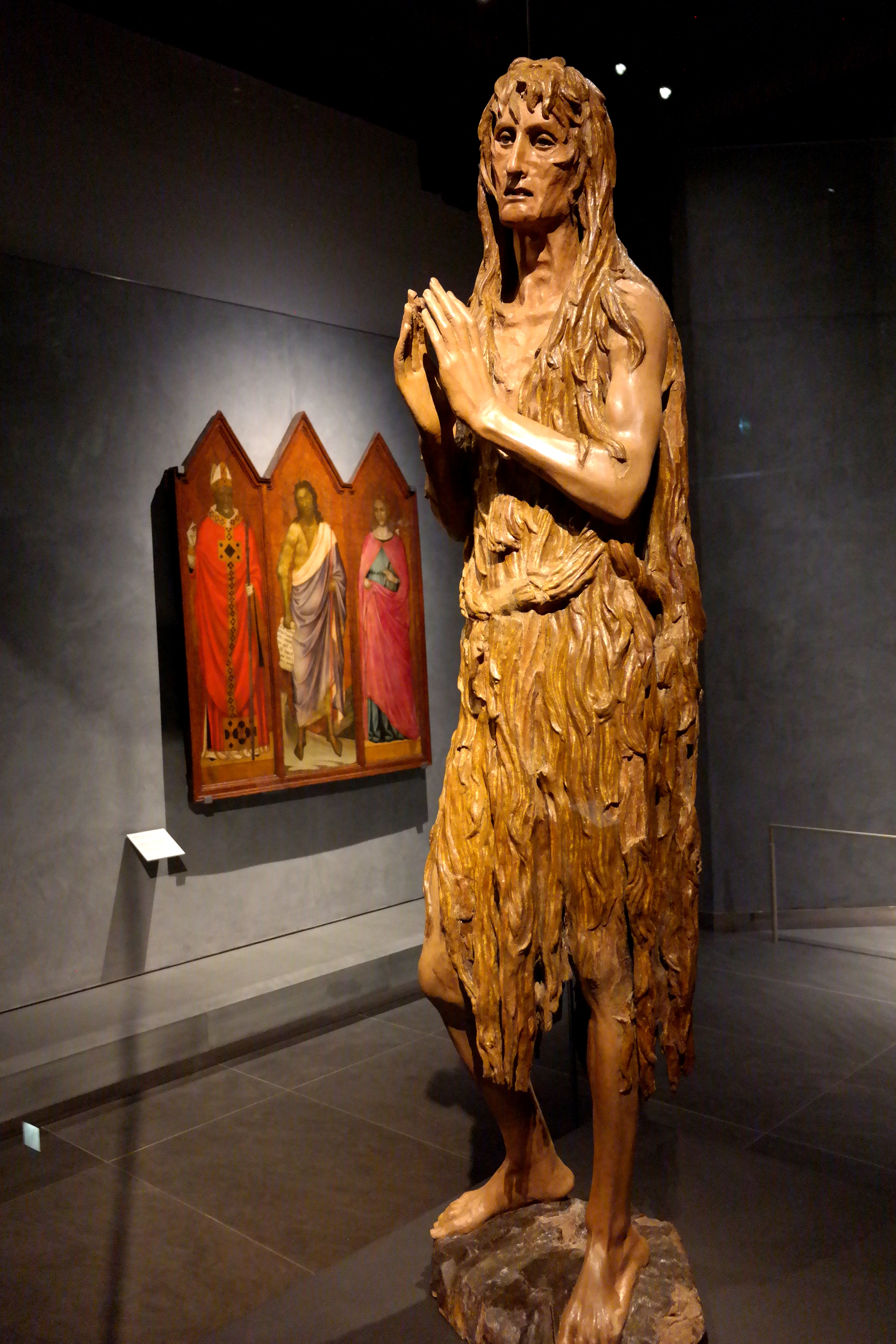
Maddalena penitente di Donatello

## Astronomia nel battistero

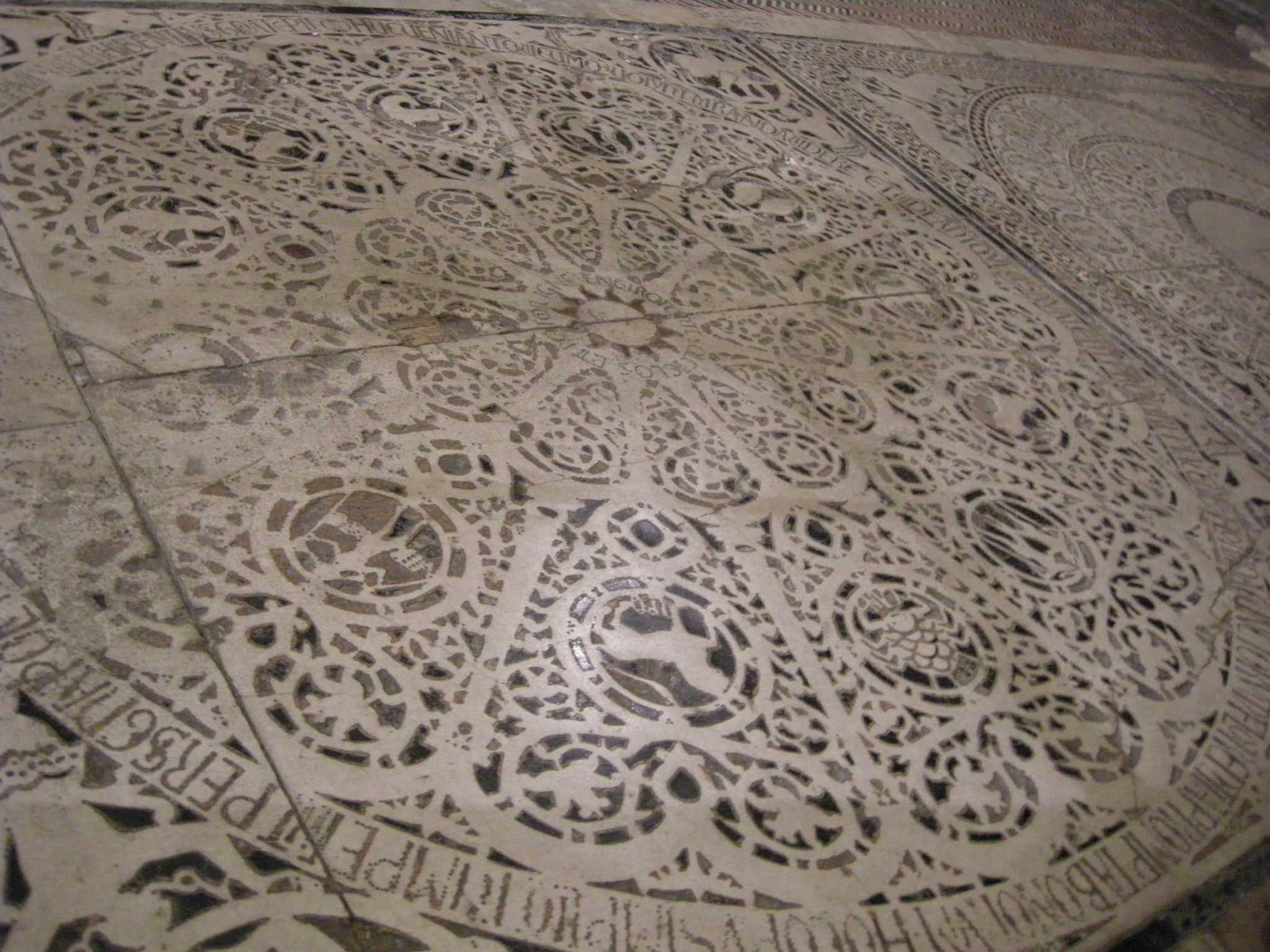
Lo zodiaco marmoreo della meridiana solstiziale

Il cronista Giovanni Villani nel Trecento, basandosi su "antiche ricordanze" ha tramandato che lo zodiaco pavimentale nel battistero di San Giovanni fosse stato un orologio solare progettato a cavallo tra il X e l’XI secolo dal fiorentino Strozzo Strozzi. Si tratta, però, di una figura leggendaria, come fu scoperto già dal Follini nell’Ottocento. Secondo il Villani nel giorno del solstizio d'estate, in prossimità del mezzogiorno solare fiorentino, un raggio di sole penetrava attraverso un foro presente al vertice della cupola del complesso architettonico e andava a illuminare per alcuni minuti la porzione centrale dello zodiaco marmoreo presente sul pavimento.
L'antica meridiana solstiziale sarebbe rimasta in funzione soltanto per un paio di secoli, visto che nel corso dei lavori di ristrutturazione effettuati nel corso del Duecento, venne completamente coperto il foro di entrata del raggio solare con la realizzazione della lanterna all'apice della cupola.
Si tratta di una notizia non verificabile, benché nel pavimento pressoché coevo della Basilica di San Miniato al Monte, vi sia uno zodiaco "gemello" che ancora funziona come orologio solare segnando il 21 giugno il solstizio d’estate

## Opere già nel battistero

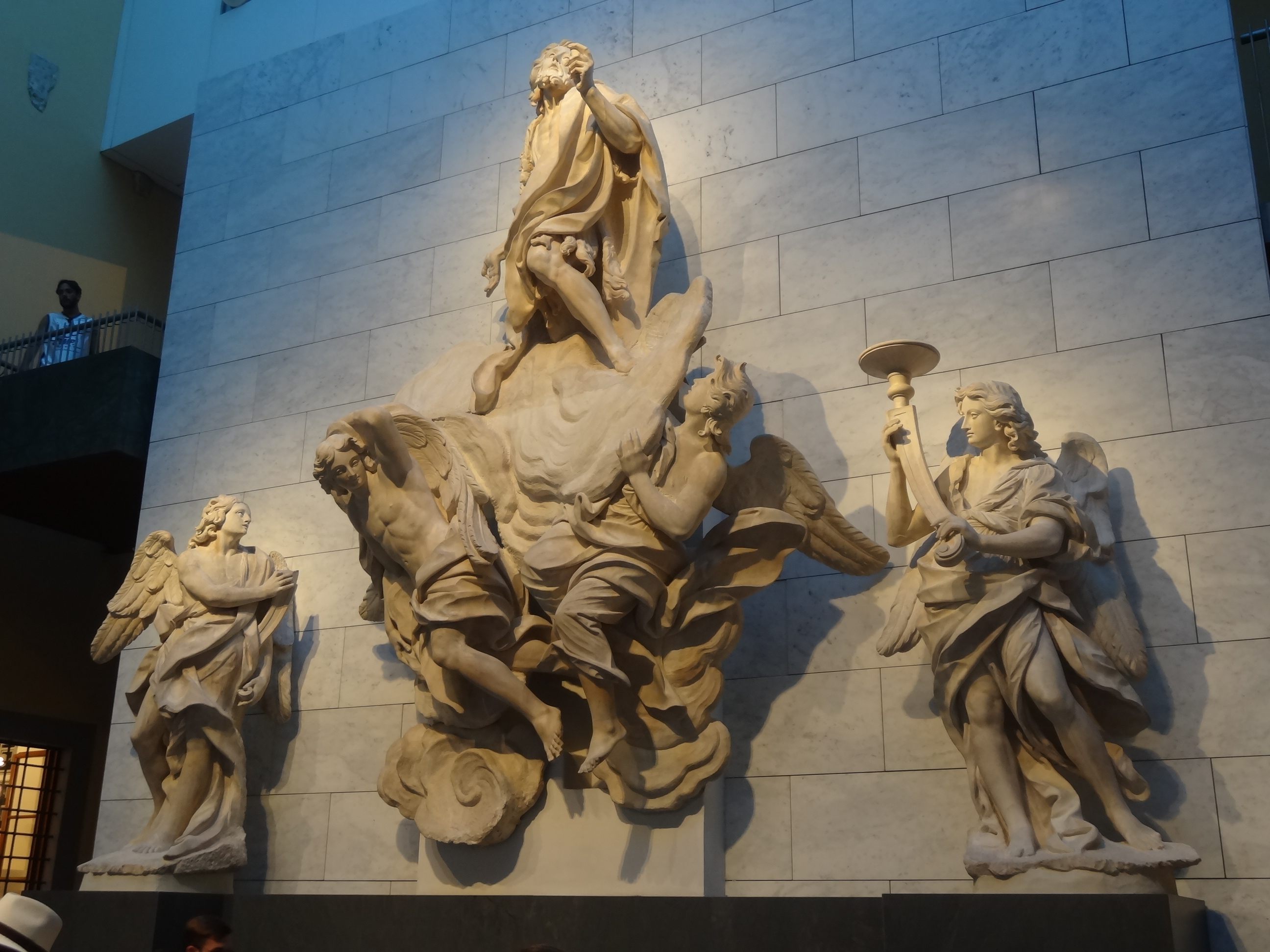
Battesimo di Cristo e angeli di Girolamo Ticciati

- Autori vari, Altare argenteo di San Giovanni, oggi nel Museo dell'Opera del Duomo di Firenze
- Donatello, Maddalena penitente, oggi nel Museo dell'Opera del Duomo di Firenze
- Tino di Camaino
  - Carità, oggi nel Museo Bardini
  - Speranza, oggi nel Museo dell'Opera del Duomo di Firenze
  - Fede, oggi nel Museo dell'Opera del Duomo di Firenze
  - Carità, oggi nel Museo dell'Opera del Duomo di Firenze
  - Battesimo di Cristo, oggi nel Museo dell'Opera del Duomo di Firenze
  - Testa del Battista, oggi nel Museo dell'Opera del Duomo di Firenze
- Girolamo Ticciati, Battesimo di Cristo e angeli, oggi nel Museo dell'Opera del Duomo di Firenze

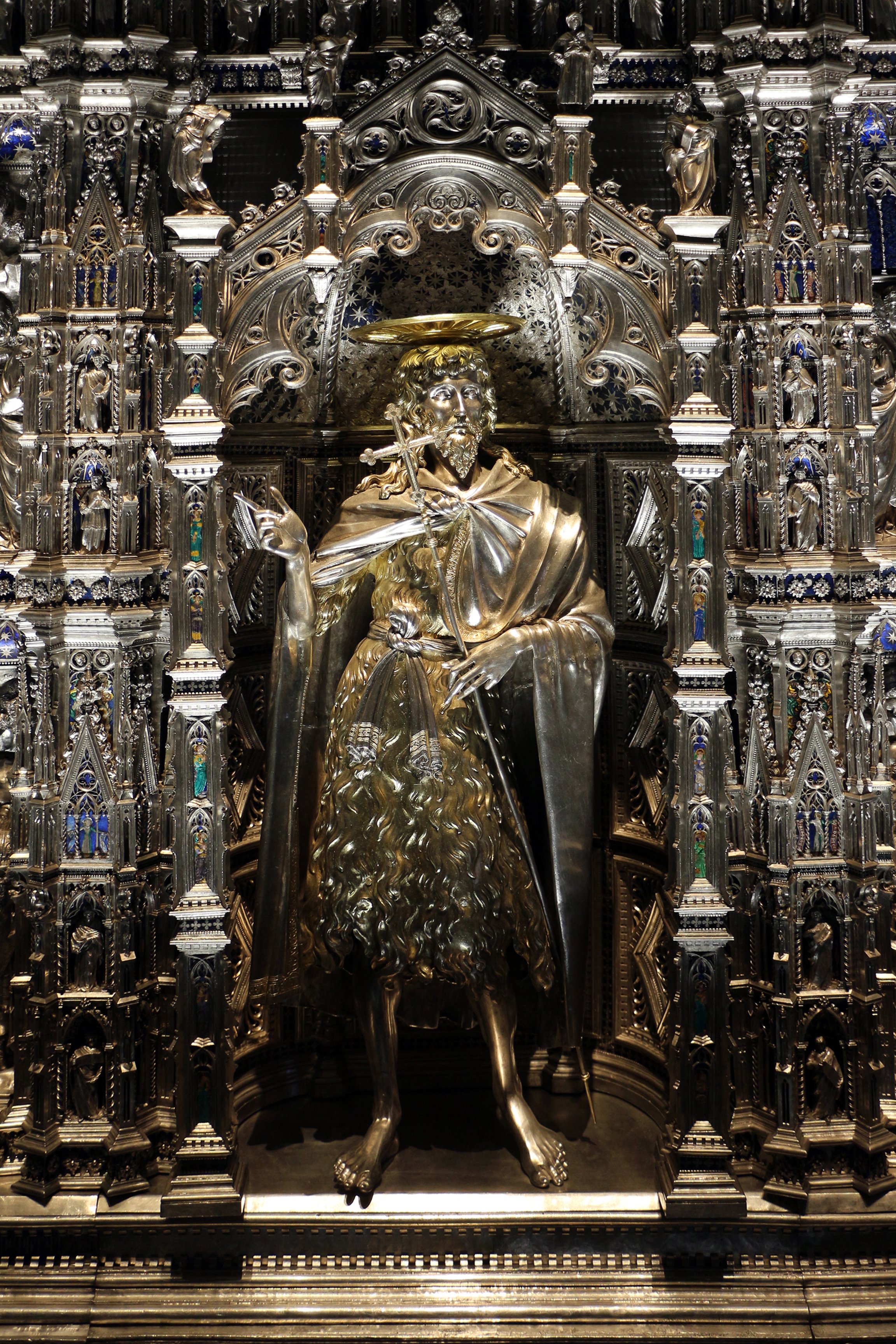
San Giovanni Battista di Michelozzo (dall'altare argenteo)
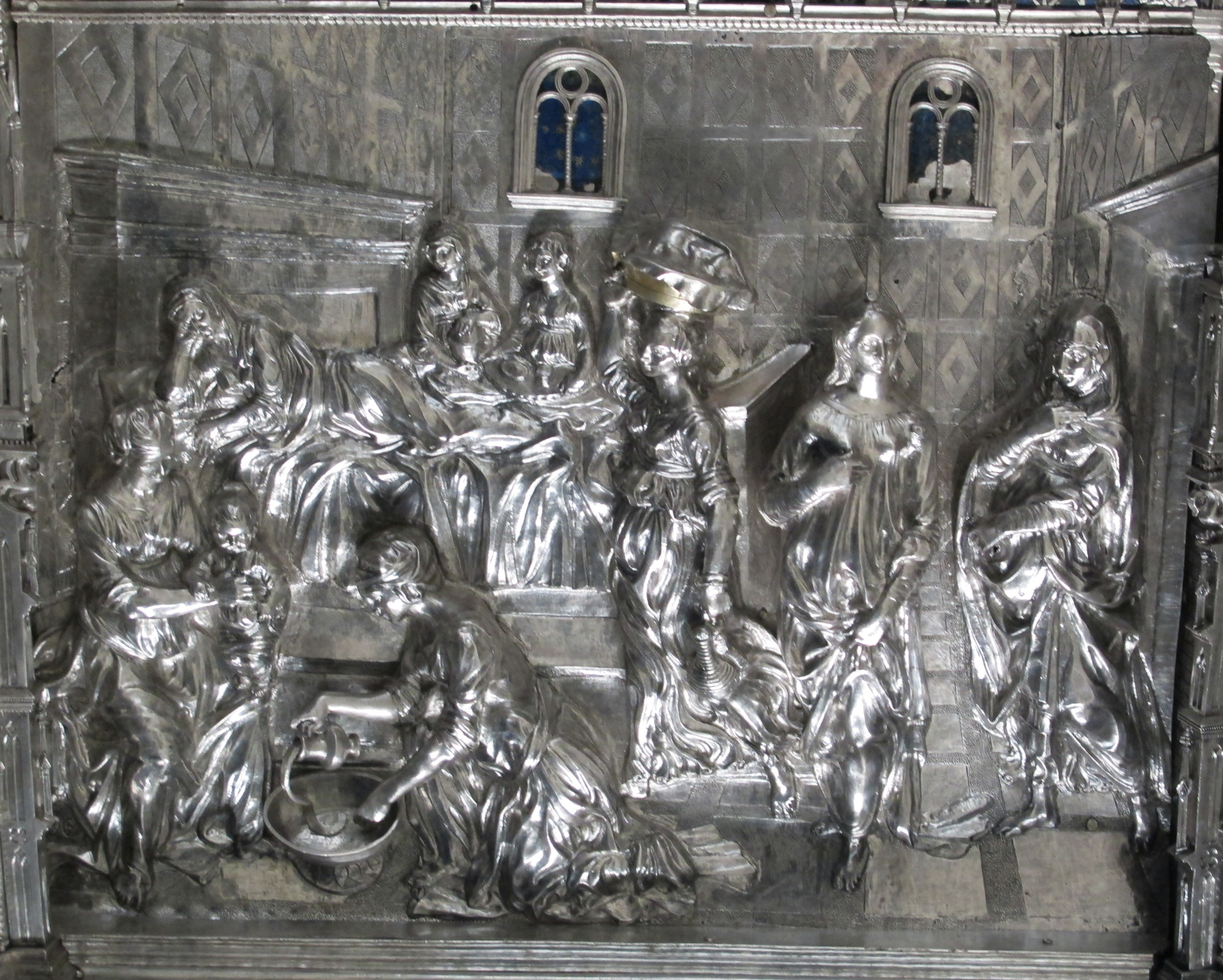
Nascita del Battista di Antonio del Pollaiolo (dall'altare argenteo)
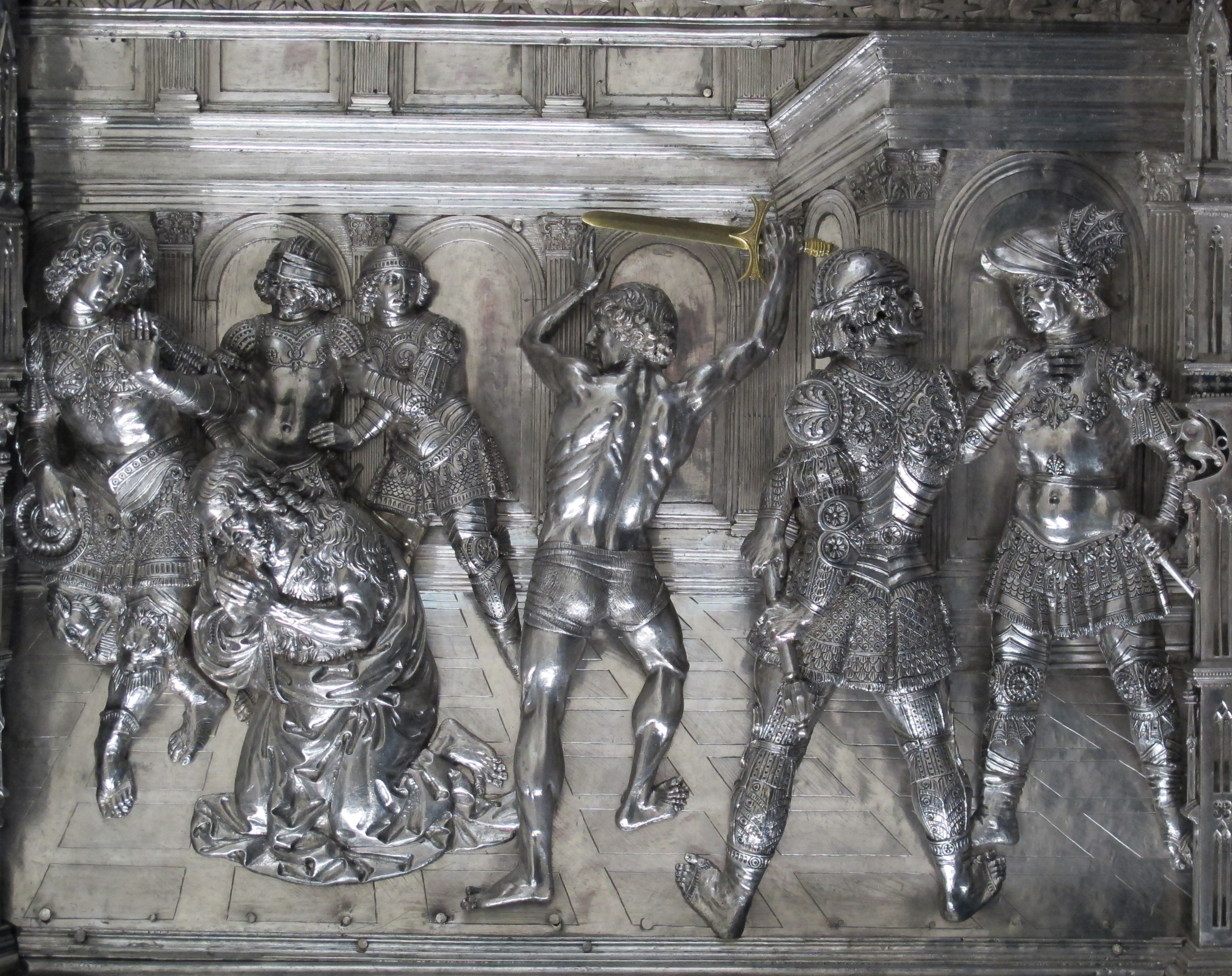
Decollazione del Battista del Verrocchio (dall'altare argenteo)
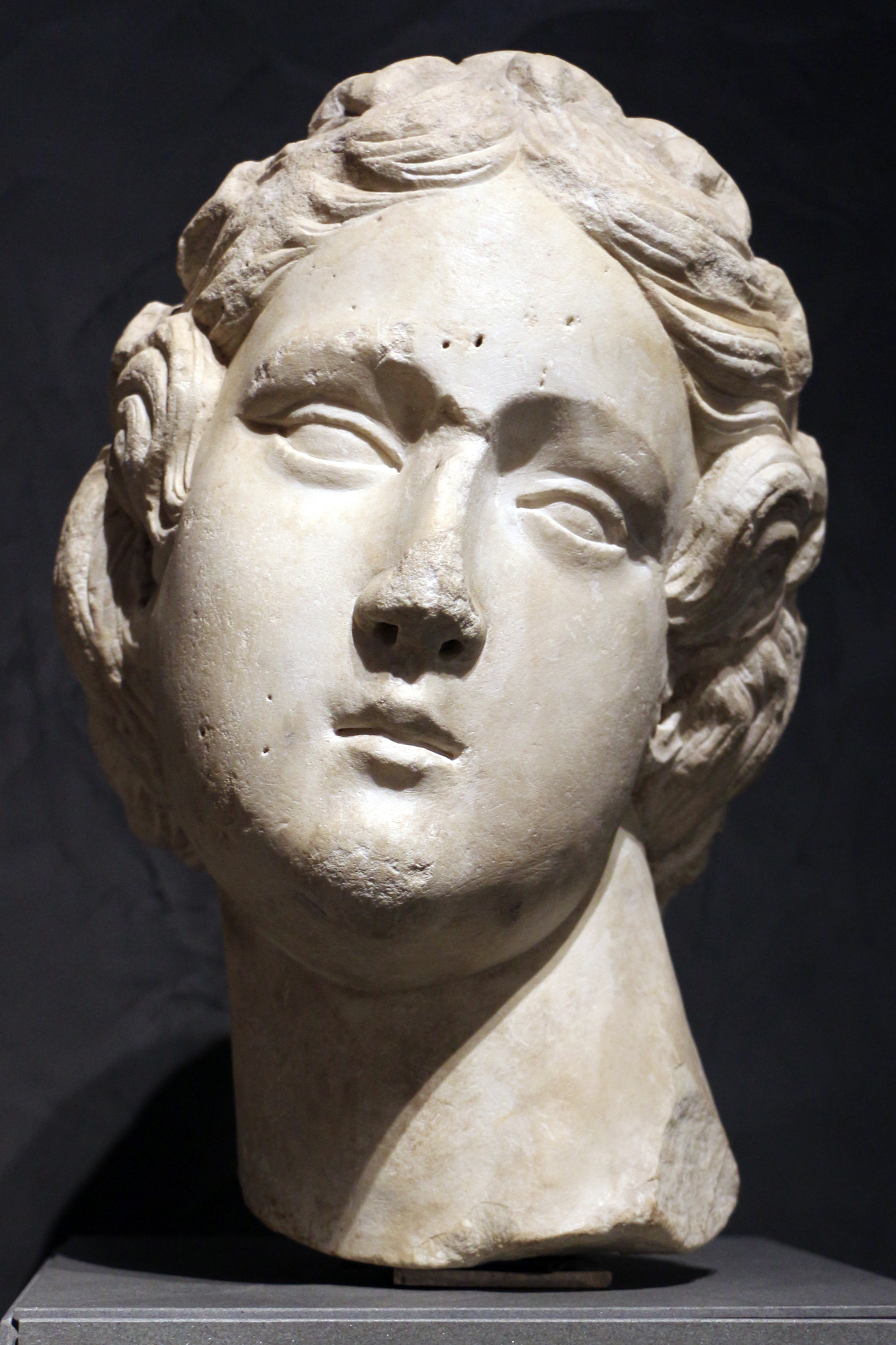
Speranza di Tino da Camaino
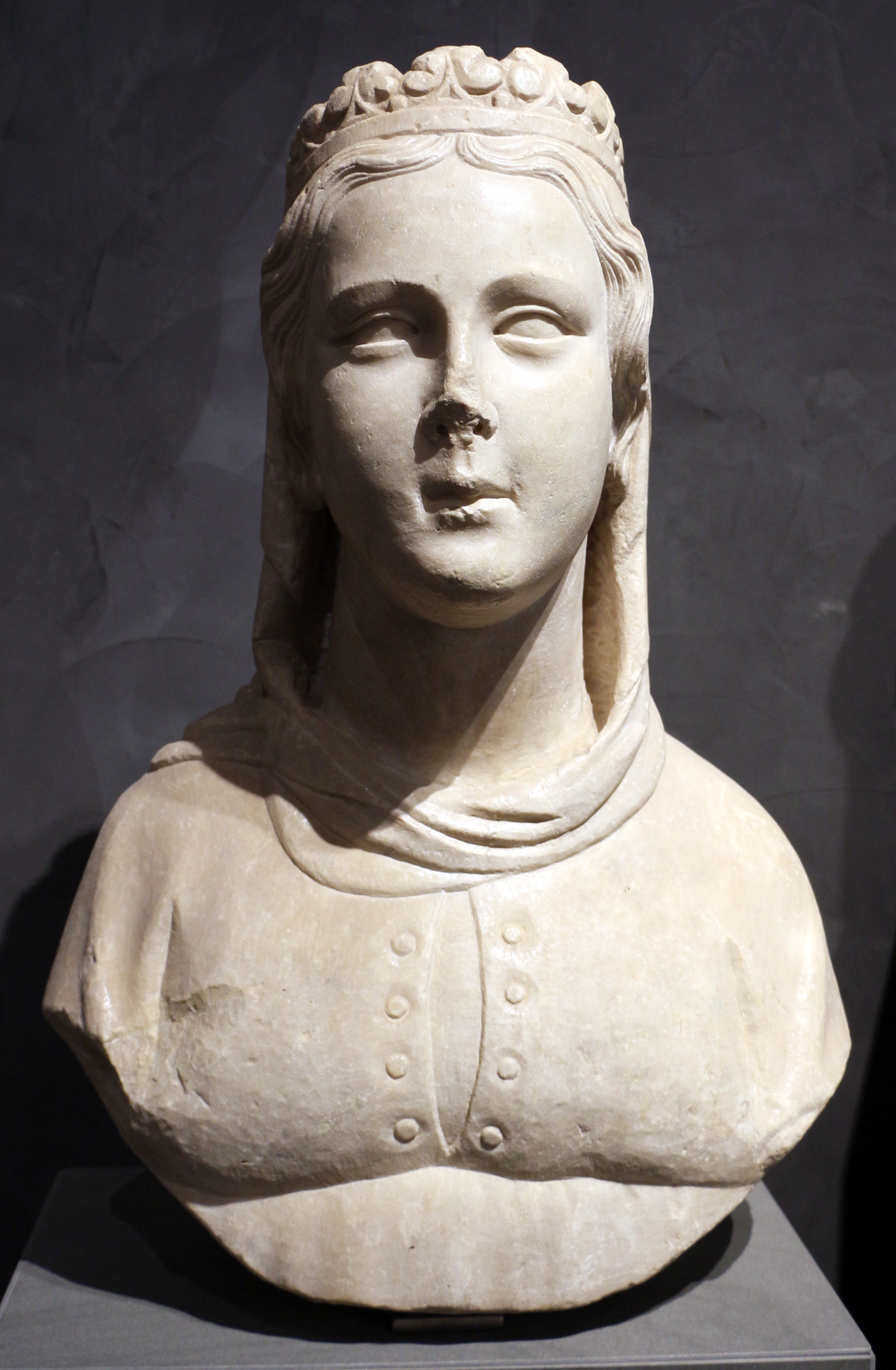
Fede di Tino da Camaino
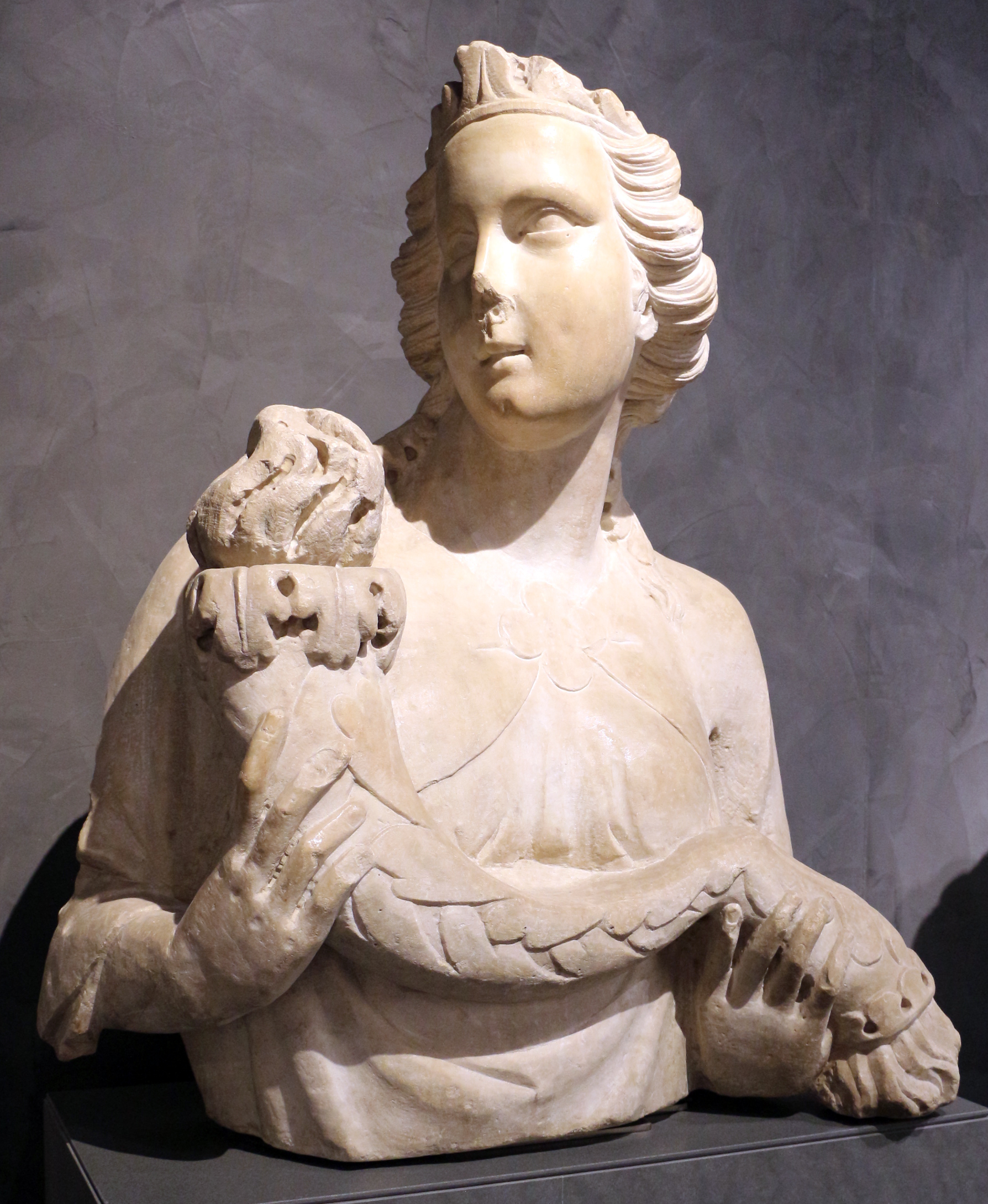
Sibilla di Tino da Camaino
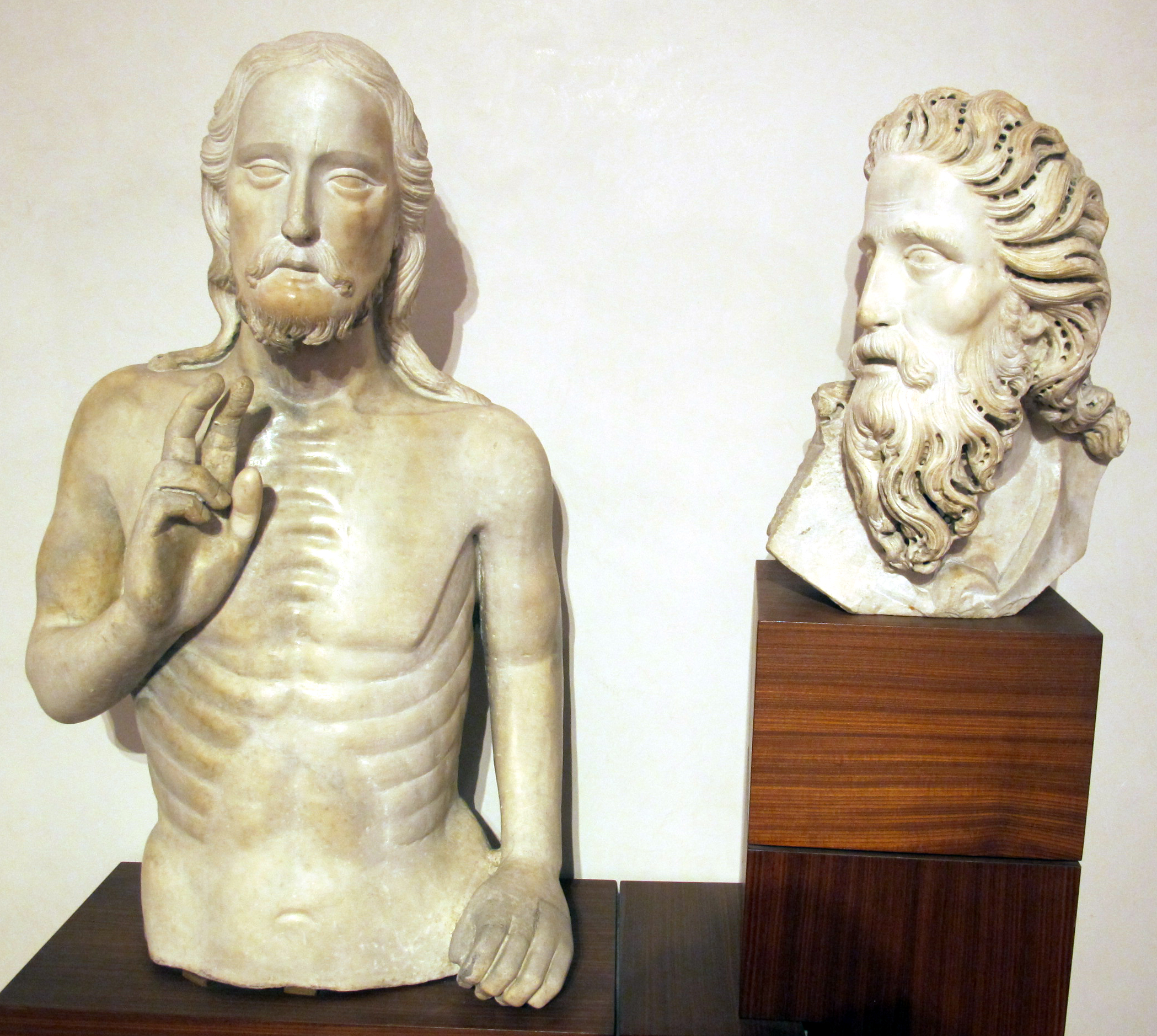
Battesimo di Cristo di Tino da Camaino
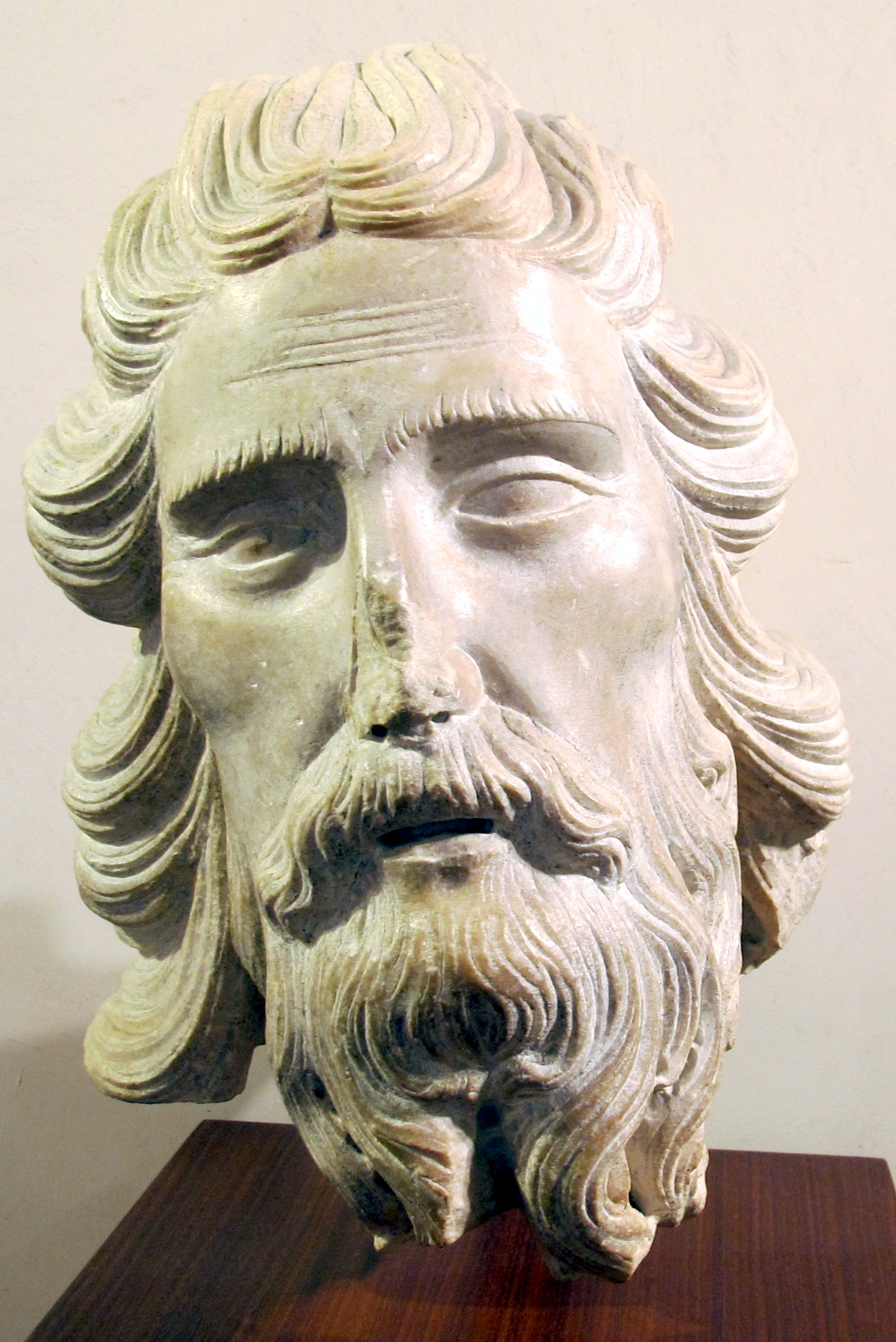
Testa del Battista di Tino da Camaino